# Маньєризм

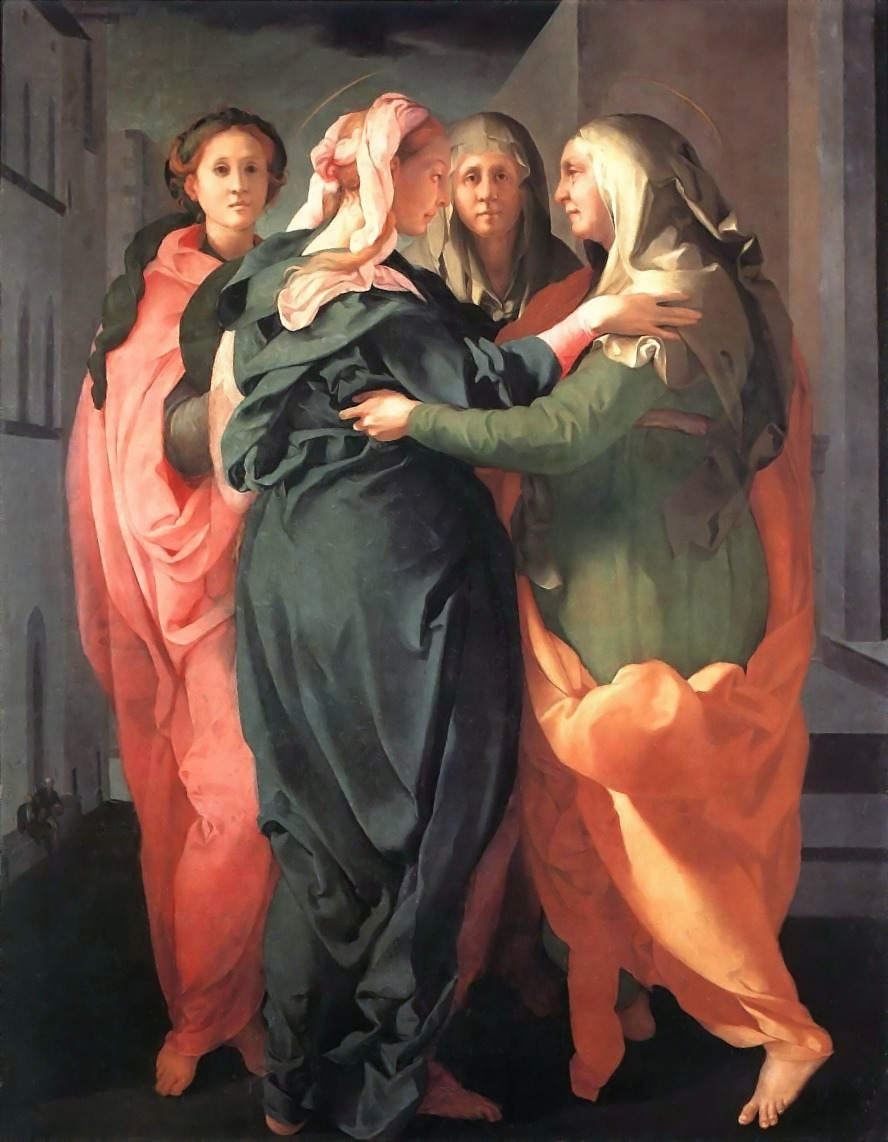
Художник Понтормо. Зустріч Марії з Єлизаветою, 1529. Церква Сан-Мікеле, Карміньяно. Приклад живопису маньєризму.

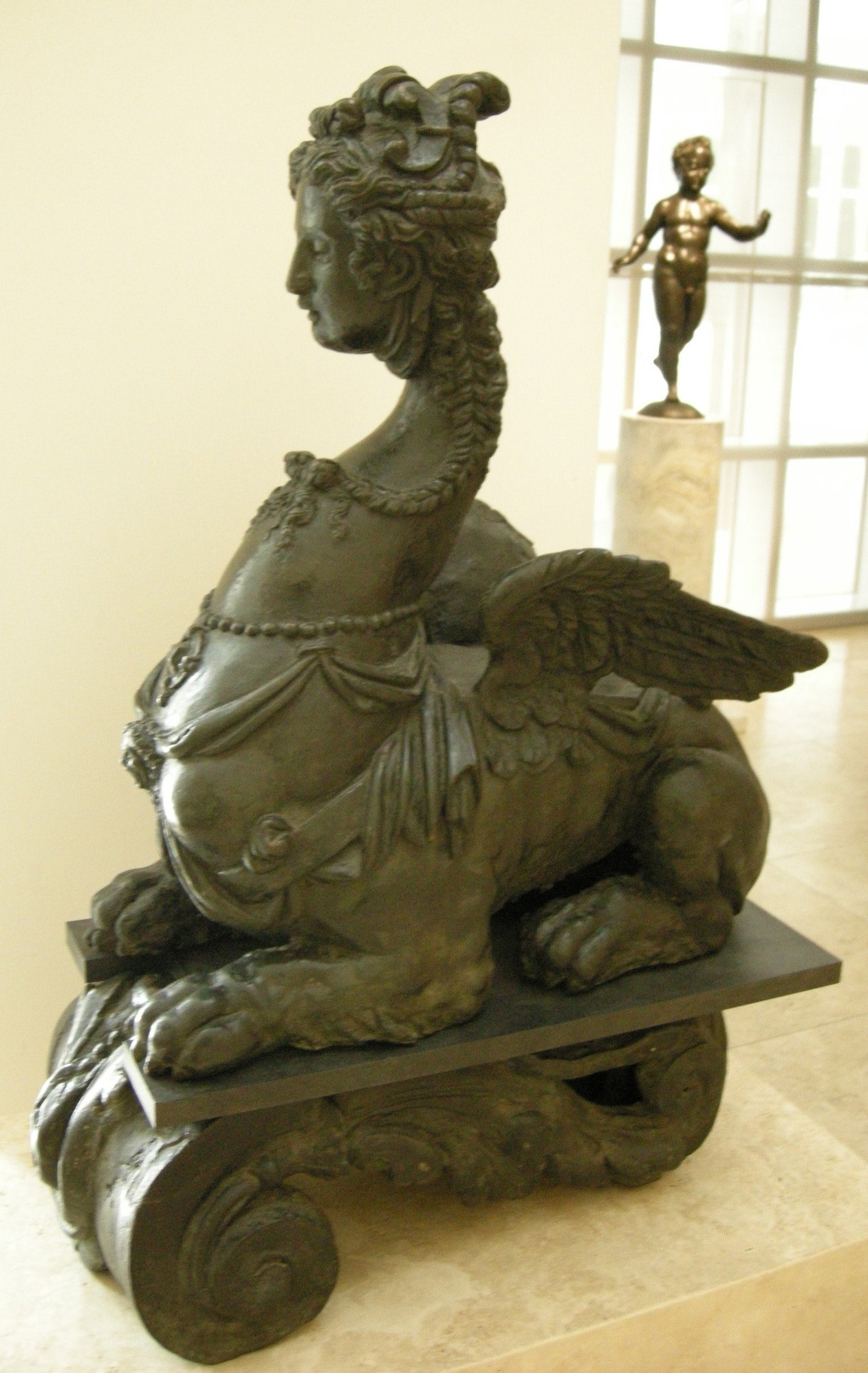
Анонім доби маньєризму, Італія. «Фантазійний сфінкс», бл. 1560 р., Музей Ґетті.

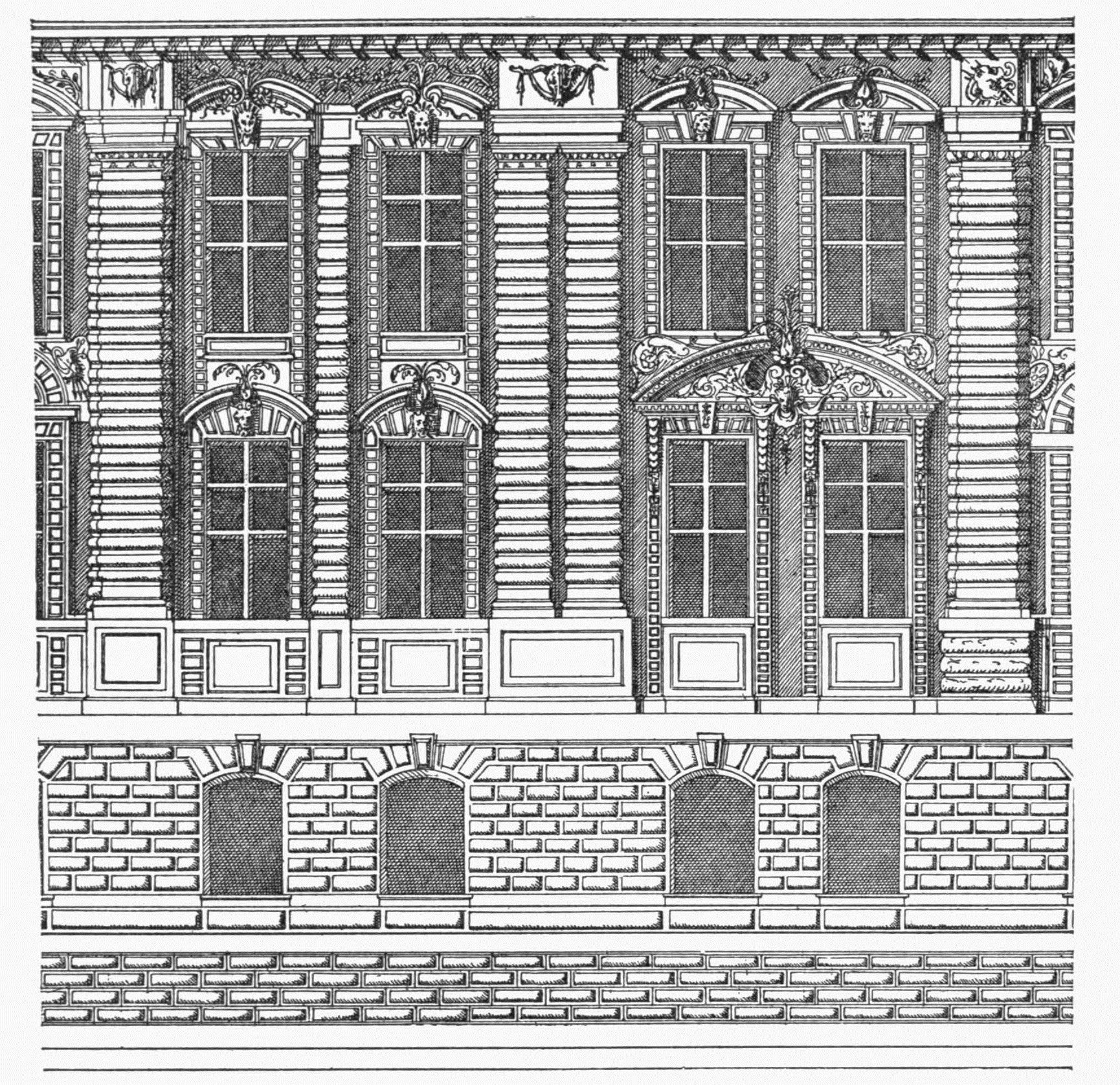
Фрагмент фасаду (Fasade of Charleval), маньєризм у Франції, гравер Жак Андруе Дюсерсо старший

Маньєри́зм (італ. manierismo, досл. «примхливість, химерність, штучність», від maniera — «манера», «стиль») — течія в європейському мистецтві та архітектурі XVI століття, що відобразила кризу гуманістичної культури Відродження. Характеризується втратою ренесансної гармонії між тілесним і духовним, природою та людиною.
Деякі дослідники (особливо літературознавці) не схильні вважати маньєризм самостійним стилем і вбачають у ньому ранню фазу бароко.

## Загальна характеристика стилю

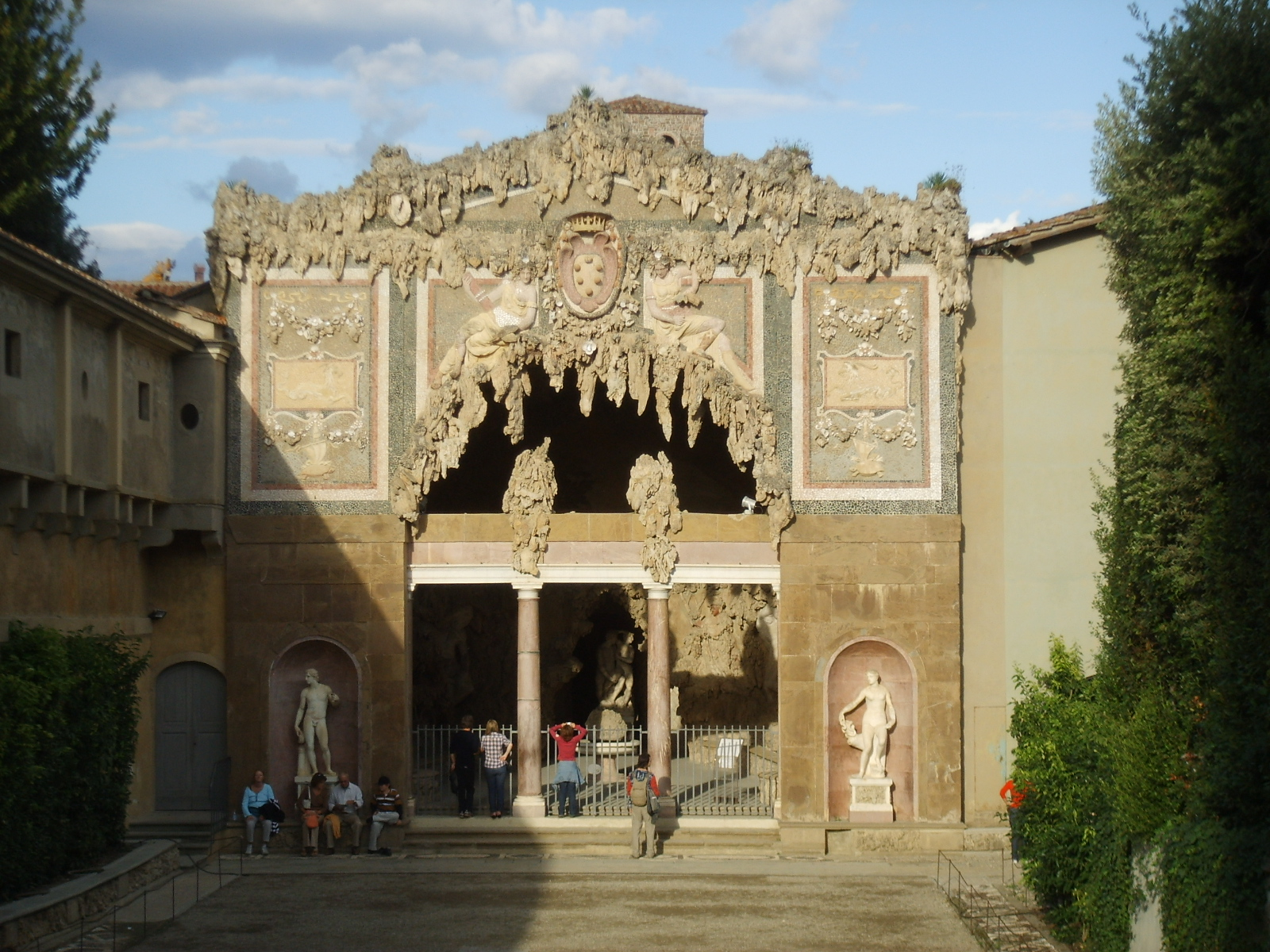
Грот Буонталенті біля палаццо Пітті, головний фасад

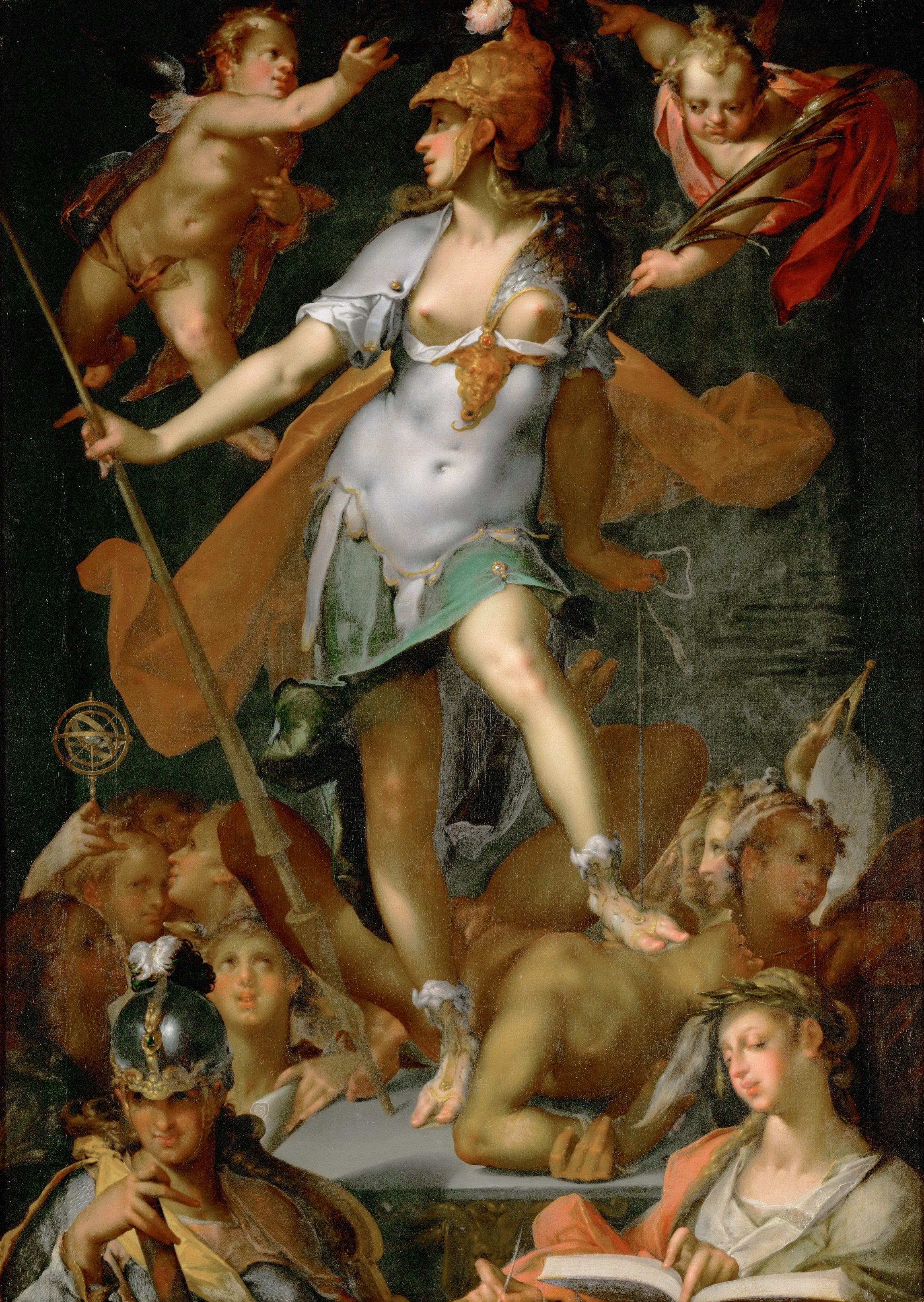
Худ. Бартоломеус Шпрангер, Мінерва перемагає невігластво

Важливою особливістю маньєризму як стилю був його аристократизм, недемократичність, орієнтованість на смаки багатих володарів, взагалі припалацовий характер. Головними замовниками і споживачами мистецтва маньєризму була церковна і світська аристократія. Не дивно, що значні центри маньєризму гуртувались при дворі папи римського, герцогського двору у Флоренції, при королівських палацах у Фонтенбло (Франція), Ескоріалі (Іспанія), Празі (Чехія), Кракові (Польща). Навіть коли мистецькі центри розташовані поза межами відомих центрів маньєризму, вони все одно виконують замови аристократів (зброярі Мілану (Італія) десятиліттями працювали на замовлення королів Франції з маньєристичними смаками).
Маньєризм настояний на протиріччях, в переліку яких — палке вивчання творів геніїв Високого Відродження і несамовите бажання працювати в їх же манері (звідси назва маньєризм), відмова від спостереження за природою і поклоніння авторитетам, віртуозність виконання художніх робіт, домінанта індивідуалізму. В наявності — висока освіченість майстрів і нестримна фантазійність, теоретичні заяви про спадковість свого мистецтва і при цьому надзвичайна штучність, примхливість художніх манер, майже повна відмова від класичних канонів в архітектурі, в композиціях картин, втрата гармонії заради дисонансів, тривожності, асиметрії, надзвичайного впливу на почуття і свідомість замовника і глядача. Фантазійність навіть ставала головною метою митця-віртуоза.
Характерними особливостями художнього рішення робіт, що відносяться до стилю маньєризм, можна вважати підвищену духовність (нерідко суміщену з не менш сублімованим еротизмом або, навпаки, підкреслено протипоставлену йому); напруженість і зламаність ліній (зокрема, використання так званої «змієвидної» лінії в композиціях), видовженість або навіть деформованість фігур, напруженість поз (контрапост), незвичайні або чудернацькі ефекти, пов'язані з розмірами, освітленням або перспективою, використання дратівливих хроматичних кольорових гам, перевантаження композиції фігурами і деталями тощо.
Зовні наслідуючи майстрів Високого Відродження, маньєристи в Італії наполегливо підкреслювали трагічні дисонанси побуту, владу ірраціональних сил, суб'єктивність мистецтва. На межі XVI і XVII століть на зміну маньєризму прийшов стиль бароко. Але маньєризм ще декілька десятиліть співіснував з бароко, особливо в країнах за межами Італії (Франція, Голландія, Німеччина, Чехія тощо).

### Виникнення

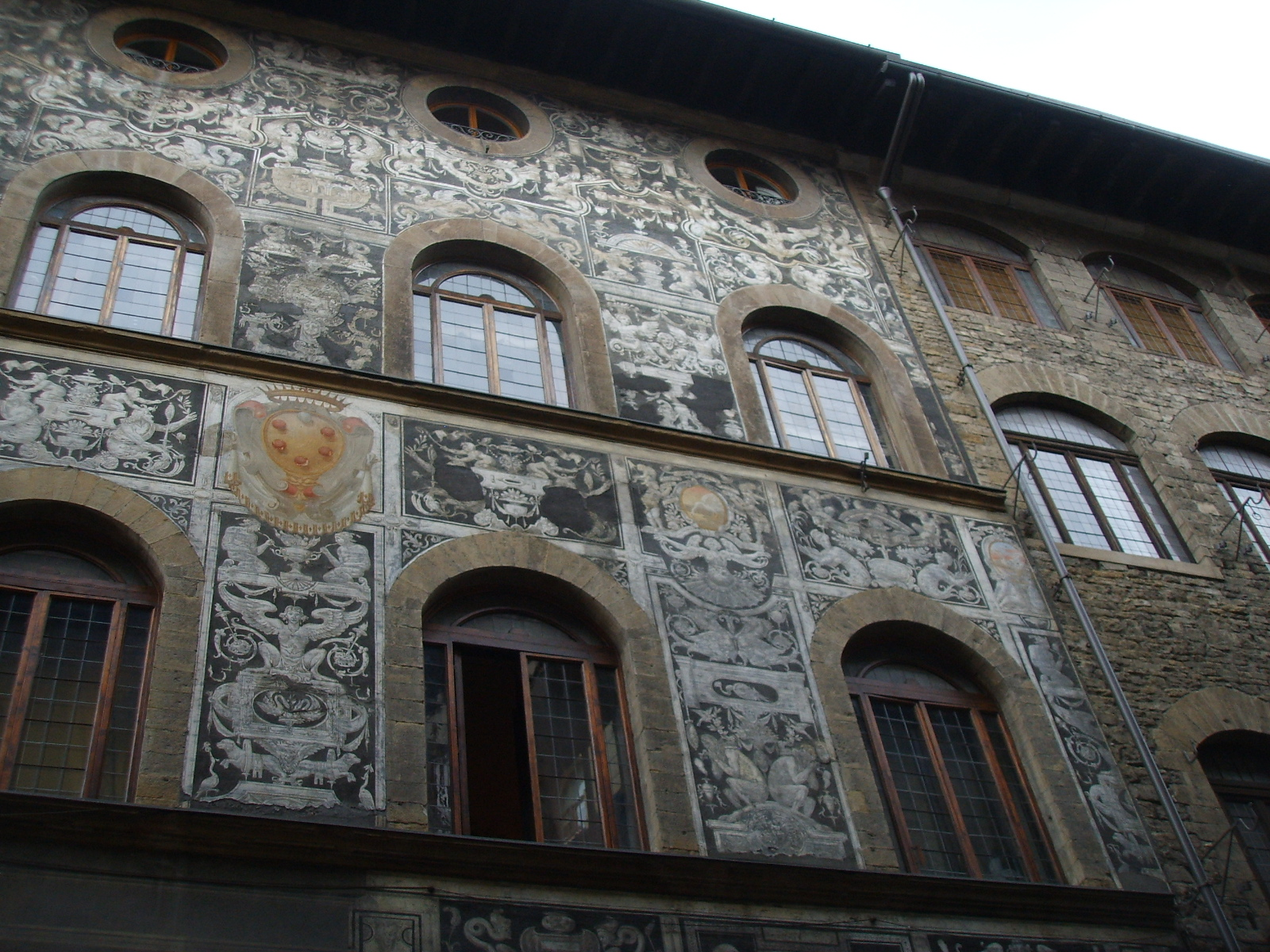
Грізайль доби маньєризму на фасаді палацу Б'янки Капелло

Маньєризм з'явився в Італії, де найважливішими осередками розвитку стилю стали Флоренція, Мантуя та Рим, а потім отримав поширення у Франції та інших європейських країнах. Стиль був також породженням кризових явищ у суспільно-політичній сфері, характерних для пізнього Відродження з його соціальною, моральною та релігійною нестійкістю. Іноді початкову фазу маньєризму пов'язують із пограбуванням і руйнацією Риму в 1527 році німецькими вояками імператора Карла V. Найголовніше те, що маньєризм у помітній формі відбив істотну, подібну до вибуху трансформацію мистецтва та літератури від середніх віків до «Нової історії».
«Природа» і «мистецтво» в маньєризмі представлені інакше, ніж у системі відродження, неврівноважено і негармонійно. Природа розглядається як мистецький акт верховного Бога, а митець маньєризму рахується з цим, але воліє активно змінювати форми і змісти і переносить змінені (драматизовані, огрублені, деформовані) форми і змісти в твори мистецтва заради збільшення їх виразності й більшого впливу на глядача. Італійці навіть запропонували новий термін для творів маньєристів — «грубі красоти». Ці настанови були перенесені і в сади маньєризму. Ставлення до творів першої генерації маньєристів Італії було різним — від поваги і визнання авторитета (Мікеланджело Буонарроті) до підозрілості, цензурування і могутнього контролю через дозволи і заборони (Тридентський собор). Акт творчості для митця-маньєриста є суперництво з природою, активна її деформація, звідки логічно виникає крайній індивідуалізм наново запропонованих форм і змістів. Успіхи реформації, поява протестантизму і спровокували католицьку церкву на реальні репресії, агресію, могутність контролю через дозволи і заборони, серед іншого і на мистецтво італійського маньєризму.

## Періодизація

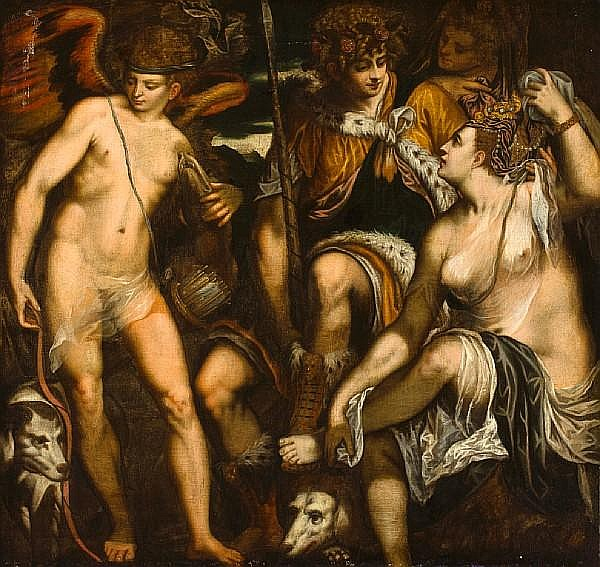
Алессандро Варотарі. «Венера, Адоніс і дорослий Амур», перша половина 17 ст.

У розвитку маньєризму розрізняють два головні періоди:
- перший 1520-ті — кінець 1530-х
- другий 1540-ві — початок XVII ст. в Італії (в Голландії за інерцією до кінця XVII ст.[2])

Перший період тон задали майстри Тоскани та Емілії, землі, котрі найбільш постраждали від реакційних ударів політиків. В реальності політики звернулись до феодальних і обскурантних засобів впливу на людей і ситуацію, аби агресією і залякуваннями стабілізувати стан справ і зміцнити розхитану власну владу. Нагнітання феодальної за характером реакції сильно вплинуло на світогляд тогочасних письменників, скульпторів і особливо художників, котрі були в авангарді розвитку гуманістичних настанов італійського відродження. Італійська культура витримала удар, але її характер докорінно змінився. Запанували песимізм, зневіра в світлі ідеали, пригніченість, розчарування. Кризовий стан справ в економіці і в політиці сприймався більшістю як катастрофа, як розпад вимріяного і гармонійного світу, вони живуть ніби на руїнах. А в Римі, поруйнованому і пограбованому вояками імператора Карла V, це було страшною реальністю.
Відмову від ідеалів відродження теоретично обґрунтував художник Федеріко Цуккарі (1539—1609), котрий пропонував практично чернечий протест і усамітнення в обмеженому колі власних фантазій, почуттів і творчих пошуків, здебільшого в формі, а не в ідейному наповненні. Визнання авторитету геніальних попередників (Браманте, Рафаеля Санті, ще живого Мікеланджело Буонарроті) призводить у маньєристів до вироблення в мистецькій практиці формул, рецептів, як і що подавати у творі мистецтва (в картині чи фресках, в гравюрі, в декорі). Новації і знахідки талановитих попередників стають сталими формулами, а твори маньєристів приречені на постійні повтори, на постійне звертання до уславлених зразків і їх інтерпретацій формально.
Тривожність настрою, контрасти світлотіні, метушня натовпу, зайва закрученість фігур або їх застиглість у просторі картин — притаманні більшості картин митців напрямку. Рівень обдарованості першої генерації італійських маньєристів, однак, був надзвичайно високий, що породило технічну віртуозність в малюнках, в створених фресках і картинах, в маньєристичній скульптурі. Але ці образи чудернацькі, пригнічені, орнаменти — страхітливі, архітектурні образи — вишукані, але напружені і тривожні, як тогочасна реальність. Італійська аристократія і політики відразу відчули суб'єктивний спротив митців і досить негативно поставились до більшості з них. Зазнав підозрілого ставлення і гонінь навіть Мікеланджело Буонарроті, що обслуговував культурну складову двору низки римських пап. (Гонінь в цей період уникли Леонардо да Вінчі, Баманте і Рафаель лише через власну смерть.) Менш обдарованих беруть під суворий контроль. На першому етапі маньєризму в Італії прихильність влади мав хіба що Парміджаніно.
Другий етап маньєризму характеризувався стабілізацією в політиці при збереженні тотального контролю над усіма проявами ідейного і культурного життя. Почалась доба Контрреформації, активно запрацювали інквізиція і каральні чернечі ордени. Відтепер пішло зближення позицій аристократії, світських і церковних князів (головних споживачів тогочасної культури і головних замовників) та маньєристів другої генерації. Маньєризм виходить за межі Італії і набуває відверто придворного характеру. Головні центри маньєризму скупчуються при князівських та королівських дворах — папський Рим (Ватикан), двір Медічі (Флоренція), двір королів Франції (Школа Фонтенбло), двір королів Іспанії (Ескоріал), двір імператора Рудольфа II (Прага). Придворний характер мало і мистецтво тих міст і майстерень, котрі були пов'язані замовами з князівськими дворами (збройні майстерні Мілана, гобеленові мануфактури Фландрії, ювелірні майстерні Аугсбурга).
Етап був довгим і останні італійські маньєристи (Федеріко Цуккарі, Федеріко Бароччі) працюють в гоноровому протистоянні вже поряд із братами Каррачі та Караваджо.

### Маньєризм в образотворчому мистецтві

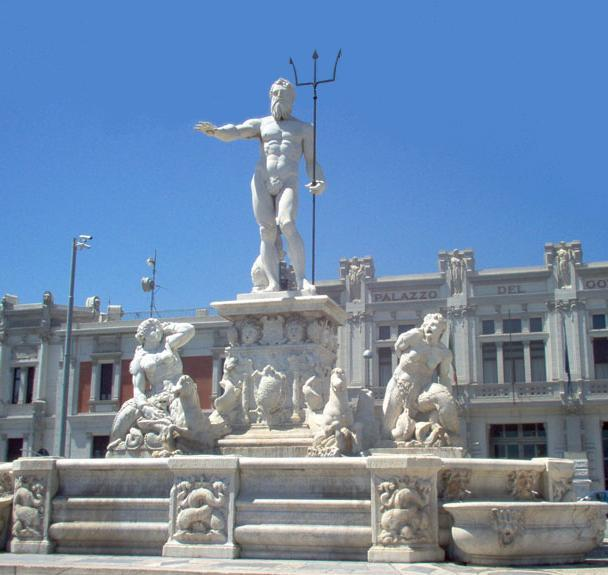
Скульптор Монторсолі, фонтан Нептуна, місто Мессіна, маньєризм

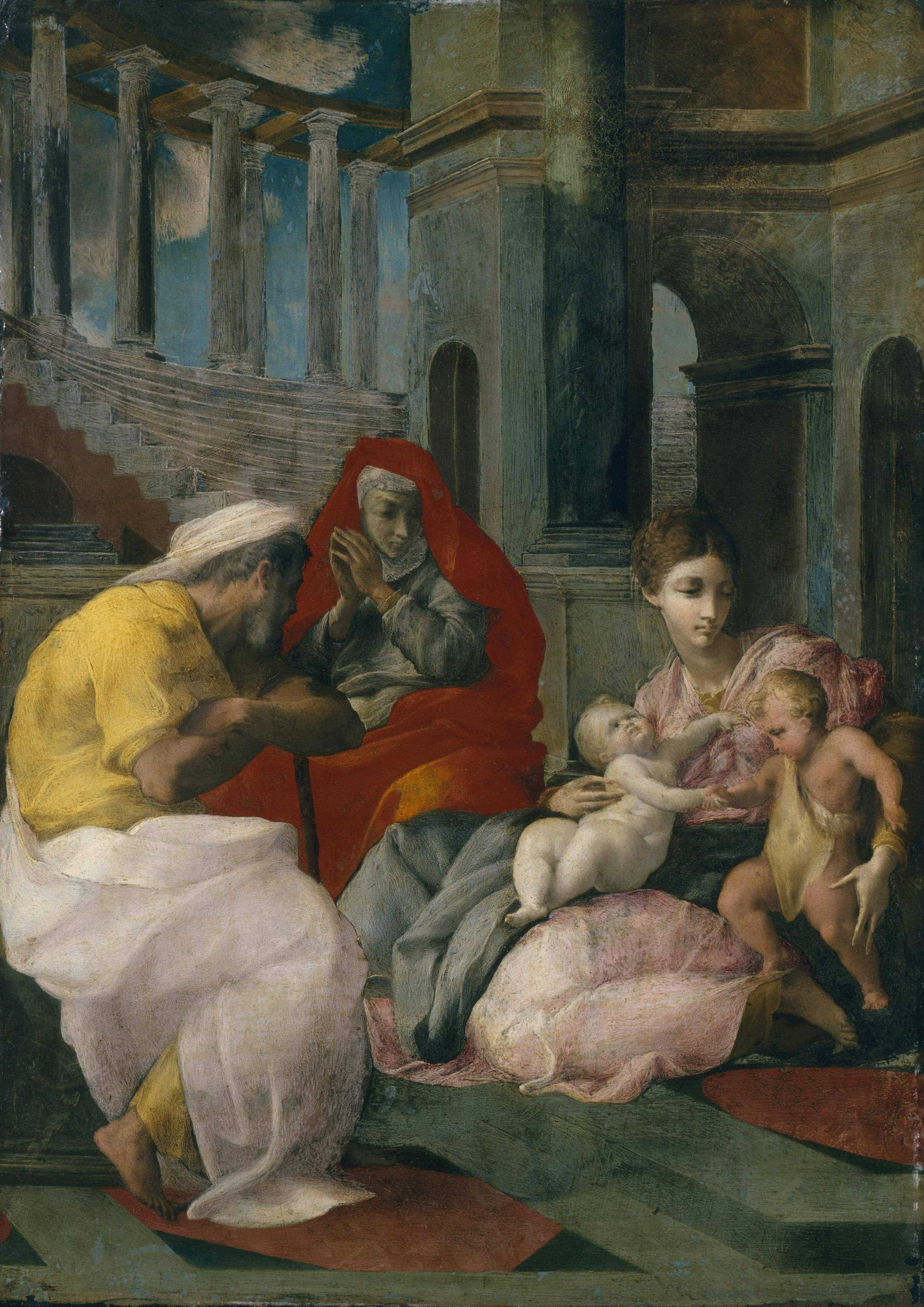
Франческо Приматіччо. «Св. Родина на тлі театра». Ермітаж.

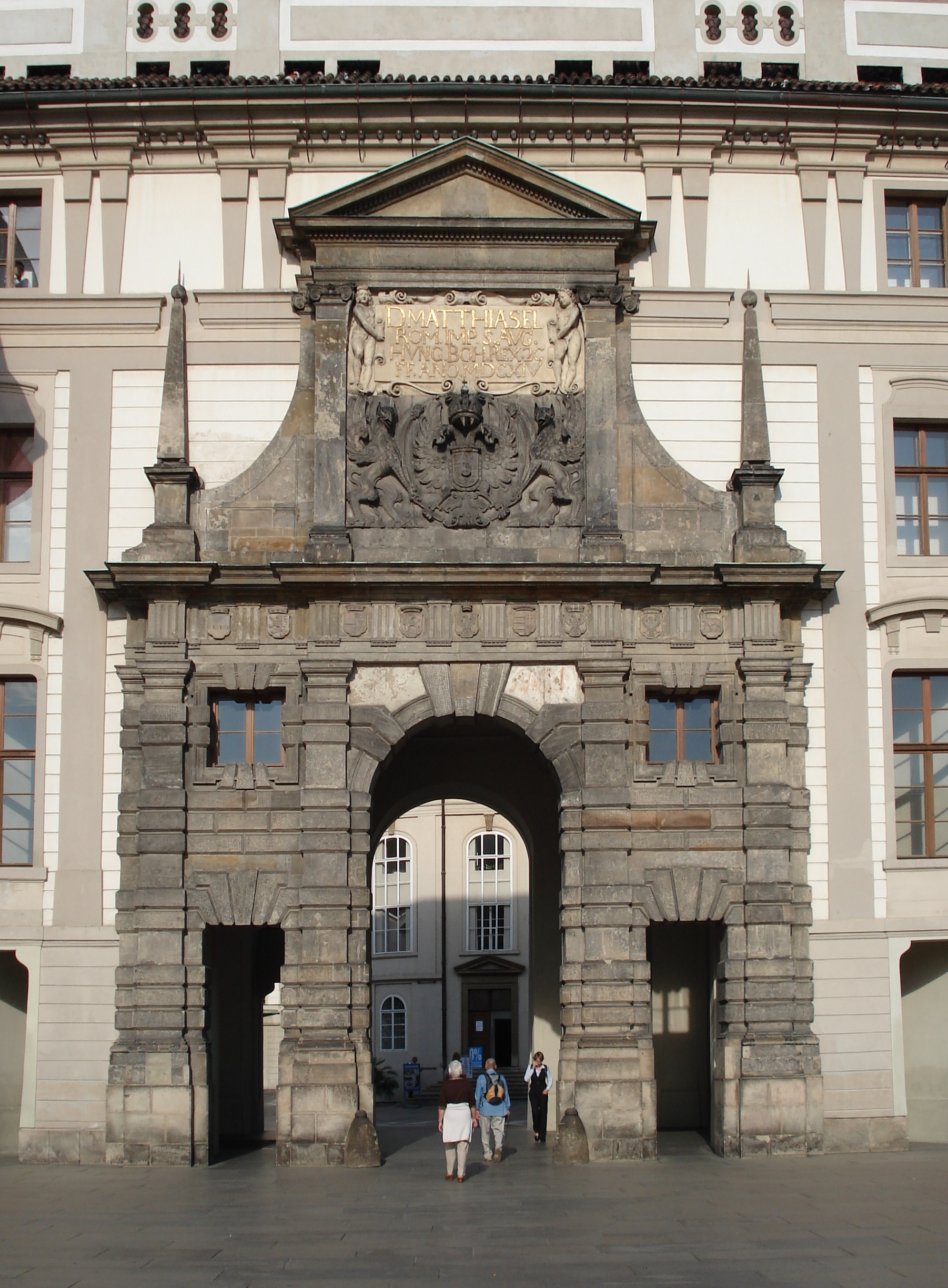
Прага, брама імператора Матьяша

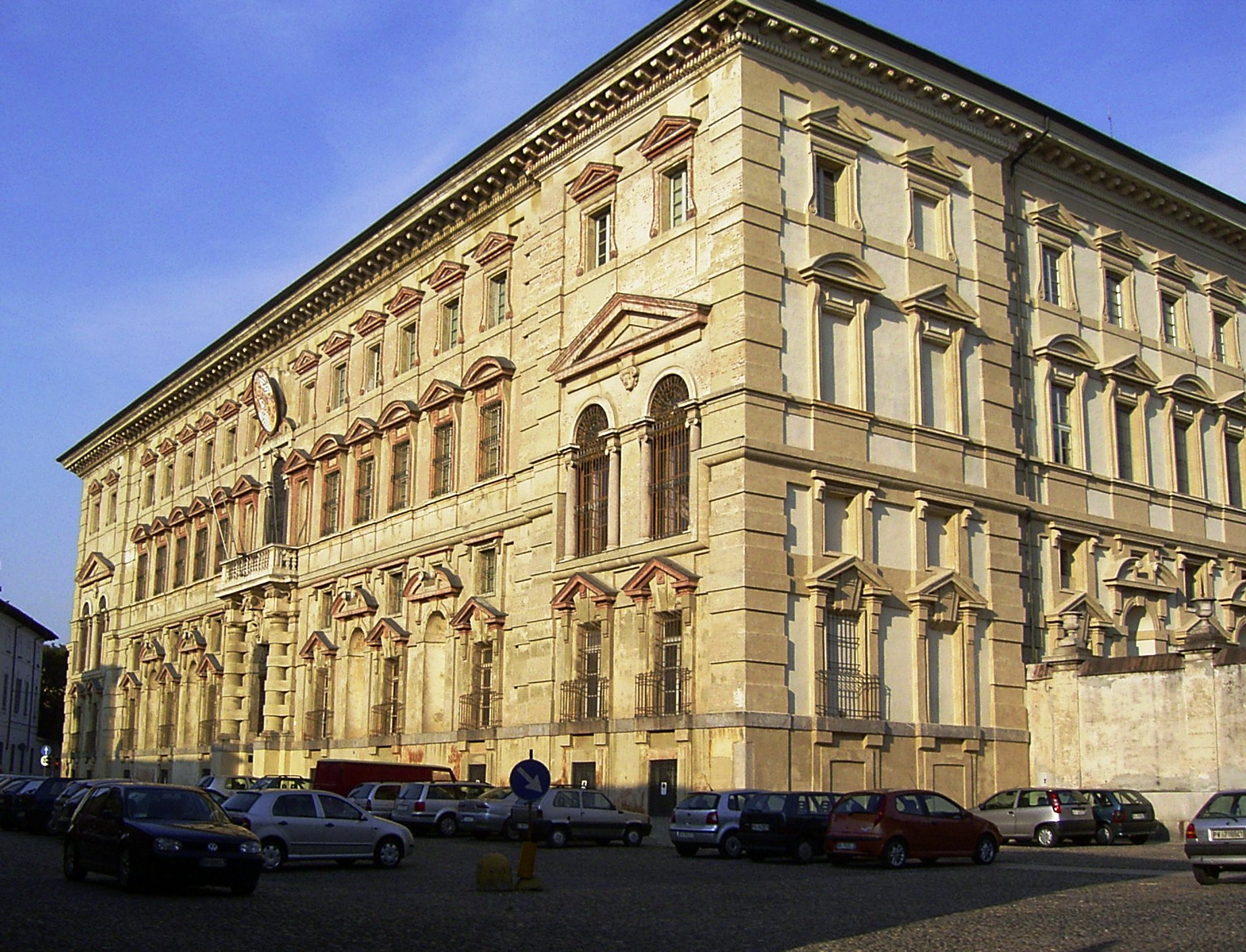
Колегія Борромея, Павія.

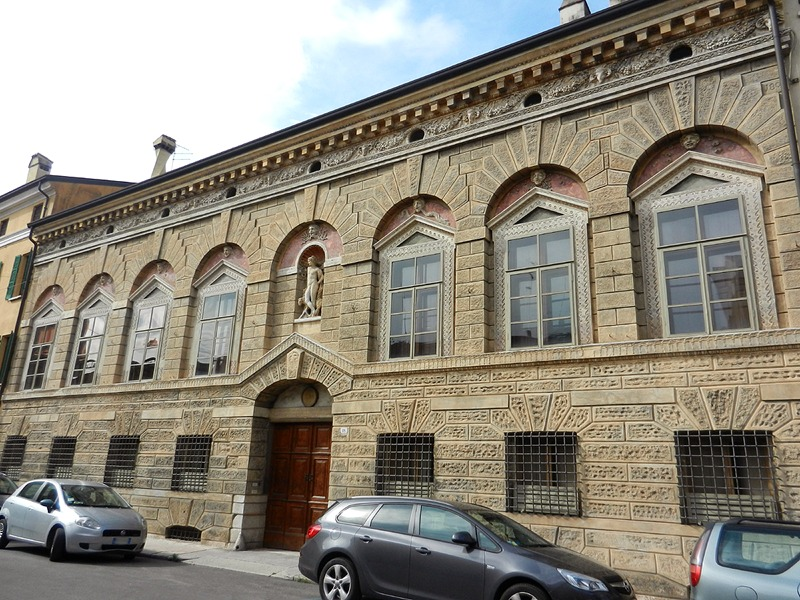
Мантуя. Будинок Джуліо Романо, фасад на вулицю.

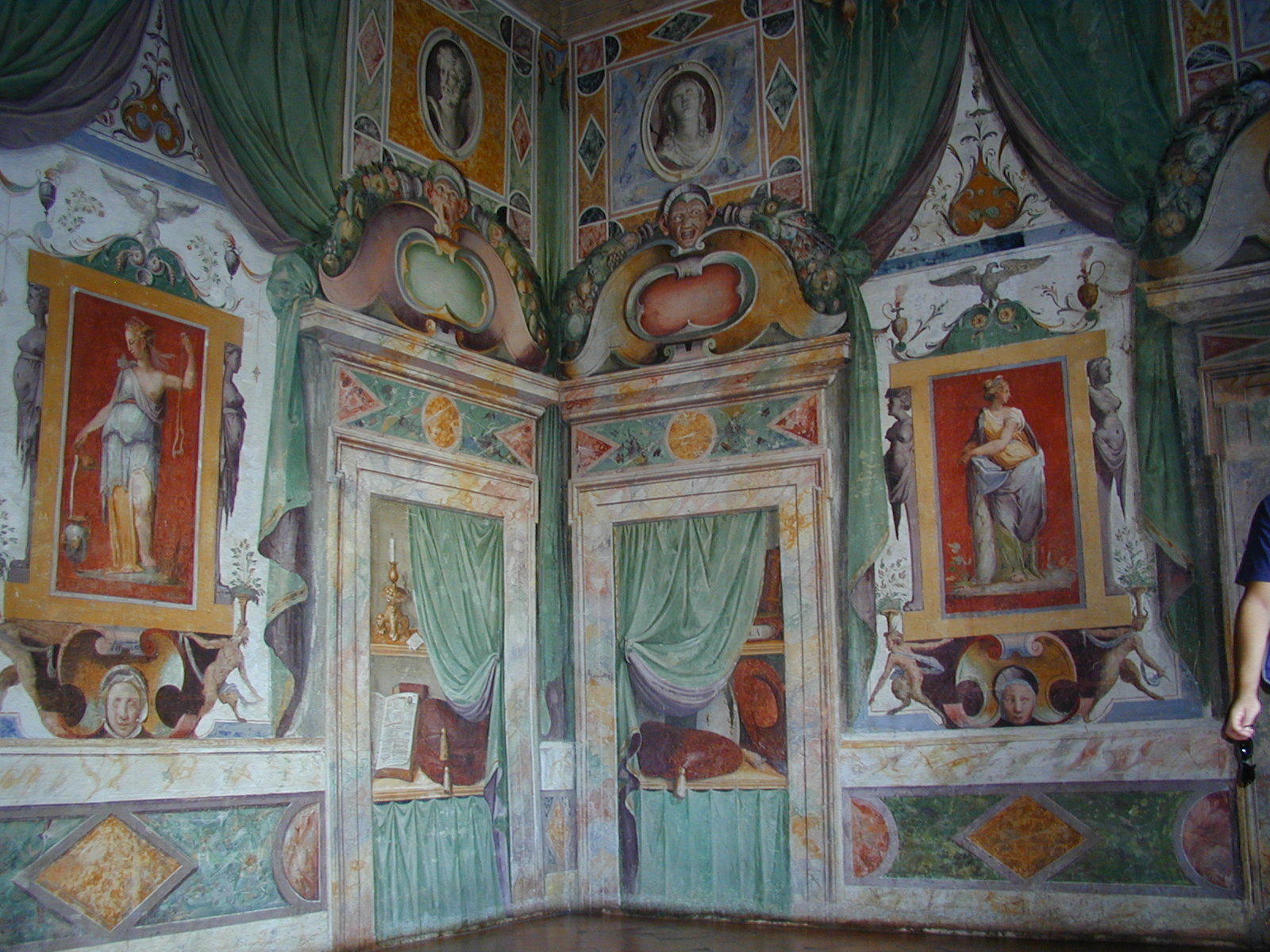
Федеріко Цуккарі. Декоративні фрески в залі Благородства вілли д'Есте у Тіволі 1566—1567 під Римом

#### Головні представники в Італії
- - Мікеланджело (пізні твори)
  - Джуліо Романо (бл. 1492—1546)
  - Якопо Тінторетто (1518—1594)
  - Джузеппе Арчімбольдо (1527—1593)
  - Якопо Понтормо (1494—1557)
  - Франческо Парміджаніно (1503—1540)
  - Аньйоло Бронзіно (1503—1572),
  - Россо Фйорентино (1494—1540)
  - Ніколо Тріболо (1500—1550)
  - Лука Камб'язо (1527—1585)
  - Бенвенуто Челліні (1500—1571)
  - Бартоломео Амманаті (1511—1592)
  - Якопіно дель Конте (Jacopino del Conte 1510—1598)
  - Джованні да Болонья (тобто Джамболонья, 1529—1608)
  - П'єтро Франкавілла (1548—1615)
  - Джованні Анжело Монторсолі (бл. 1507—1563)
  - Доменіко Беккафумі (1486—1551)
  - Федеріко Цуккарі (бл. 1540—1609)
  - Баччо Бандінеллі (1493—1560)
  - Джорджо Вазарі (1511—1574)
  - Франческо Морандіні (Francesco Morandini 1544—1597), постійний помічник Джорджо Вазарі
  - Франческо Сальвіаті (1510—1563)
  - Бернардо Буонталенті(1531—1608)
  - Шипіоне Пульцоне або «Іль Гаетано» (1542—1598)
  - Мірабелло Кавалорі (1535—1572)
  - Алессандро Аллорі(1535—1607)
  - Лавінія Фонтана (1552—1614)
  - Кристофано Аллорі (1577—1621)
  - Кавалер д'Арпіно (1568—1640)
  - Орацио Саммакіні (1532—1577)
  - Лоренцо Сабатіні (1530—1576)
  - Марко даль Піно (1525—1588)
  - Сімоне Петерцано (1540—1596)
  - Лодовіко Поццосеррато (1550—1605)
  - Танціо да Варалло (бл. 1575—1633)
  - Крістофоро Ронкаллі (1553—1626)

#### Головні представники у Франції
- - Франческо Приматіччо (1504—1570)
  - Жак Калло (бл. 1592—1635)
  - Жак Беланж (1594?-після 1638)
  - Жак Андре Дюсерсо (1510—1584)

#### Головні представники у Фландрії
- - Мартен де Вос (бл. 1532—1603)
  - Йоос де Момпер (1564—1635)
  - Франс Флоріс (бл. 1520—1570)

#### Головні представники в Північних Нідерландах
- - Мартен ван Гемскерк (1498—1574)
  - Ян ван Гемессен (1500—1565)
  - Гендрік Гольціус (1558—1617)
  - Карел ван Мандер (1548—1606)
  - Корнеліс ван Харлем (1562—1638)
  - Абрагам Блумарт (1566—1651)
  - Йоахім Втевал (1566—1638)
  - Адріан де Вріс (1545—1626), скульптор, працював в Празі.
  - Корнеліс Кетель (1548—1616)

#### Головні представники в Іспанії
- - Ель Греко (1541—1614)
  - Луїс де Моралес (бл. 1523—1586)
  - Пабло де Сеспедес (1538—1609)
  - Хуан Санчес Котан (1560—1527)
  - Бартоломе Кардуччі (1560—1608)
  - Хуан де ла Корте, (бл. 1590—1662)
  - Пеллегріно Тібальді (1527—1596)
  - Антоніо де Небріха
  - Ніколо Гранелло
  - Ромуло Чінчінато
  - Федеріко Цуккаро

#### Німецькі маньєристи
- - Бартоломеус Шпрангер
  - Ганс фон Аахен (бл. 1552—1615), художник
  - Йозеф Стаммель (1695—1765), скульптор

### Фрагменти алегоричних скульптур Йозефа Стаммеля з Австрії

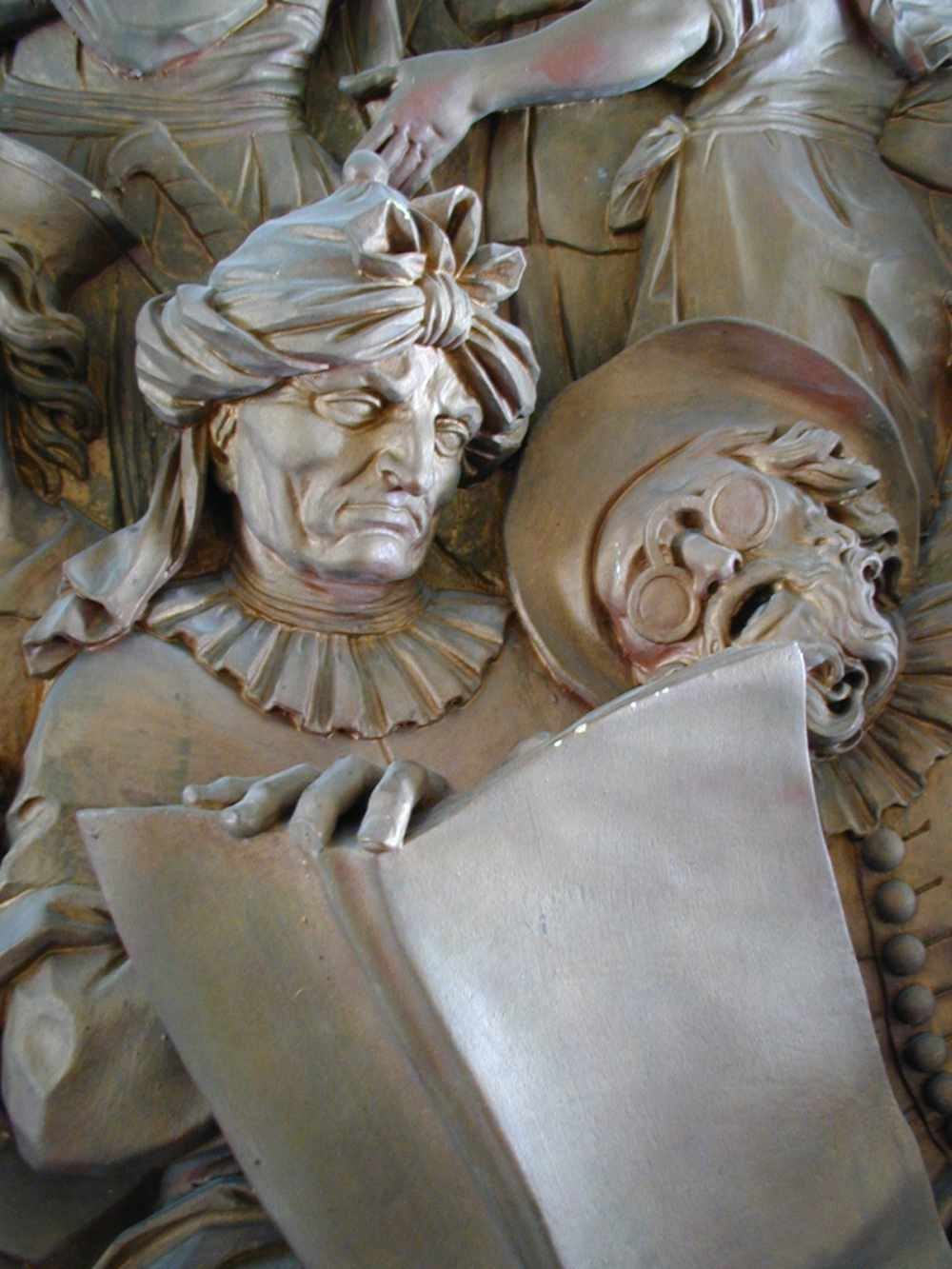
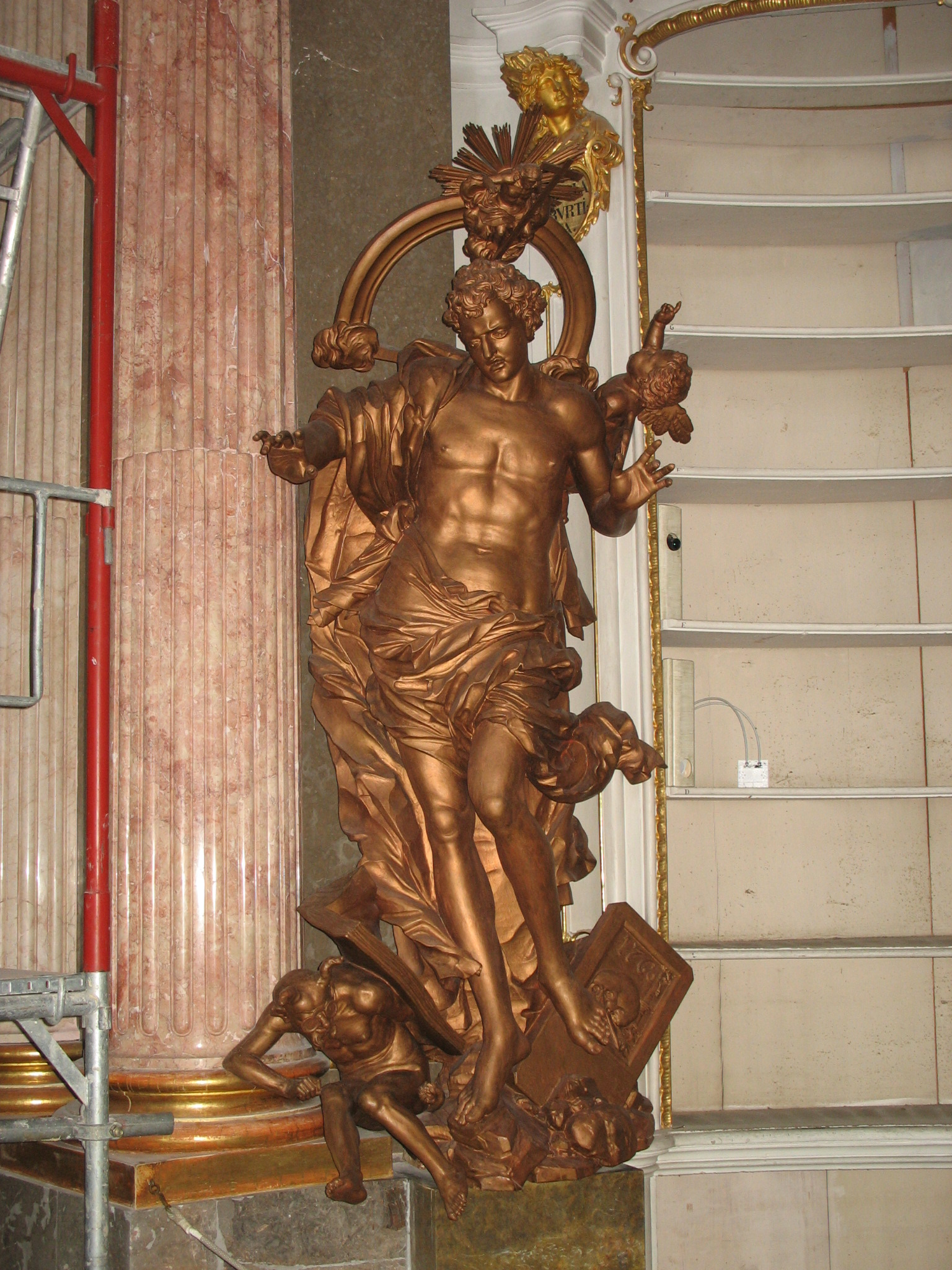
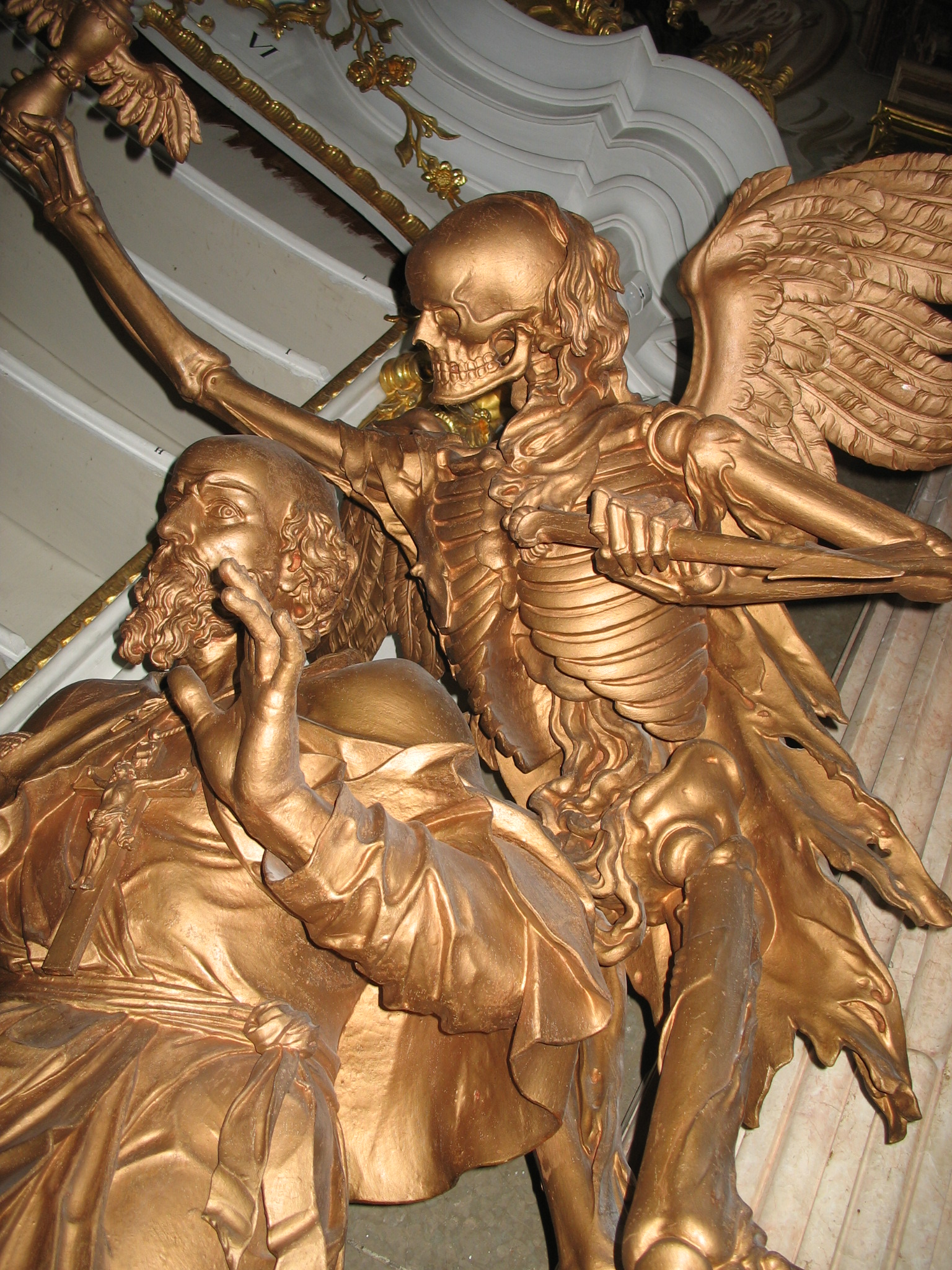

### Країни, охоплені маньєризмом
Відомо, що мистецтво доби Відродження мало досить обмежений характер і залишилось надбанням лише декількох культурних центрів (Флоренції, Риму, Венеції, декількох провінційних міст Італії, Франції, Німеччини, Польщі й України в її складі). Маньєризм, навпаки, мав значне поширення — майже по всій Європі. Вплив був таким міцним, що останні маньєристи Голландії (гравери) працювали ще в Петербурзі (Росія) на початку XVIII століття разом з майстрами високого і пізнього бароко.
Знайомству зі стилем у XVI столітті і його поширенню сильно сприяли пришвидшені контакти між художниками і розповсюдження маньєристичних витворів мистецтва. Маньєрист Федеріго Цуккаро мандрував по Франції, Голландії і дістався до Англії, найменше охопленої маньєризмом. Значні колективи художників-маньєристів роками працювали у Франції (Школа Фонтенбло), Іспанії (Ескоріал), Чехії (Прага). По Європі мандрували художники, витвори мистецтва (гравюри, малюнки, картони гобеленів, ювелірні вироби), художні ідеї. Навіть важкі бронзові скульптури були включені в цей процес: вояки-шведи захопили і пограбували Прагу і вивезли в Швецію маньєристичні скульптури з саду бароко при палаці Вальдштейна. Твори маньєриста Адріана де Вріса і досі зберігаються у Швеції.
Карел ван Мандер (Голландія) створив у місті Харлем Академію малюнка, що копіювала освітньо-художній заклад братів Каррачі в Болоньї. Заклад ван Мандера дотримувався ідей маньєризму, який підтримували і його прихильники Гендрік Гольциус та Корнеліс ван Харлем. Ще одним центром маньєризму в Голландії був Утрехт.
Маньєризм залучив до своїх лав чимало видатних майстрів. Стилістику маньєризму розділяли Ель Греко, Тінторетто, Бенвенуто Челліні, Джуліо Романо, Джованні да Болонья, Арчімбольдо, Адріан де Вріс, тоді як і одного з цих імен було б досить, щоб пам'ятати і вивчати маньєризм.

### Портрети доби маньєризму

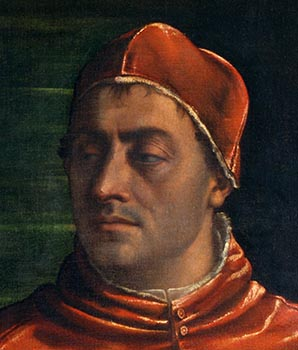
Худ. Себастьяно дель Пьомбо, «Папа римський Климент VII», Музей Каподімонте, Неаполь.

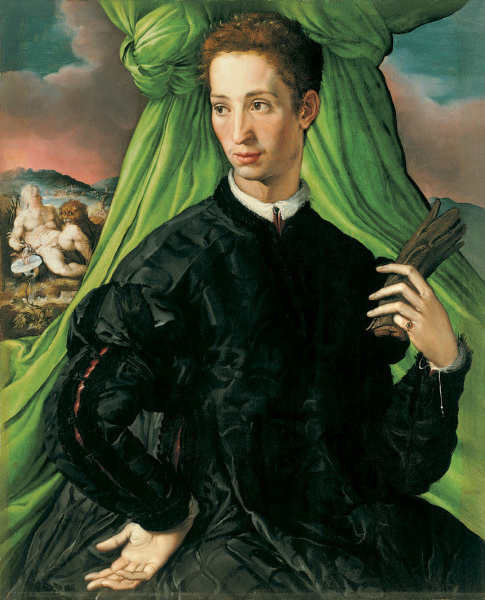
Франческо Сальвіаті, «Портрет аристократа з Флоренції», Сент Луїс, Міссурі, США
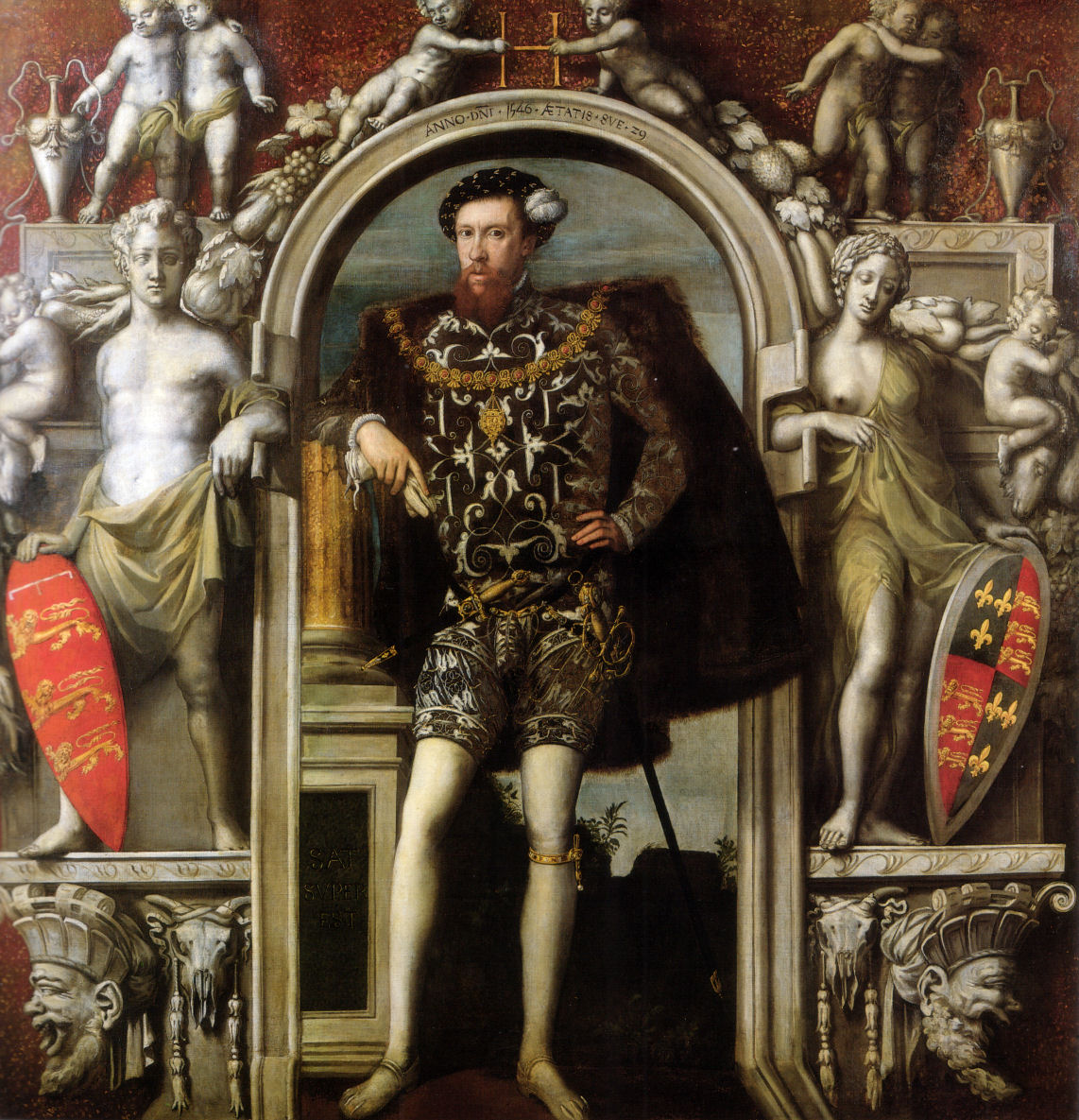
Можливо, худ. Вільям Скротс, «Генрі Говард, граф Суррей», 1544 р.
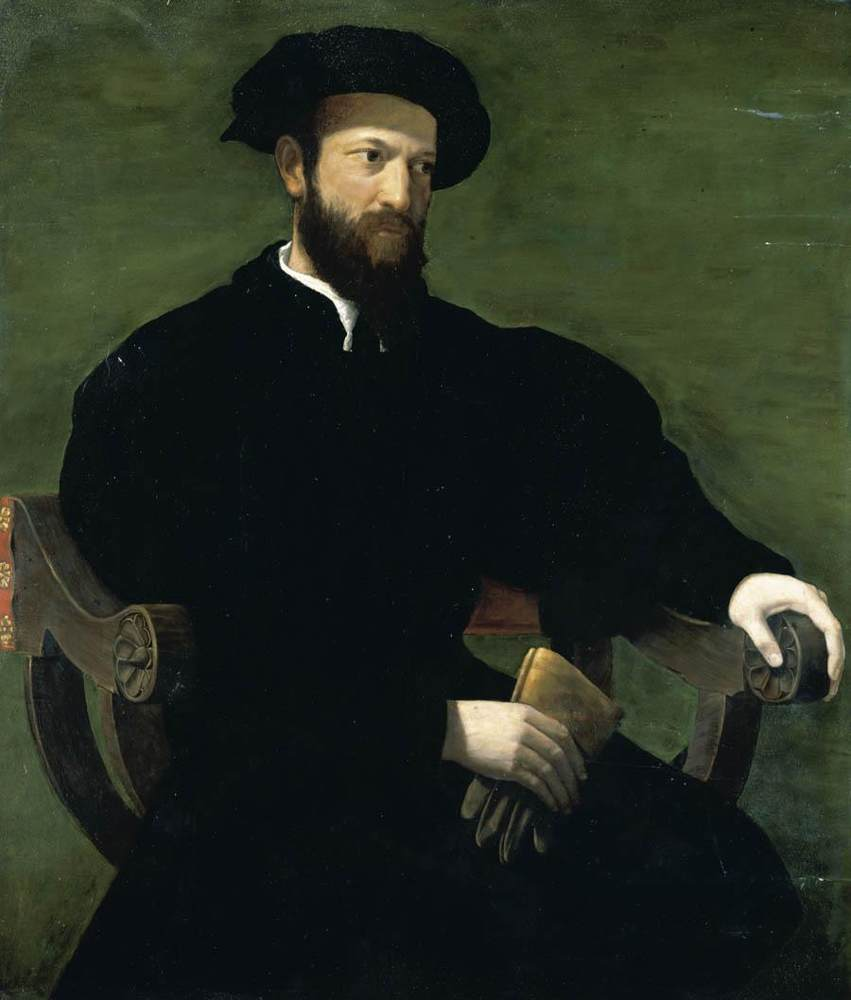
Худ. Франческо Сальвіаті, «портрет невідомого пана», приватна збірка.
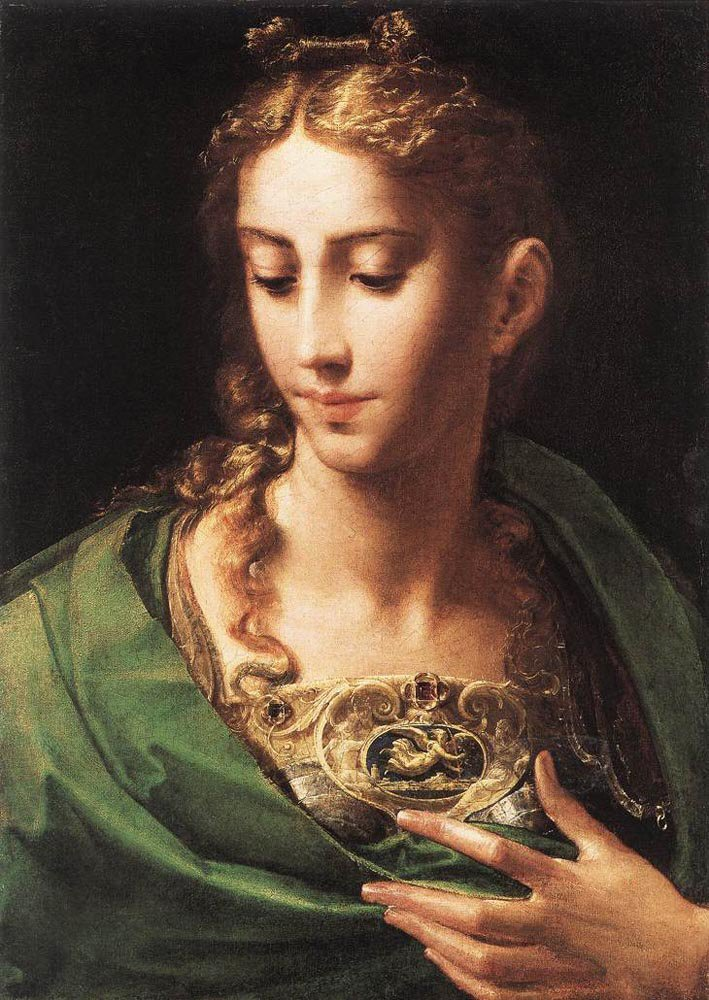
Худ. Парміджаніно, «Жіночий портрет», 1539 р., Віндзор, Англія.
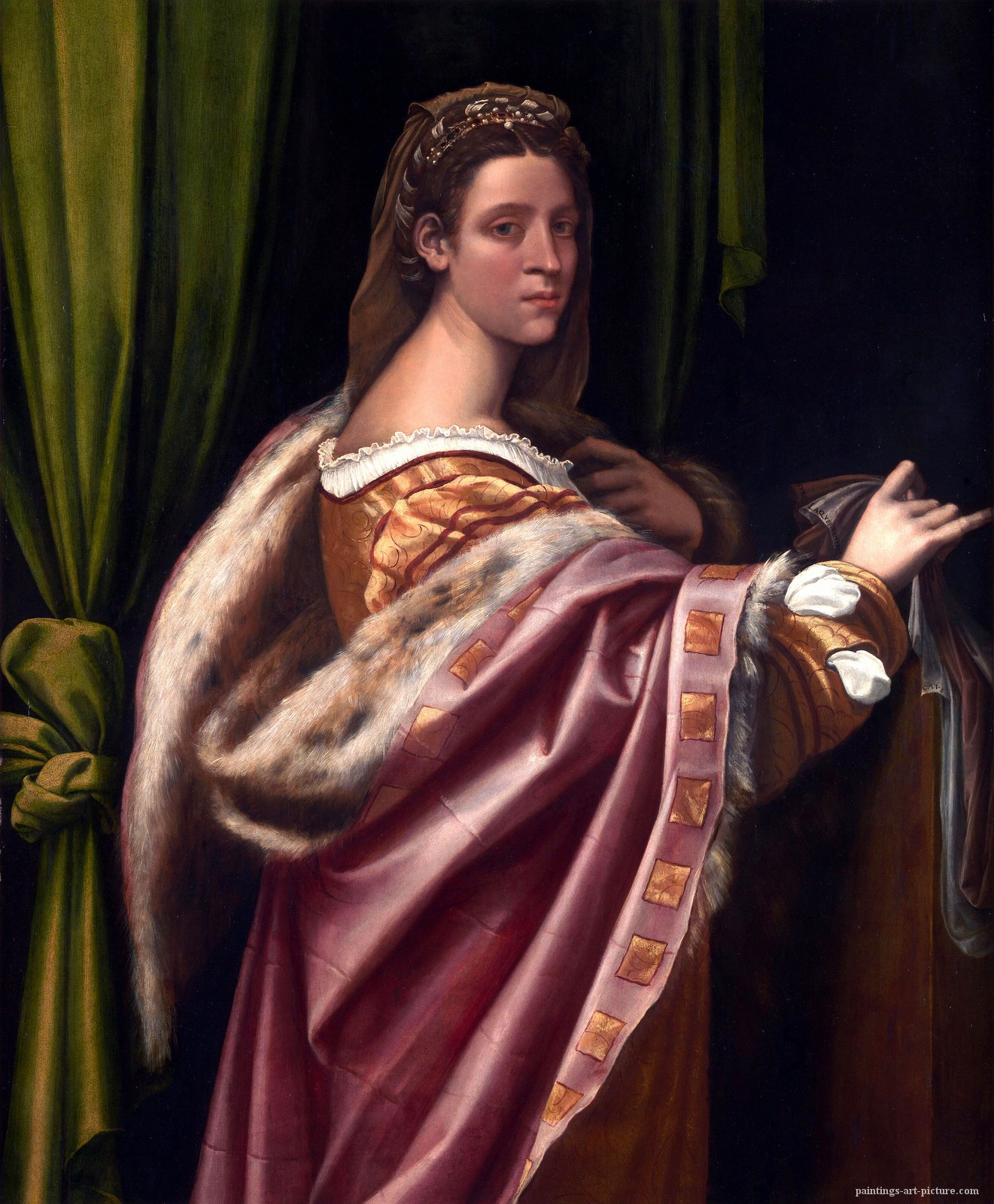
Худ. Себастьяно дель Пьомбо, «Невідома з Риму», 1540-ві рр.
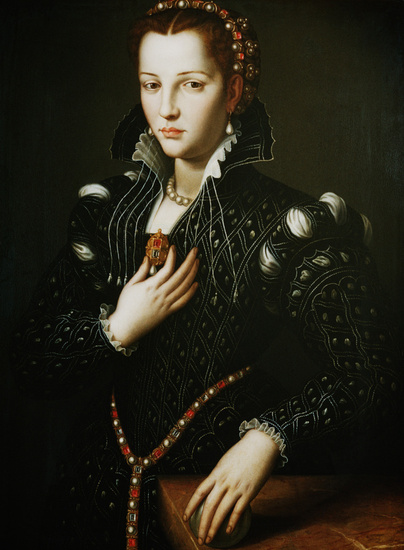
Бронзіно, «Лукреция де Медічі», 1560 р.
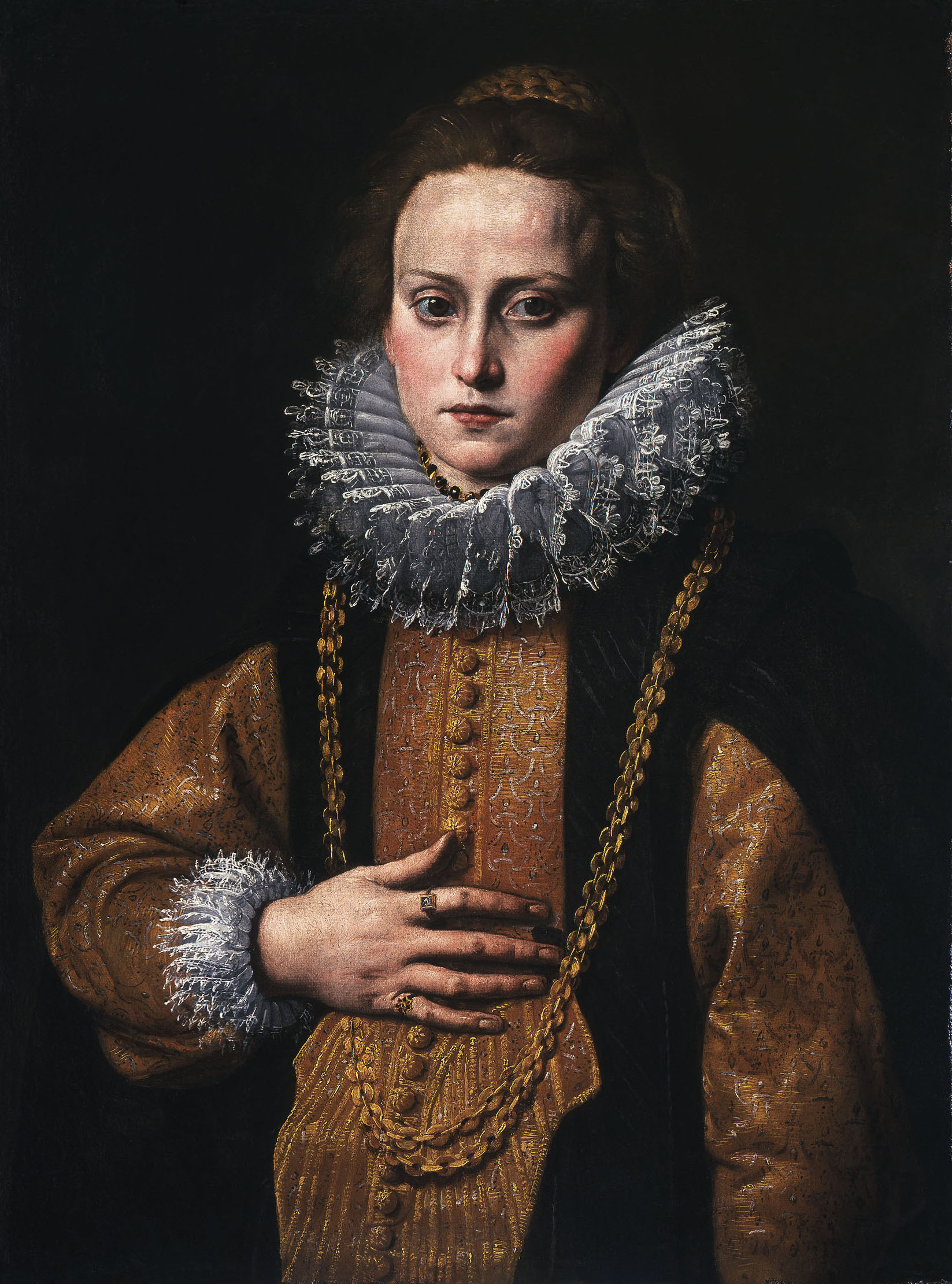
Танціо да Варалло. «Шляхетна невідома», бл. 1618 р., Пінакотека Брера, Мілан
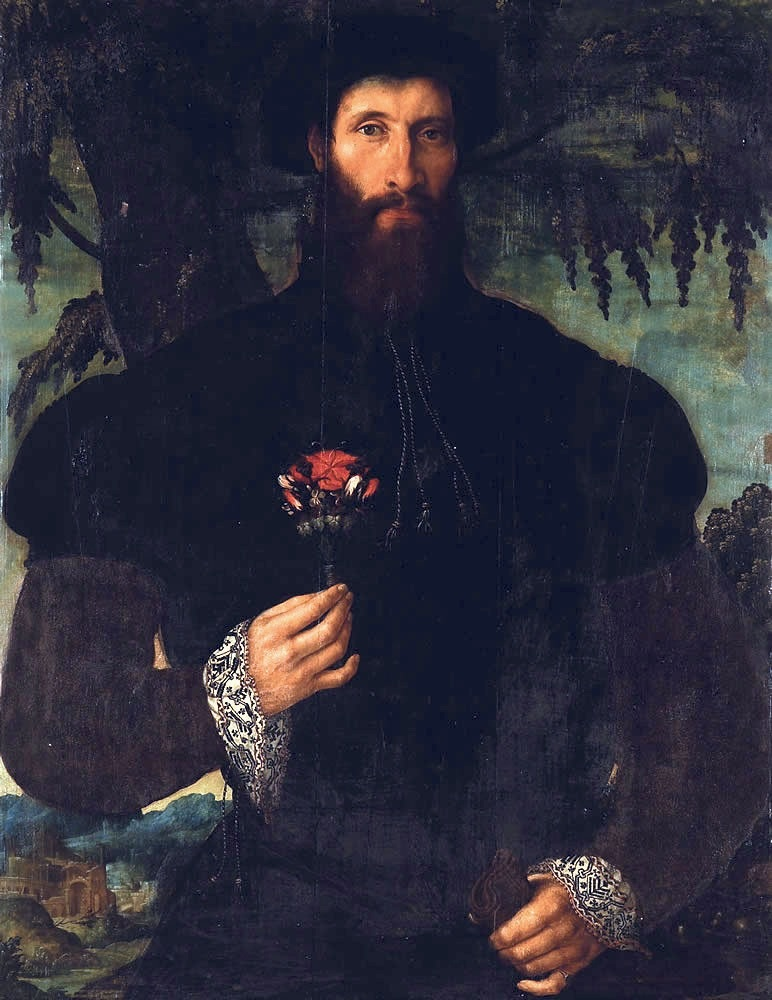
Мартен ван Гемскерк, «Автопортрет», Музей Кастаньїно, Аргентина
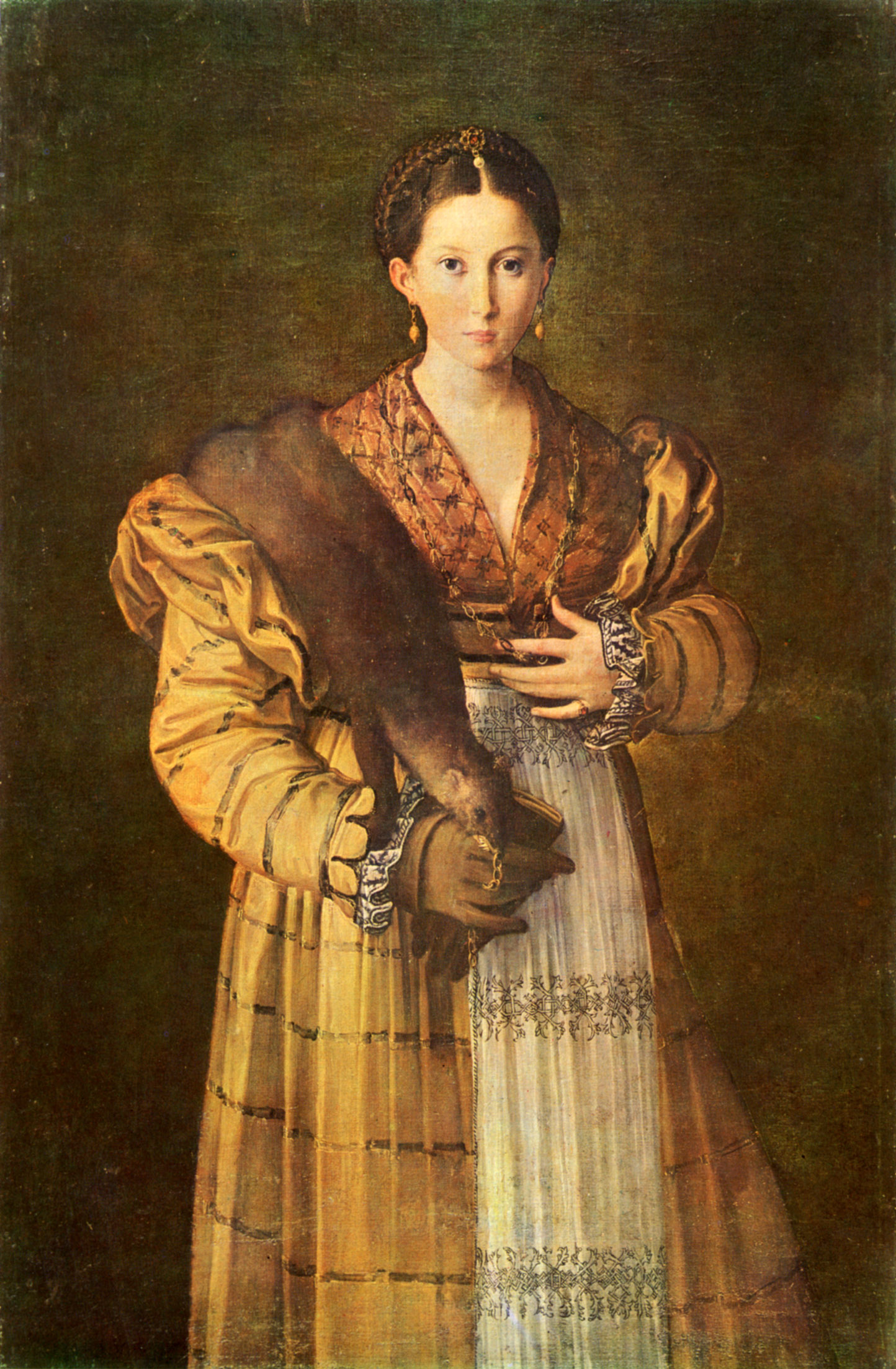
Парміджаніно, «Портрет господині (так звана Антея)», 1535—1537 рр., Неаполь, Каподімонте.
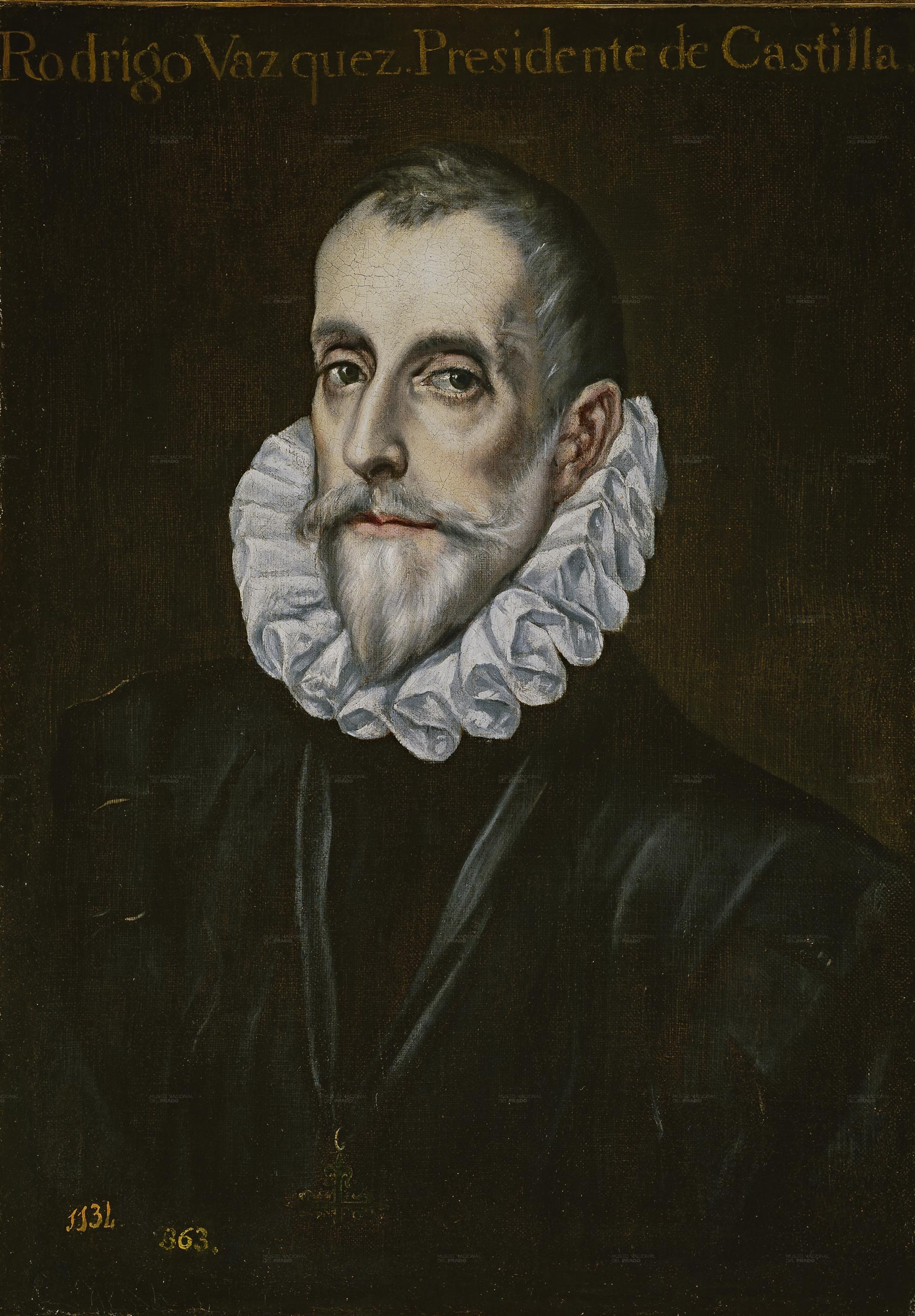
Ель Греко, «Родріго Васкес», Прадо, Мадрид.
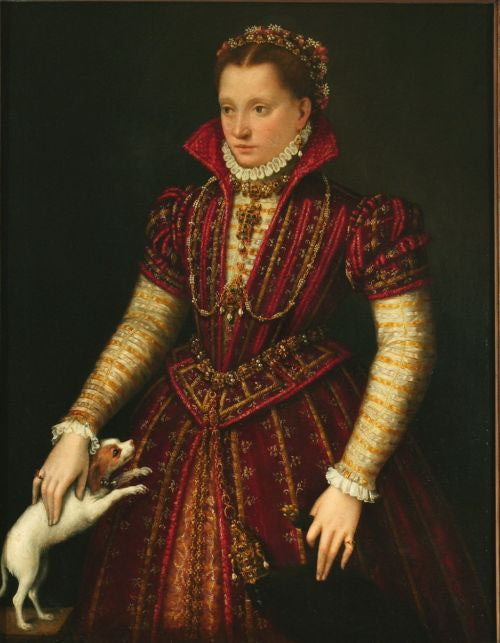
Лавінія Фонтана, «Вельможна пані».
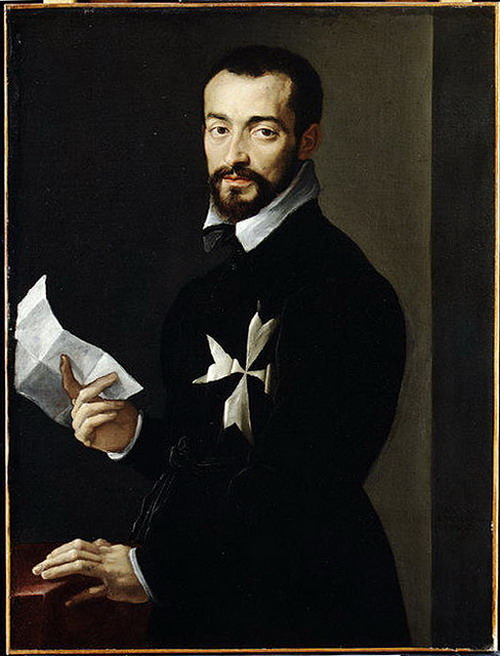
Мірабелло Кавалорі, «Лицар Мальтійського ордена»
Якопо Понтормо, «Ніколо Ардіньєлі», Національна галерея, Вашингтон.

## Художники маньєристи в Неаполі

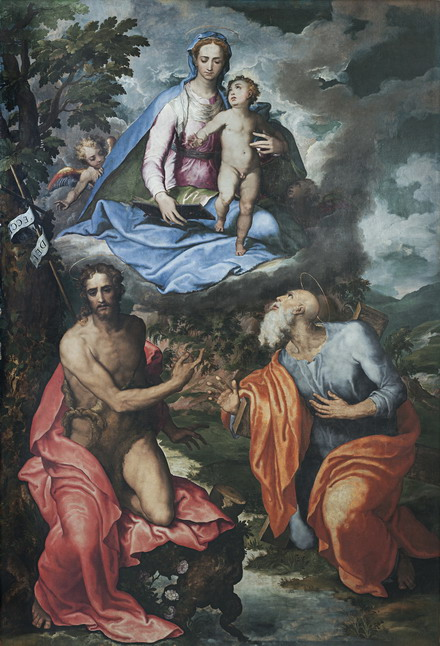
Марко даль Піно. «Мадонна з немовлям, Іваном Хрестителем і Св. Андрієм», 1557
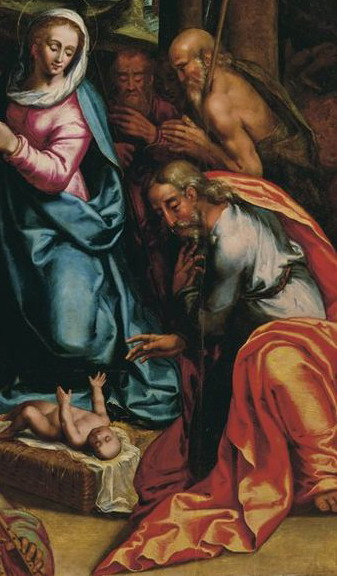
Фабріціо Сантафеде. «Поклоніння пастухів», фрагмент
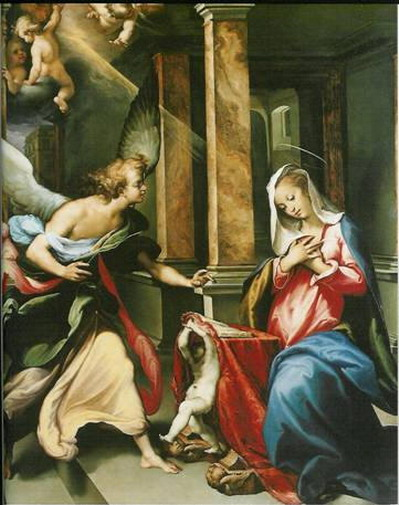
Франческо Куріа. «Благовіщення», бл. 1596 р.
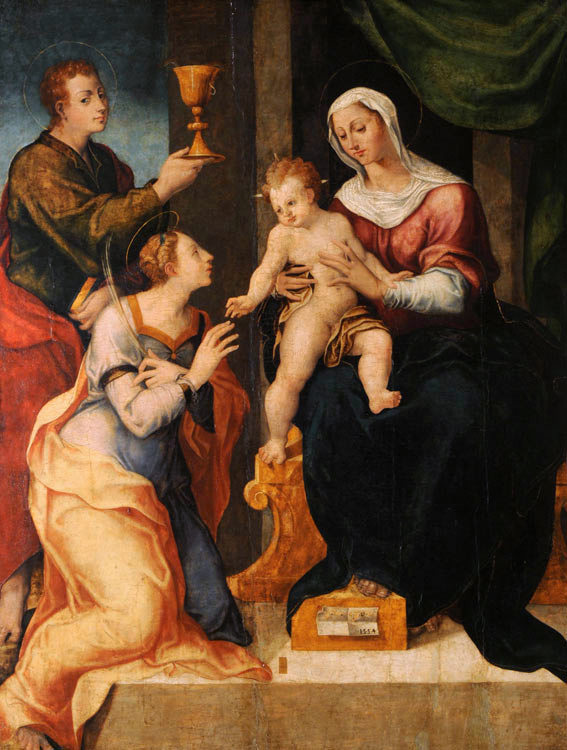
П'єтро Негроні. «Містичні заручини Св. Катерини», 1554р., Буенос-Айрес.
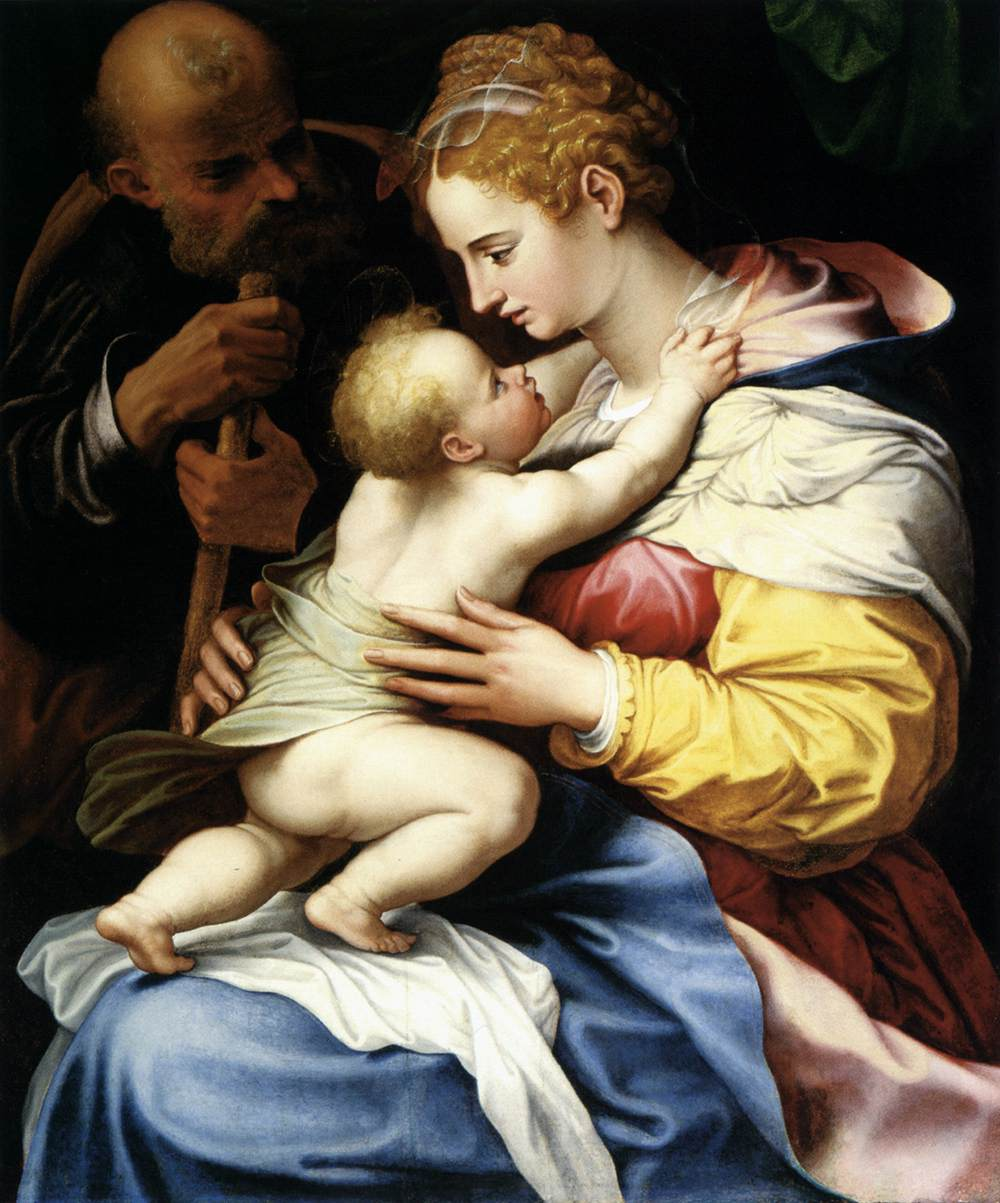
Джироламо Січоланте да Сермонета. «Свята Родина», Музей образотворчих мистецтв (Будапешт)

## Медальєрне мистецтво доби маньєризму

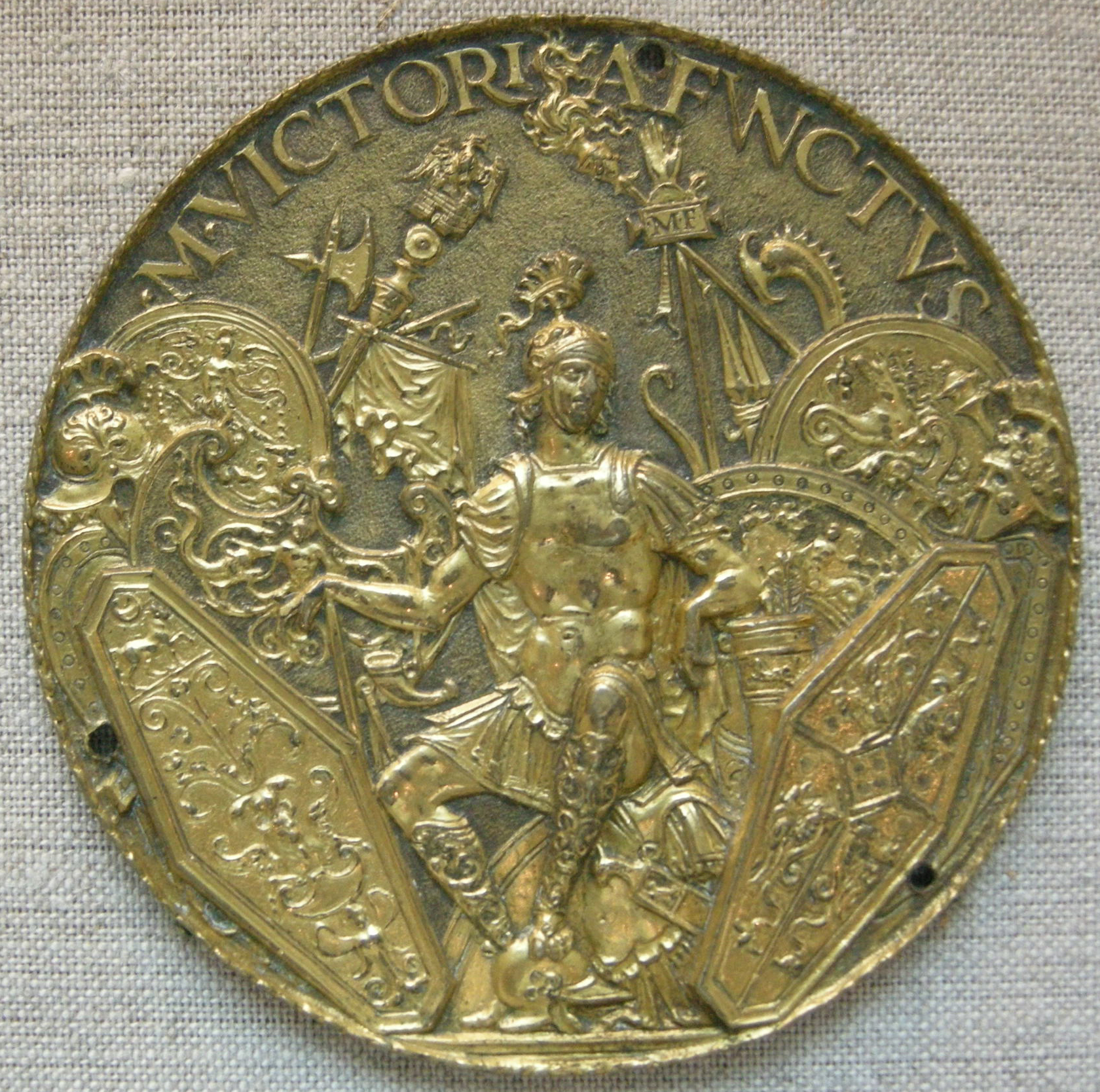
«Бог війни Марс-переможець»
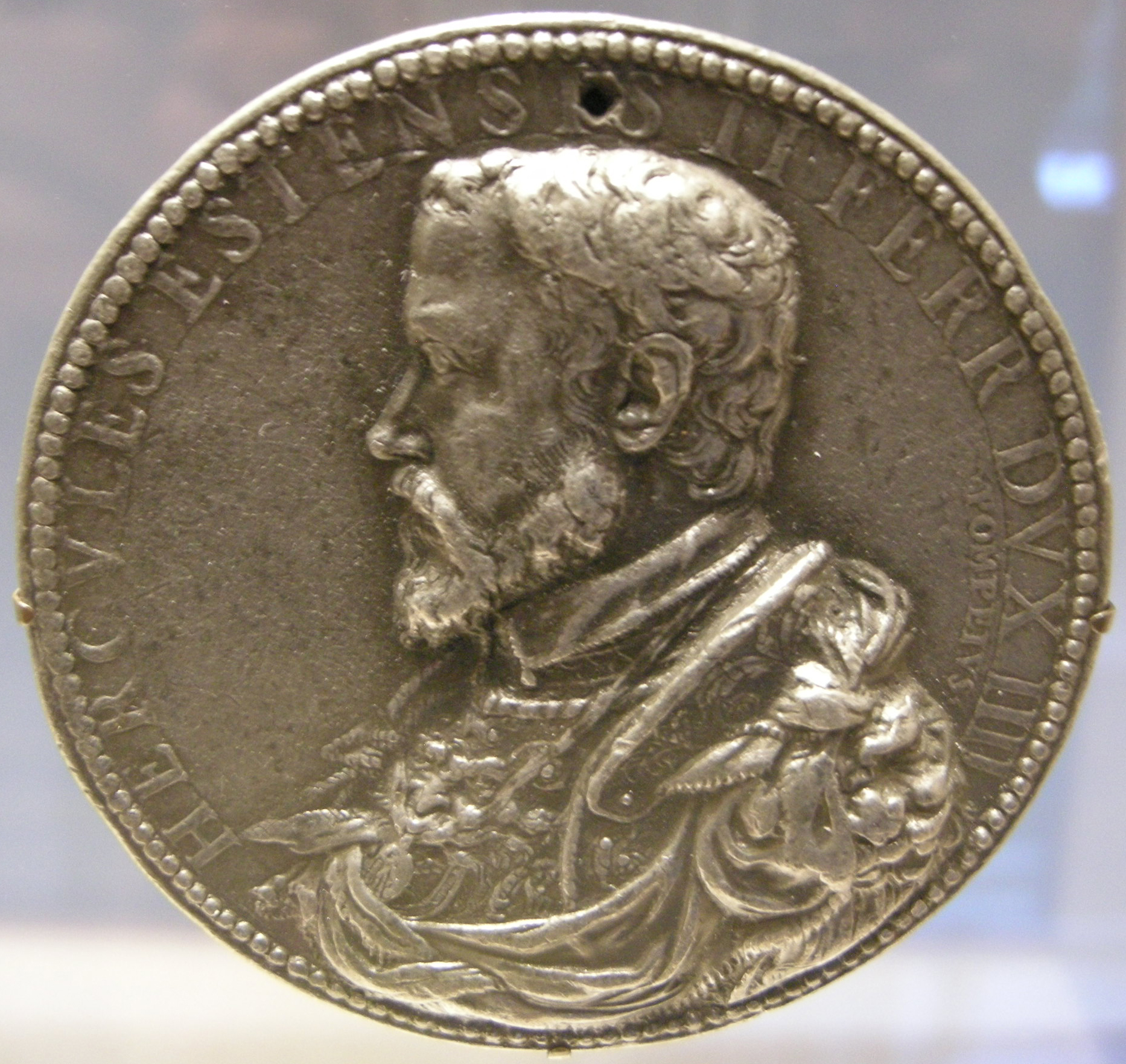
Помпео Леоні, Ерколе II д'Есте, 1554
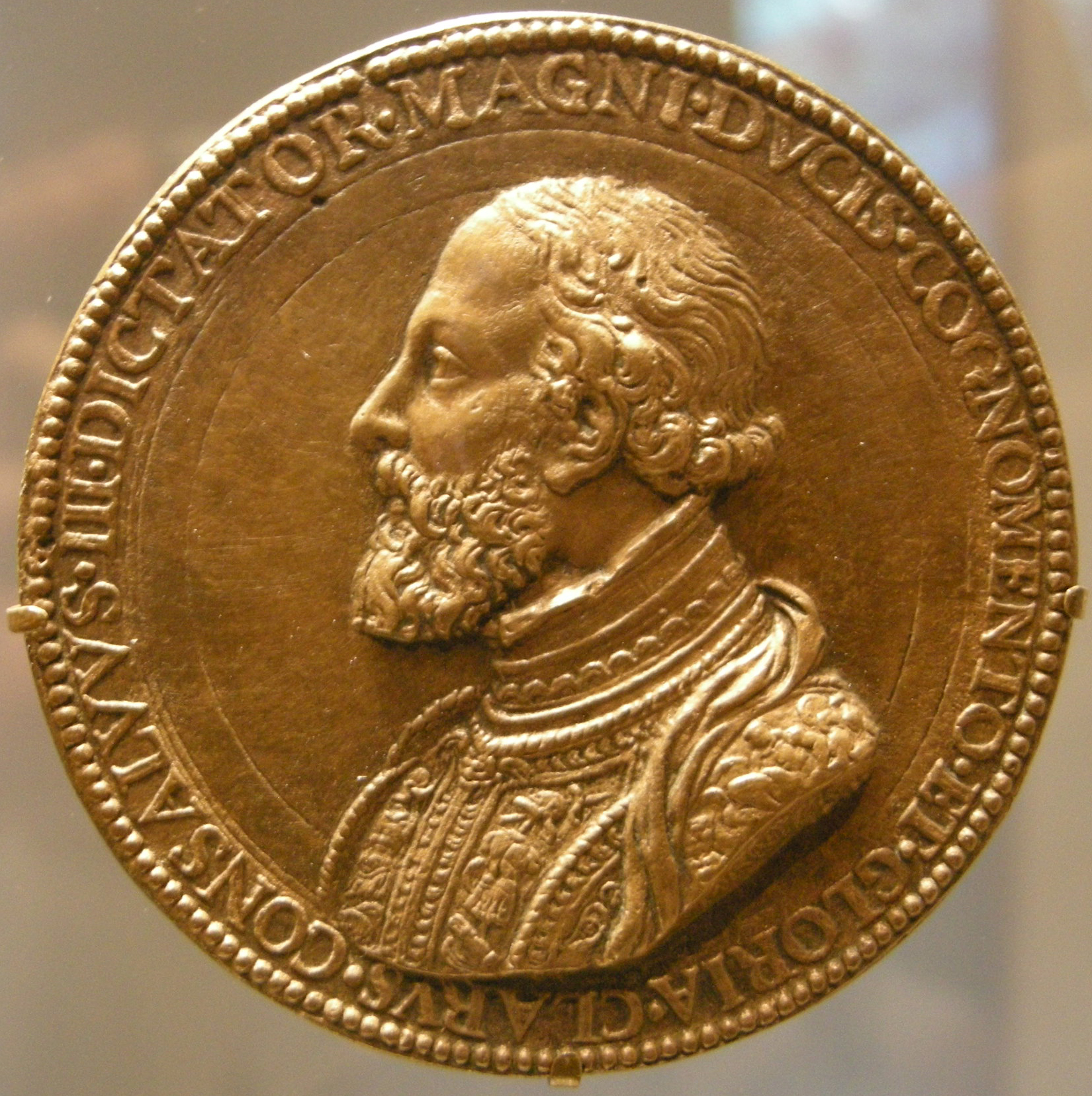
Аннібалє Фонтана, «Гонсало де Кордоба», 1550
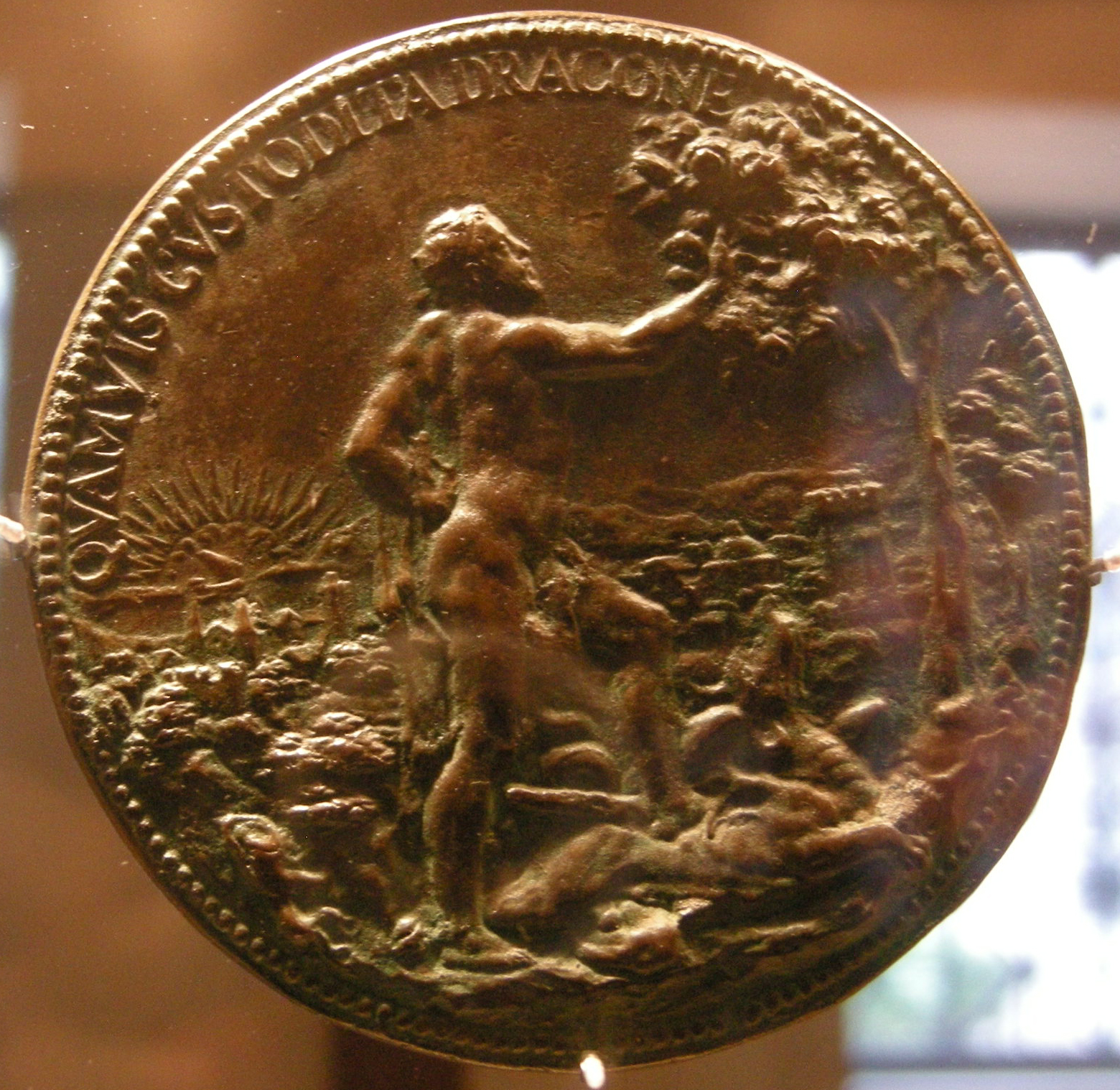
Аннібалє фонтана, Фердинандо Франческо д'Авалос, алегорія, 1562
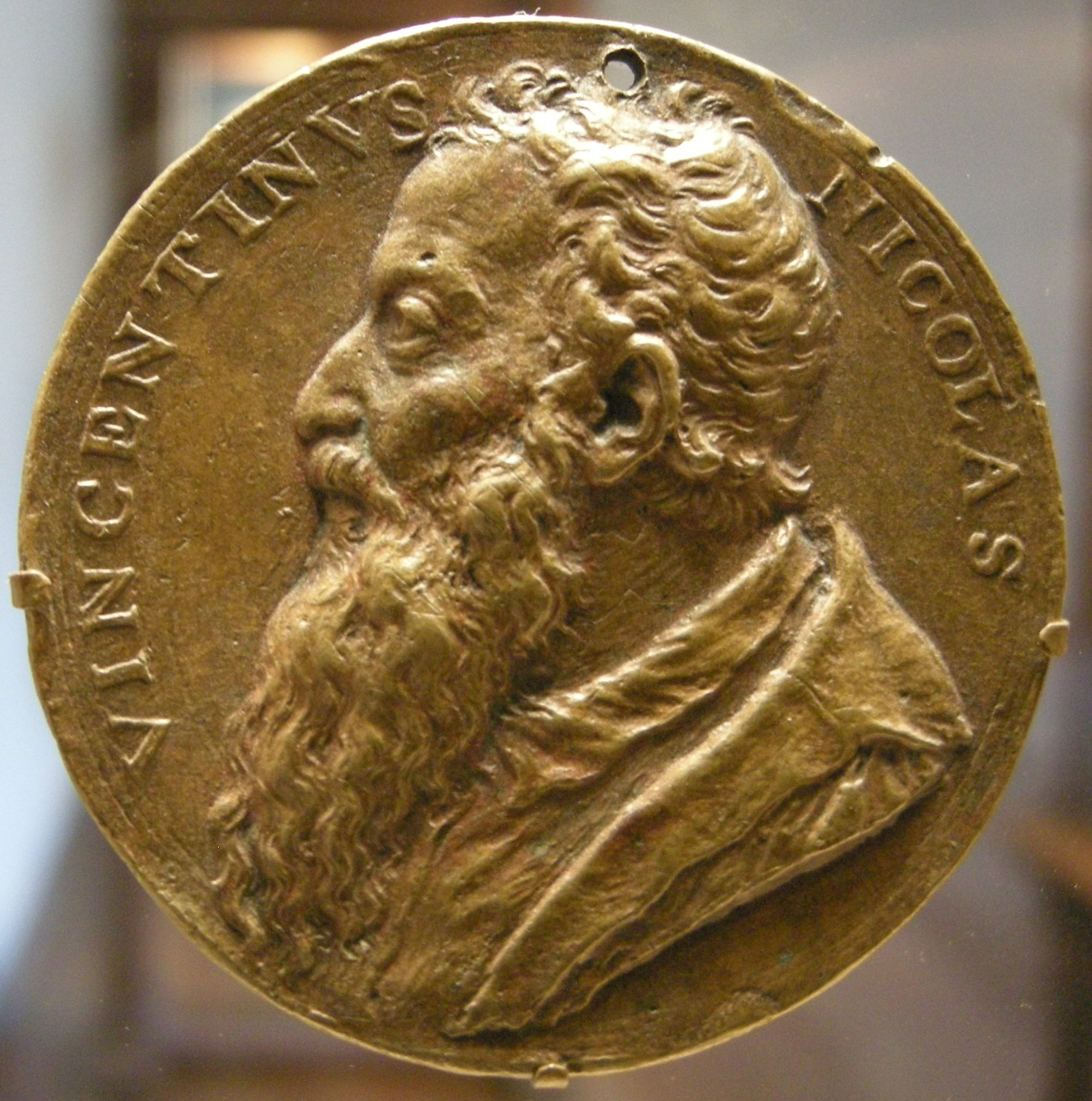
Алессандро Вітторія, Нікколо Вічентіно, 1555
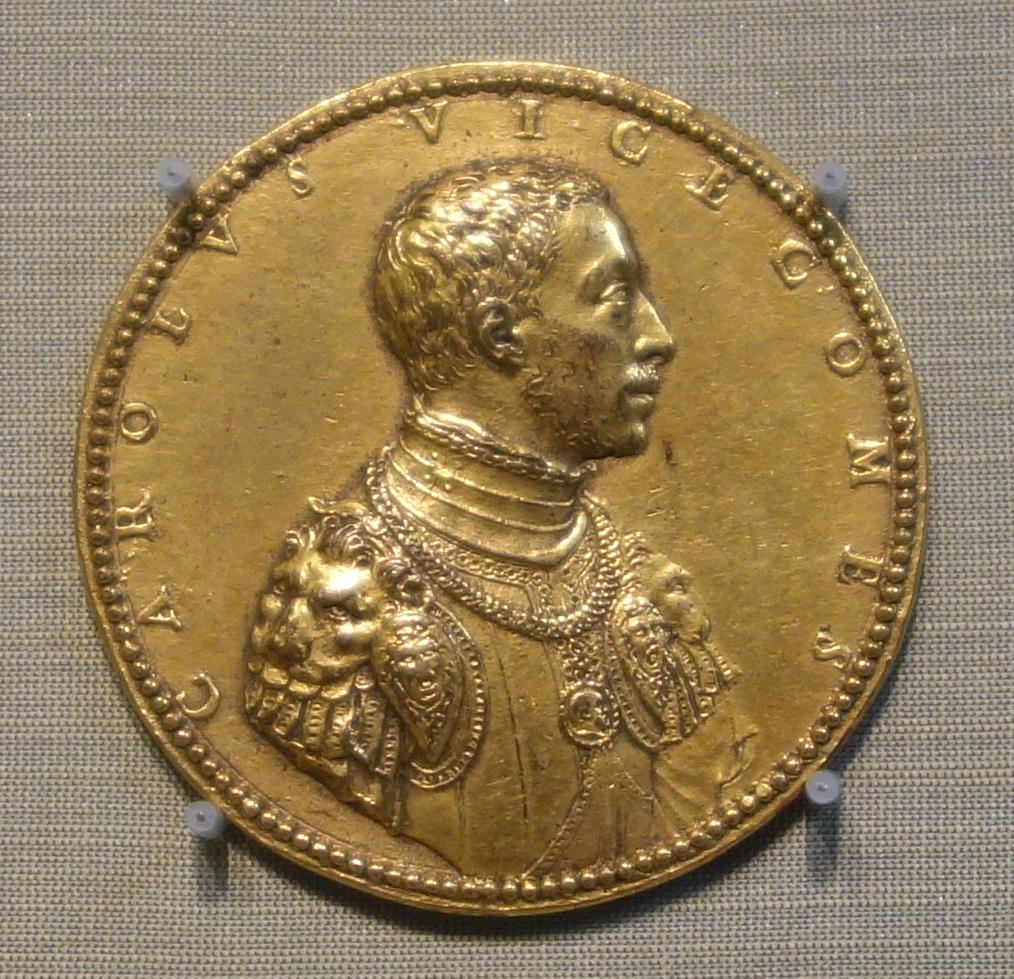
Леоне Леоні. «Карло Вісконті». середина 16 ст. Музей витончених мистецтв (Бостон)
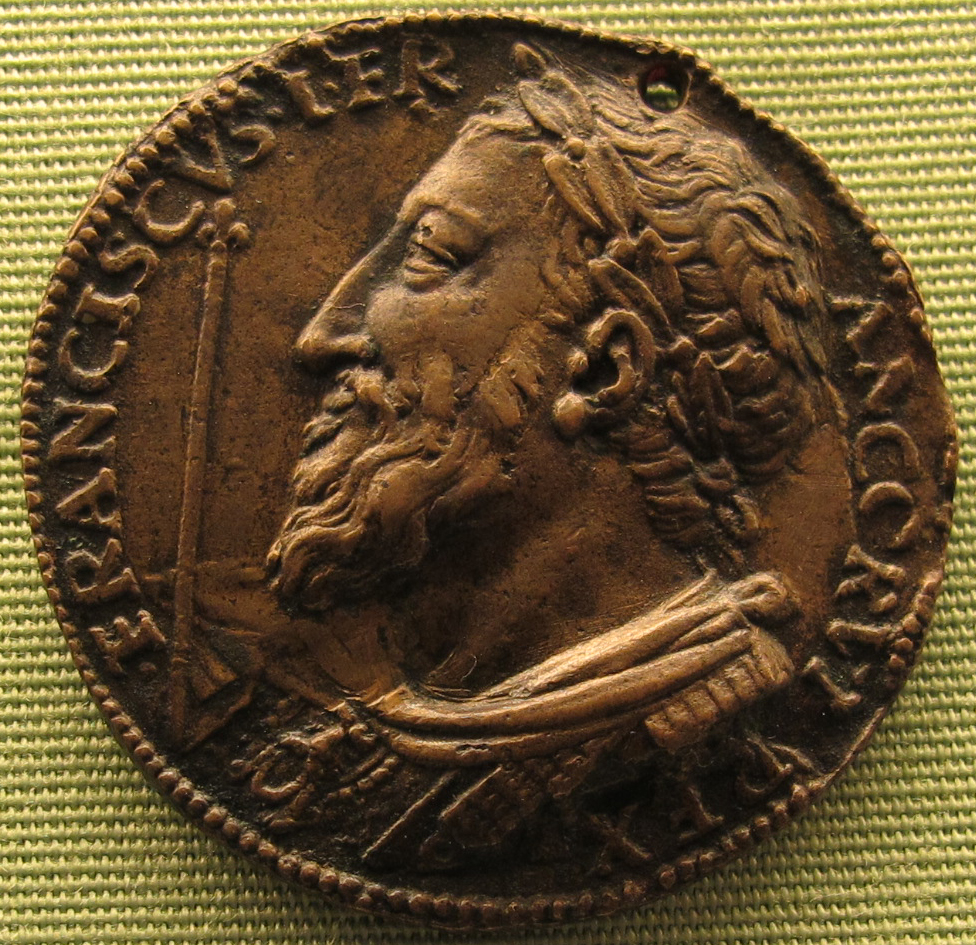
Бенвенуто Челліні, «Король Франциск І», 1538
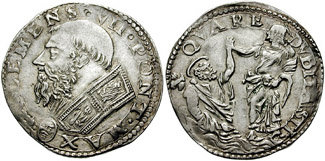
Бенвенуто Челліні, папа римський Климент VII
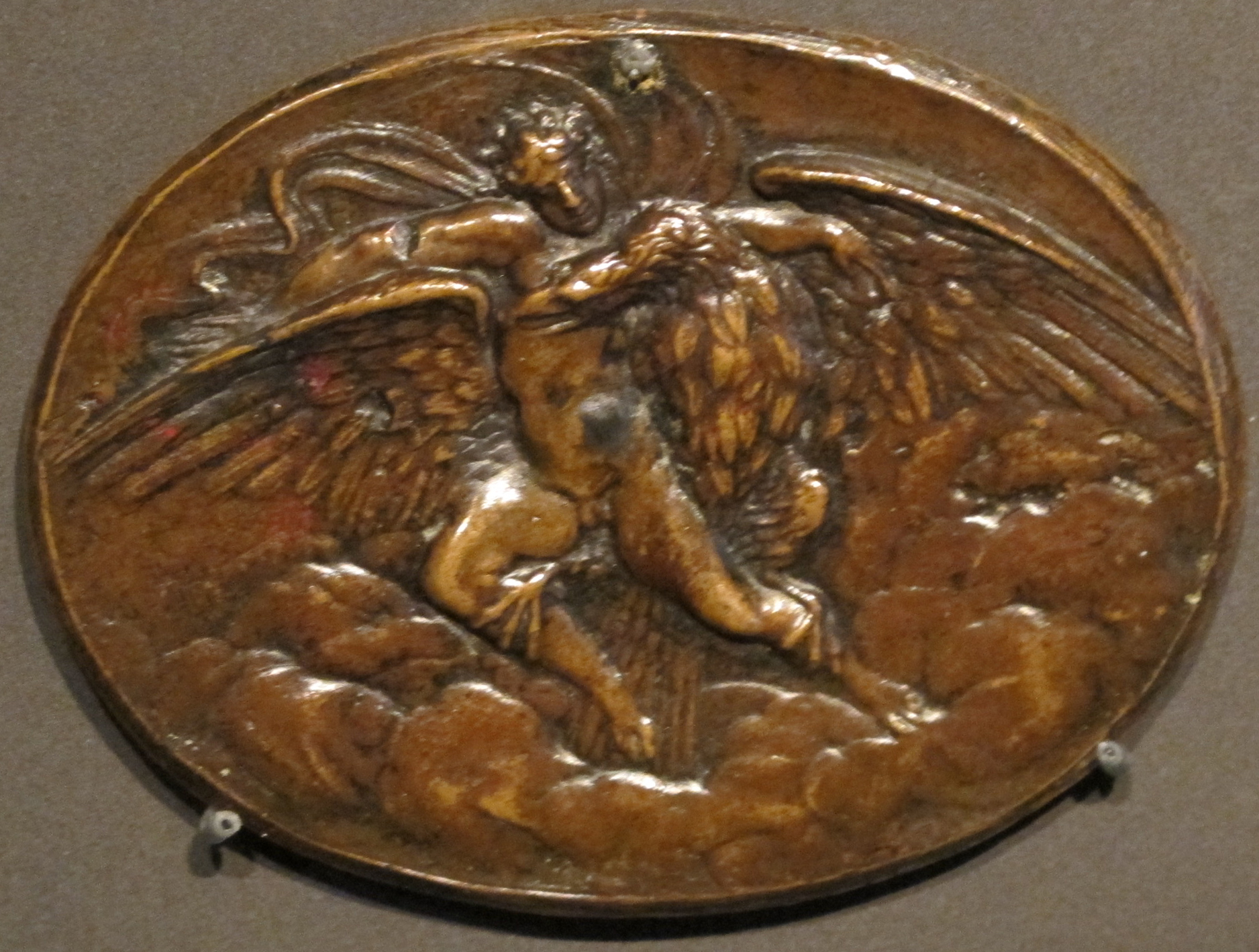
Джованні Бернарді, «Викрадення Ганімеда орлом Зевса», 1540
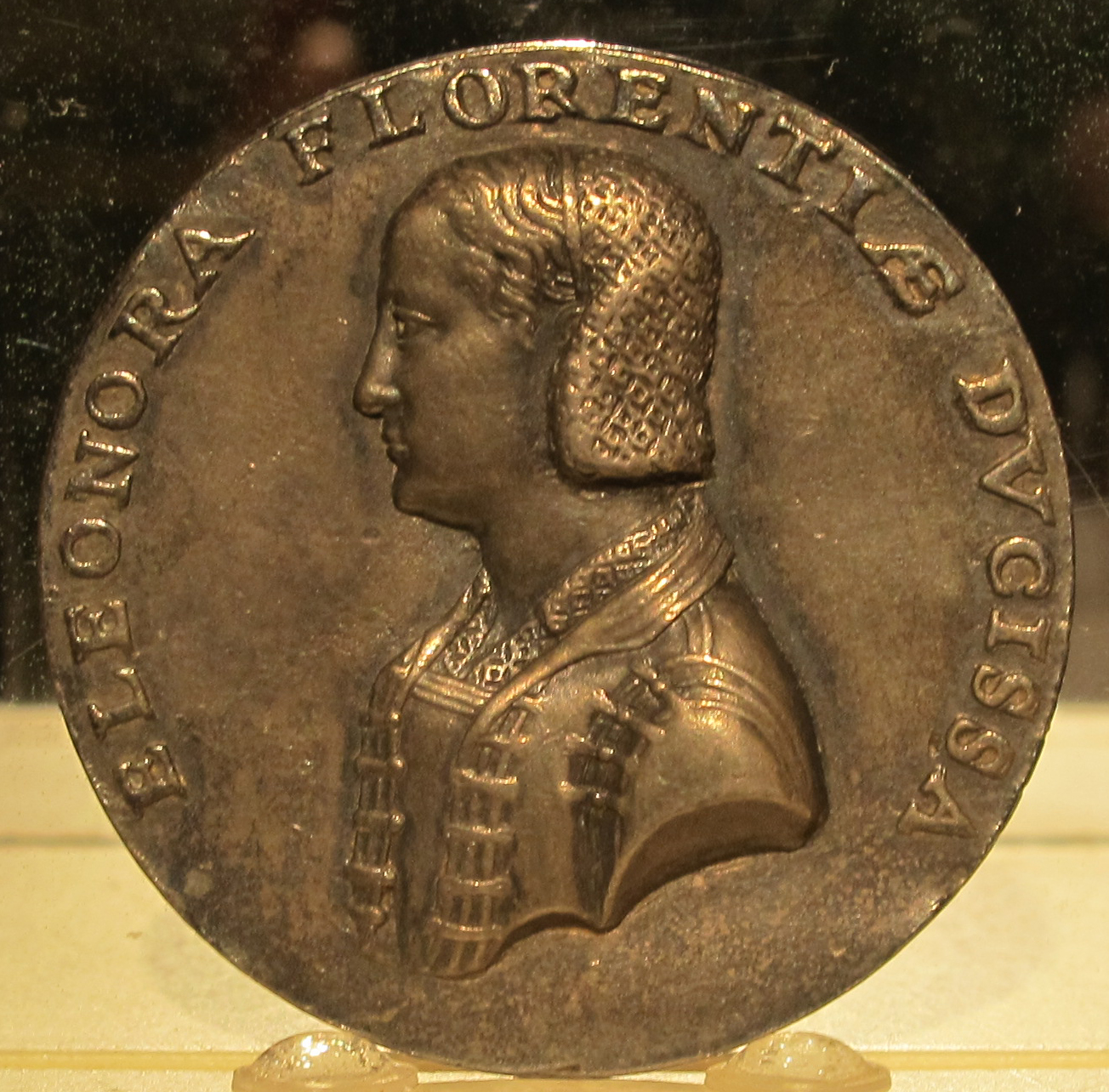
Доменіко Поджині, «Елеонора Толедська», 1551
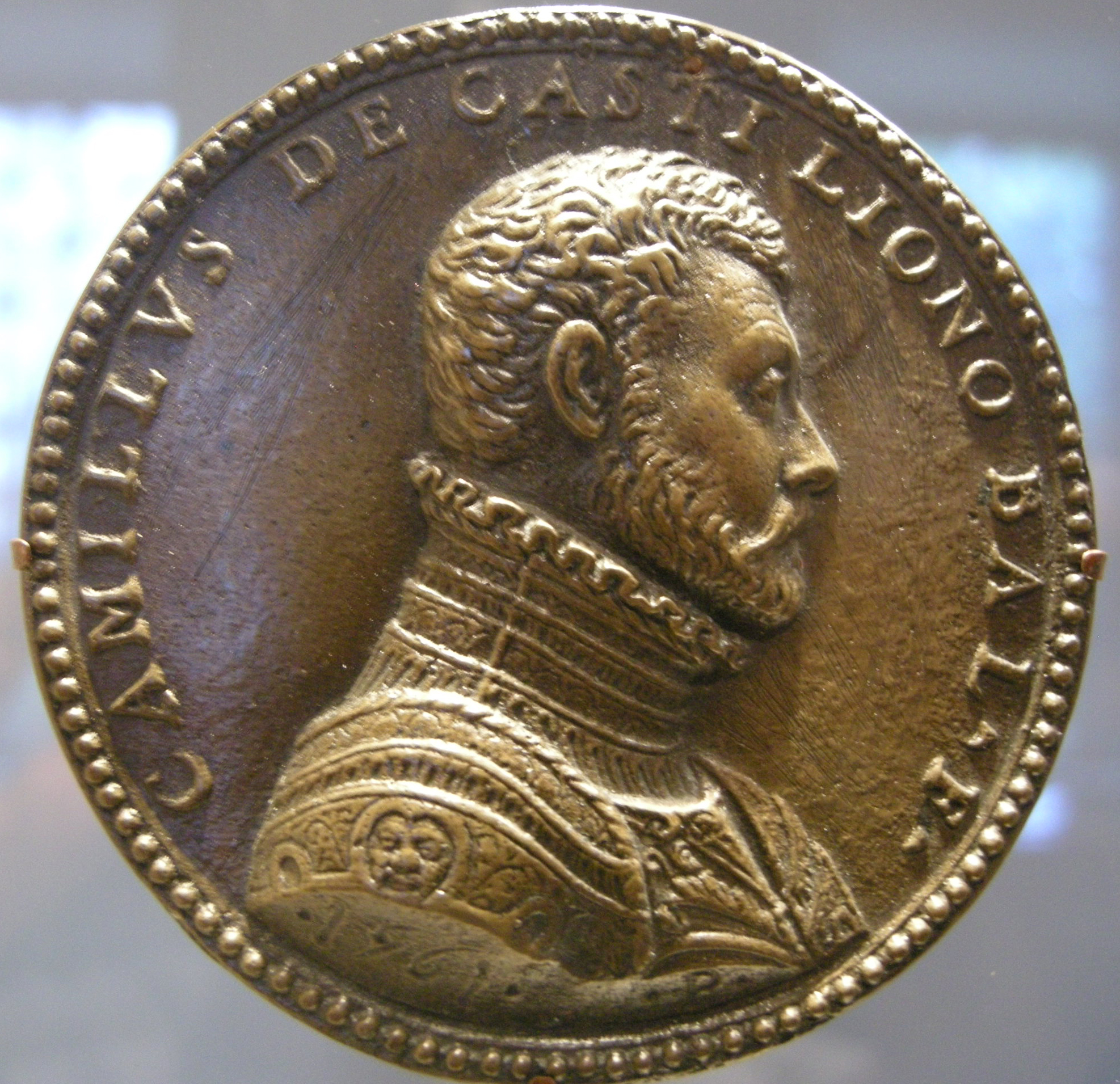
Пасторіно де Пасторіні, «Камілло Кастільйоне», 1561

## Культ віртуозного малюнка

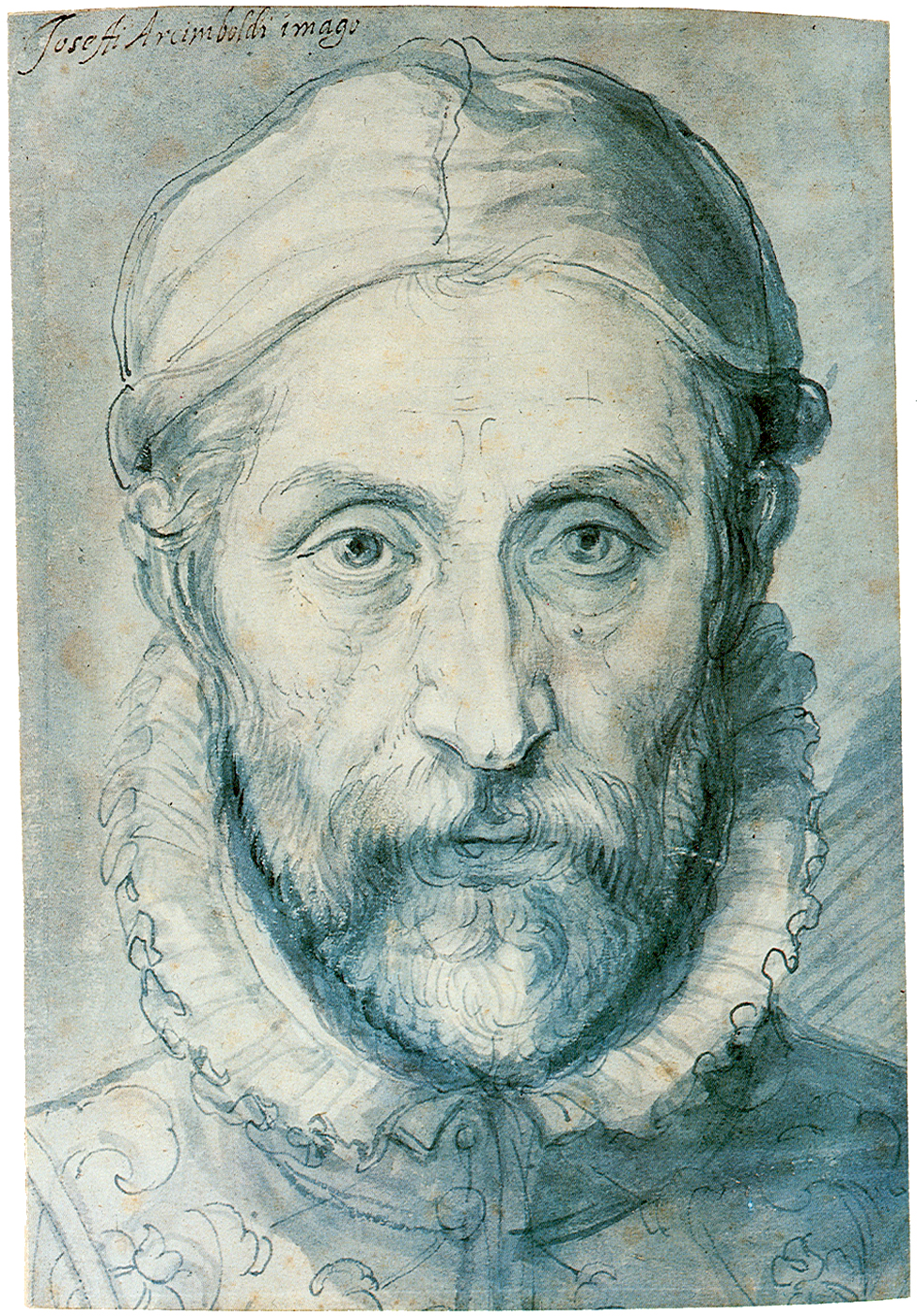
Автопортрет Арчімбольдо, Прага
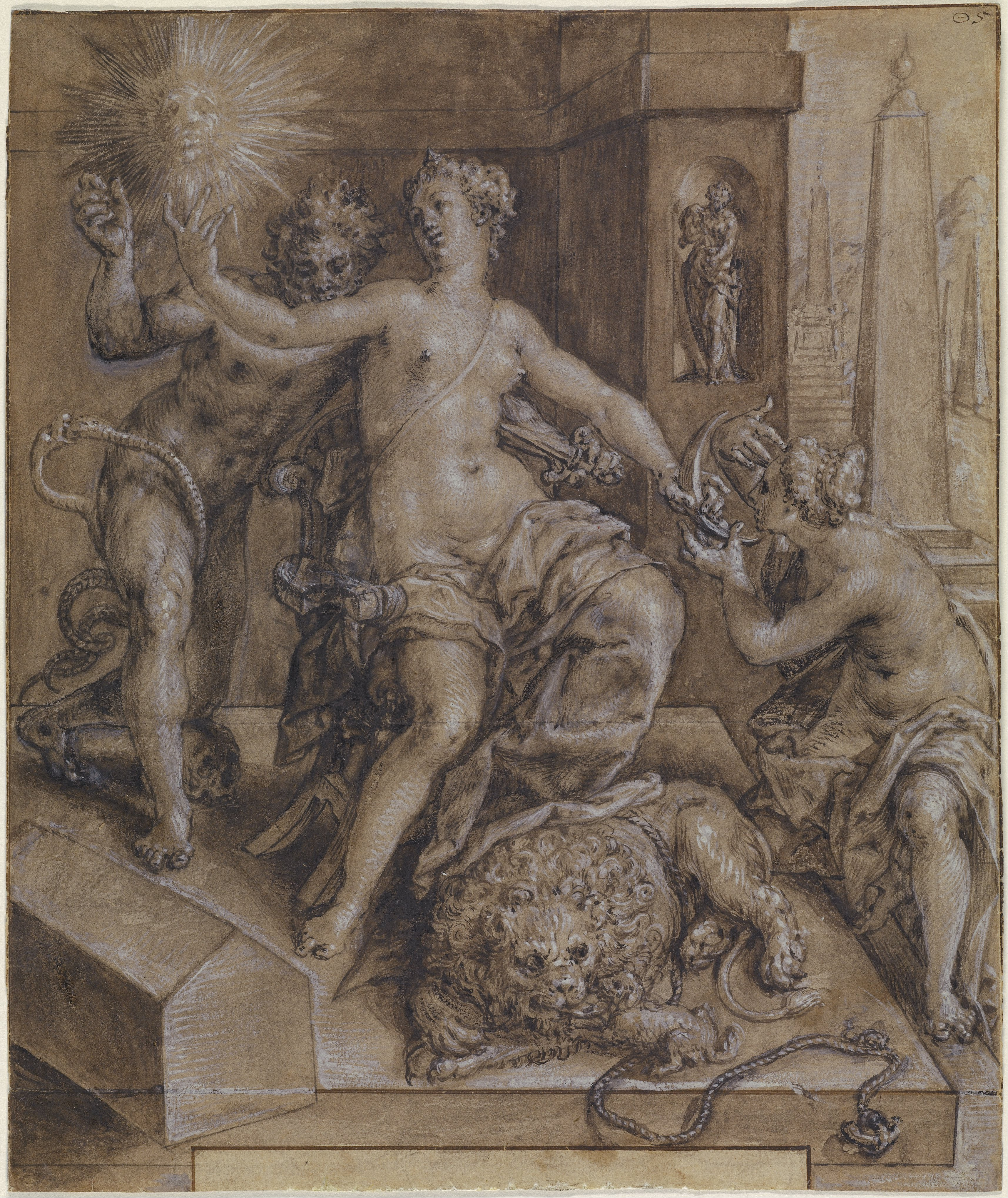
Корнеліс Кетель. «Алегорія Істини» (Дзеркало Істини), малюнок до композиції, Музей Ґетті, Каліфорнія
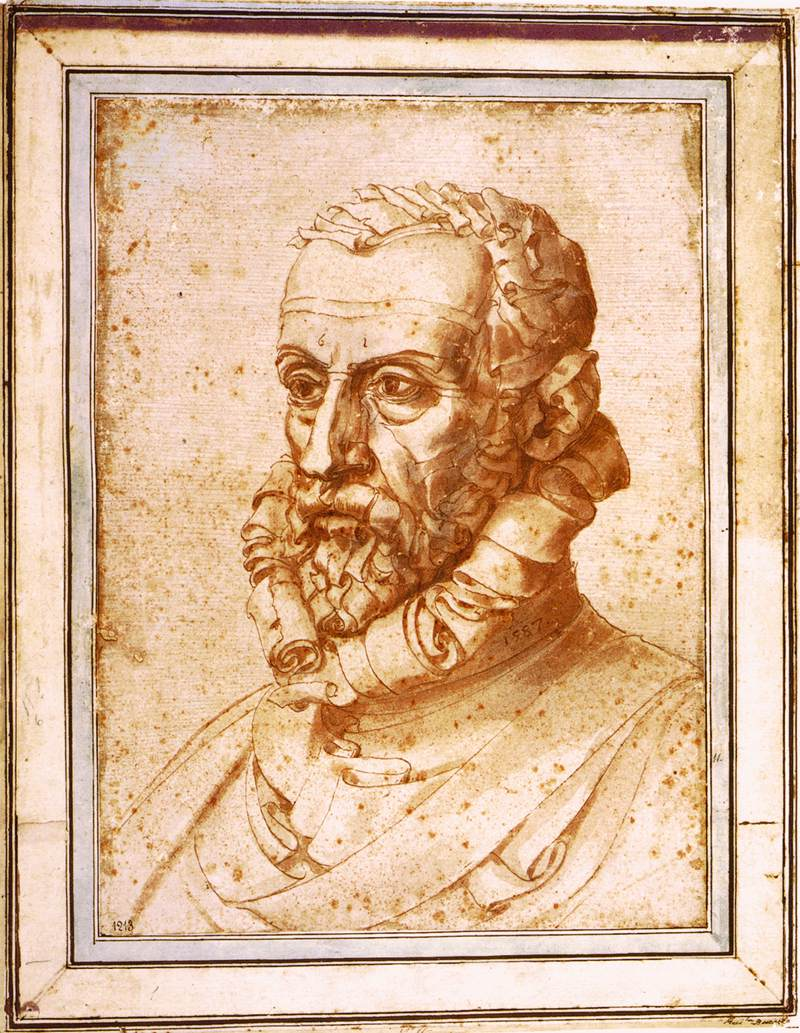
Арчімбольдо. «Автопортрет із шматочків паперу», 1587, Палаццо Россо, Генуя.
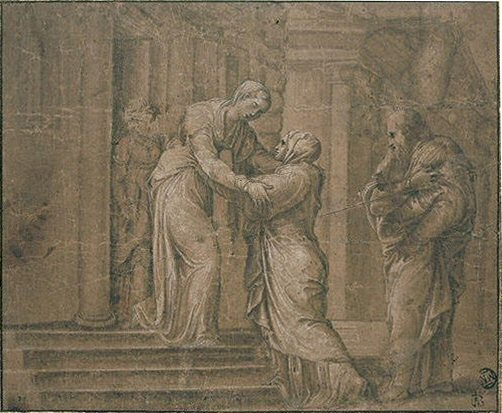
П'єтро Негроні, «Зустріч Марії і Єлизавети», Лувр, Париж
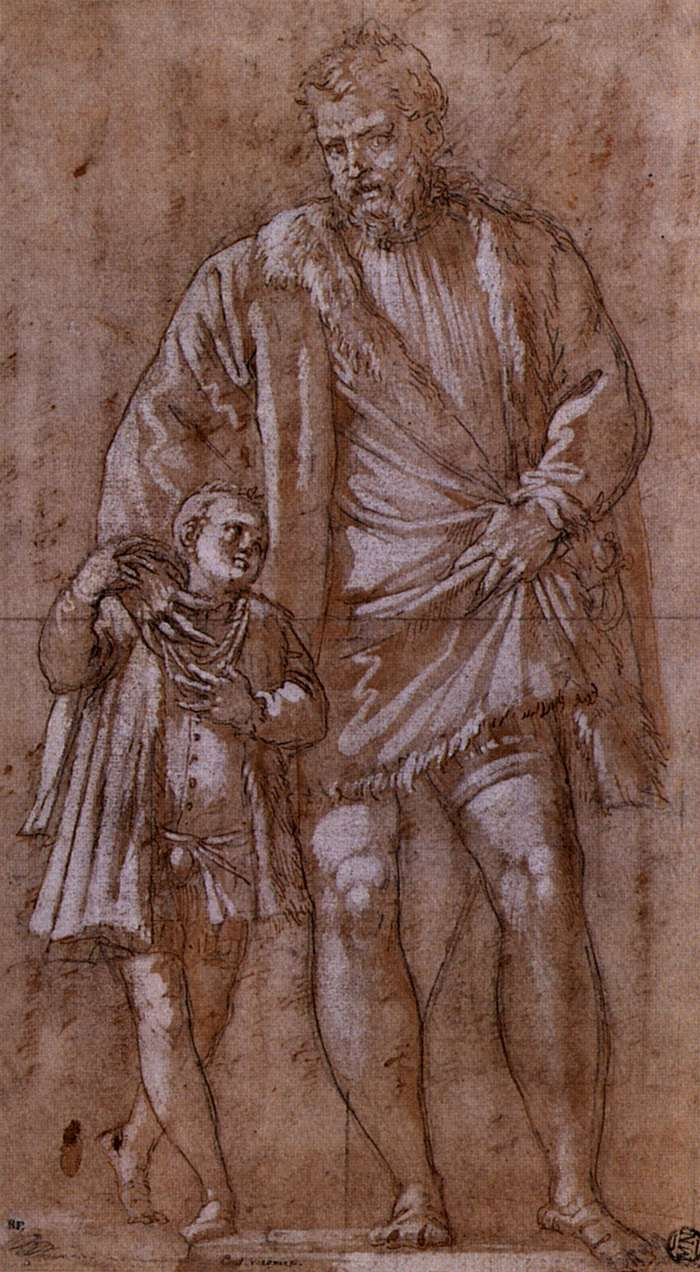
Паоло Веронезе. «Ізеппо да Порто з сином Андреа», 1551, Лувр, Париж
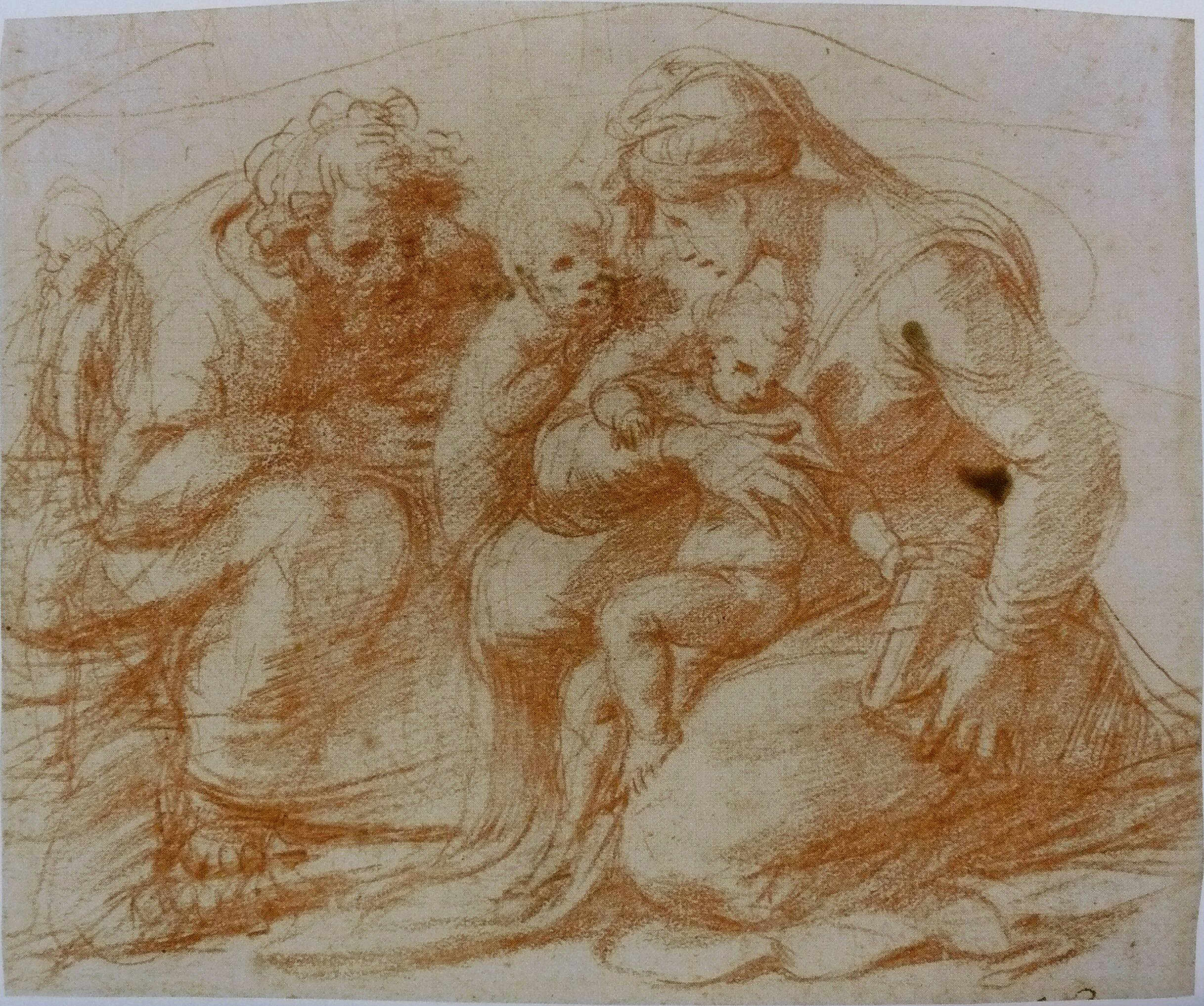
Полідоро Кальдара (або Полідоро да Караваджо ), «Свята Родина». Палац витончених мистецтв (Ліль)
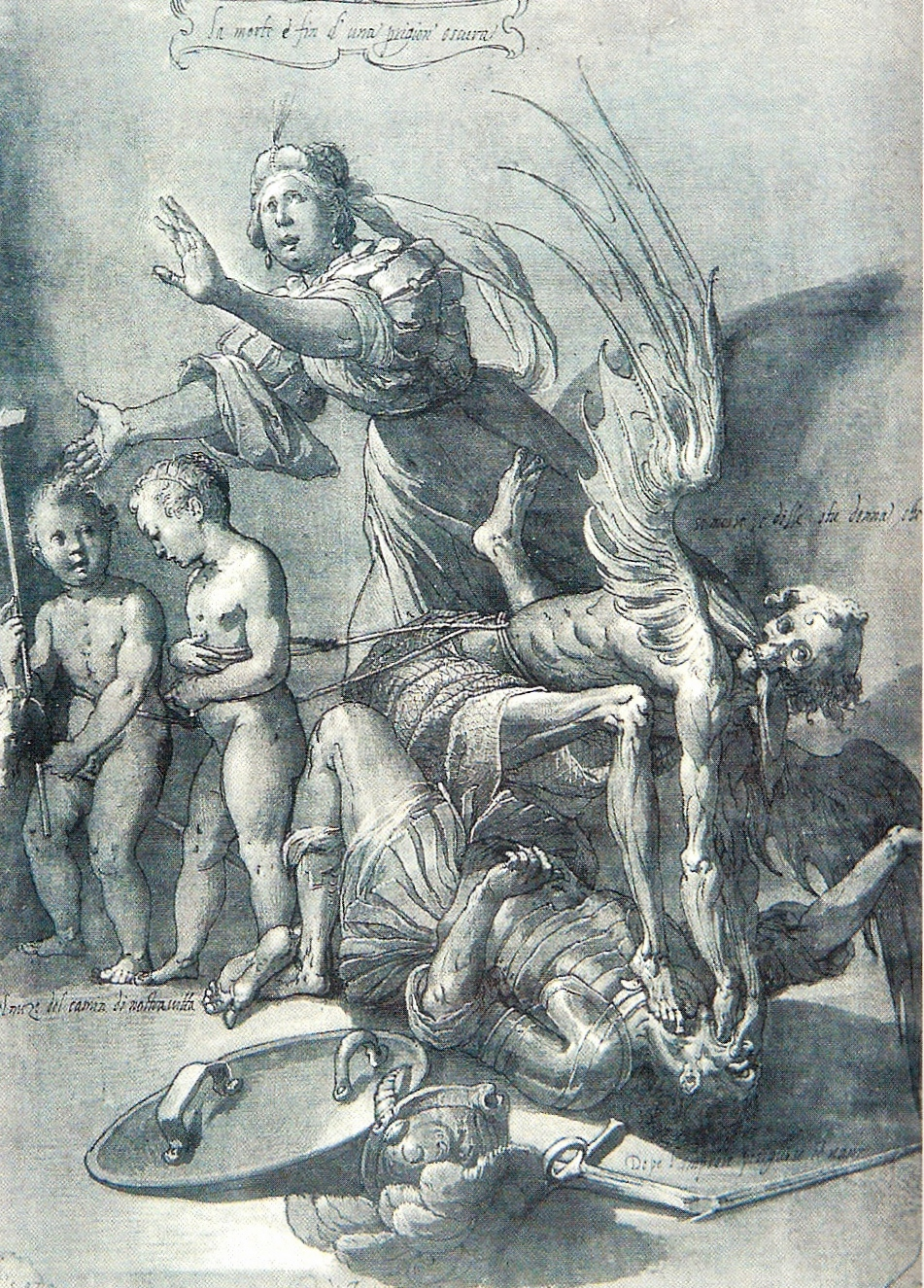
Якопо Лігоцці, «Смерть вояка. Алегорія», перші десятиліття XVII ст., Бібліотека Пірмонта Моргана, Нью-Йорк
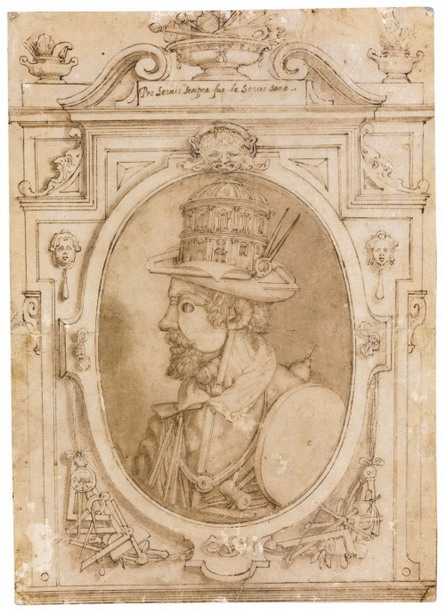
Послідовник Джузеппе Арчімбольдо. «Вигаданий портрет Мікеланджело Буонарроті», кінець XVI ст.
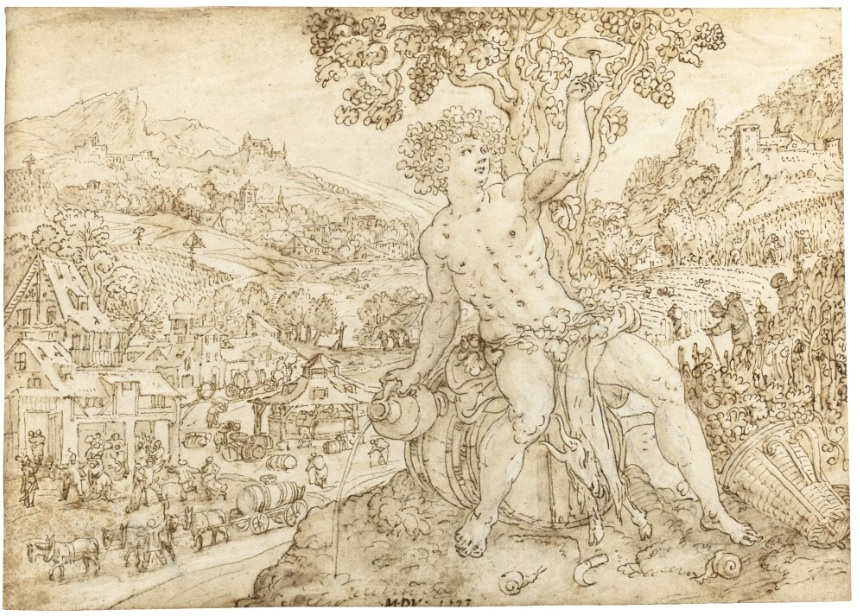
Мартен де Вос. «Вакх» або «Алегорія осені», 1593
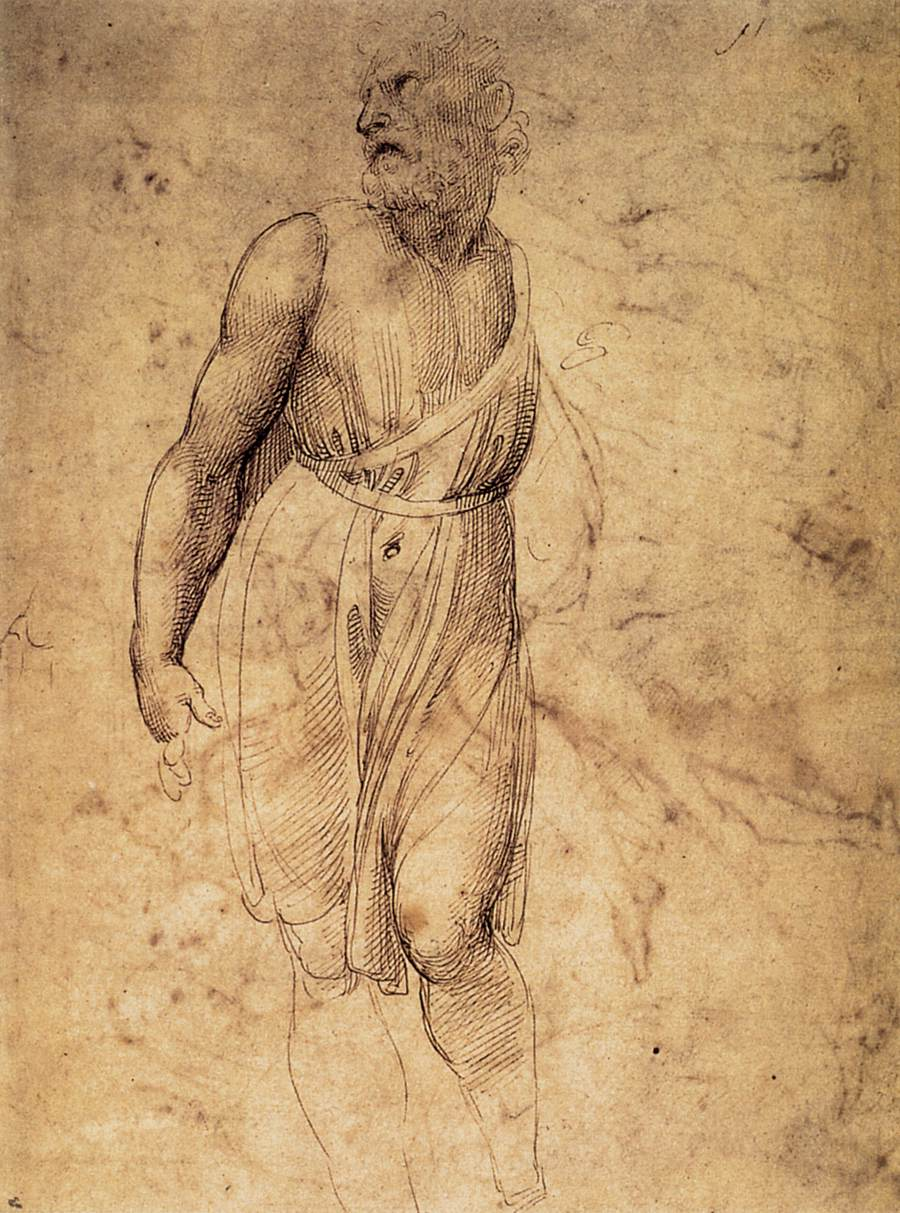
«Євангеліст Матвій» (ескіз Рафаеля за Мікеланджело)

### Зразки маньєризму в європейській гравюрі

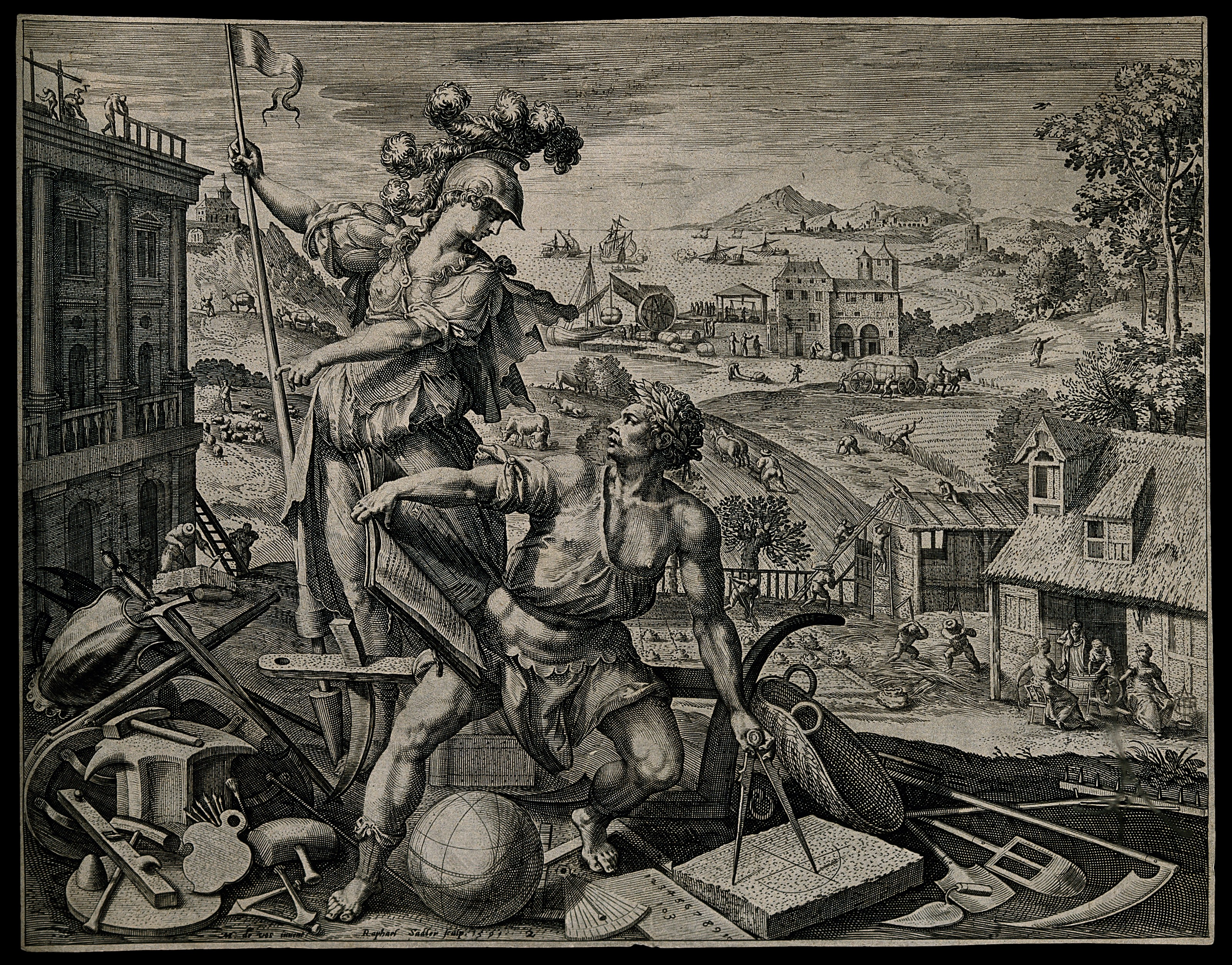
Мартен де Вос, малюнок, гравер Рафаель Заделер. «Мінерва надихає людину на працю», серія «Пори життя чоловіка», 1591 рік. Національна бібліотека Іспанії, Мадрид
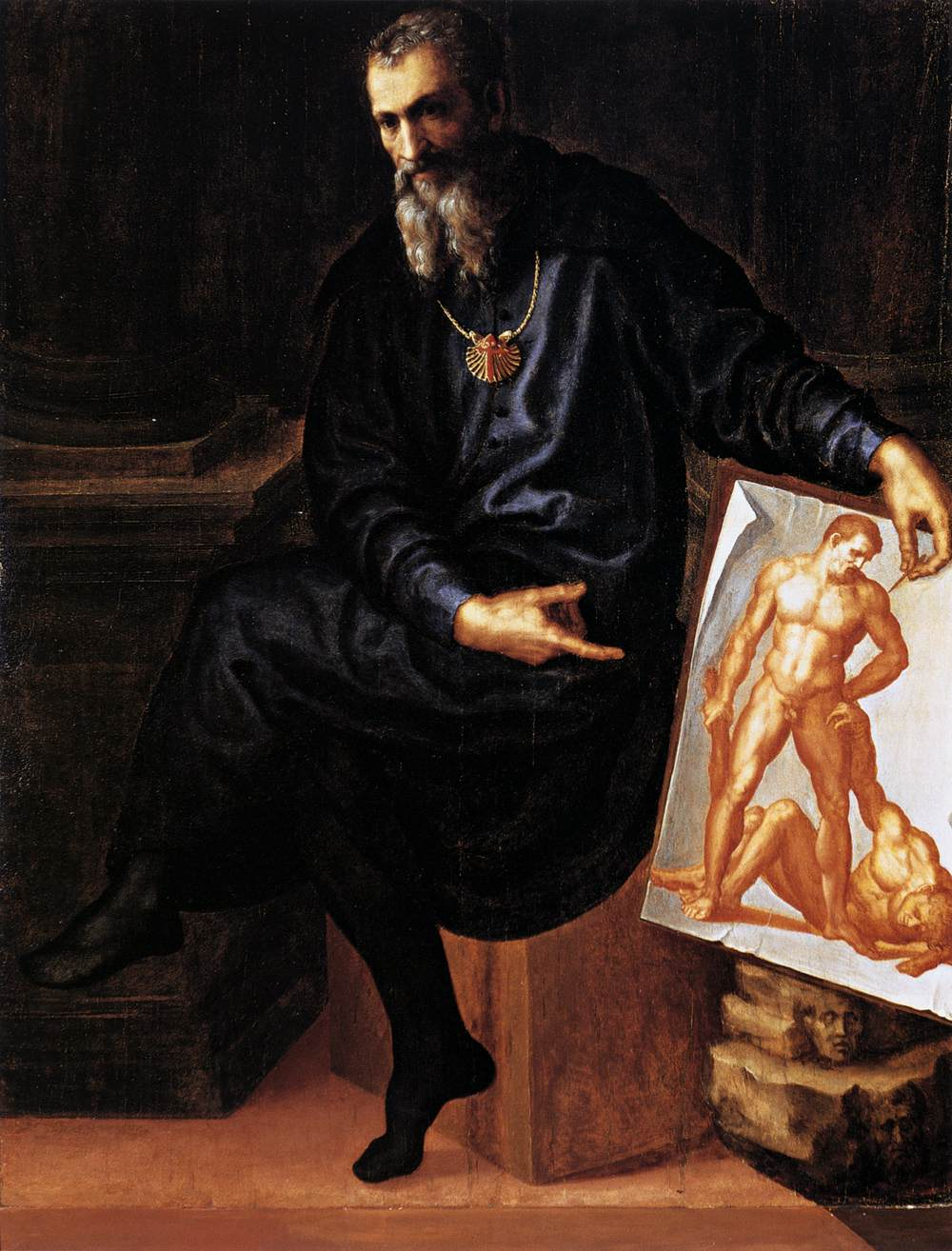
Автопортрет Баччо Бандінеллі
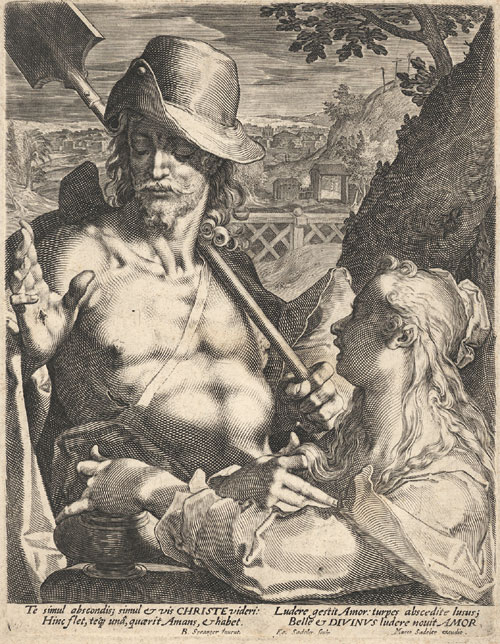
Гравюра Егідіуса Заделера за твором Бартоломеуса Шпрангера «Христос і Марія Магдалина (Христос садівник)»
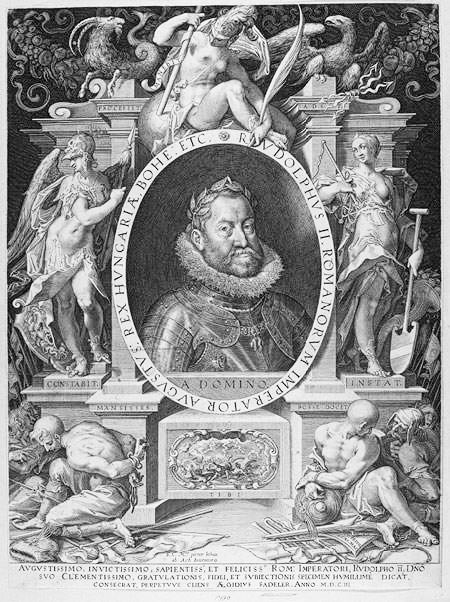
Гравюра Егідіуса Заделера за твором Ханса фон Аахена «Портрет імператора Рудольфа II»
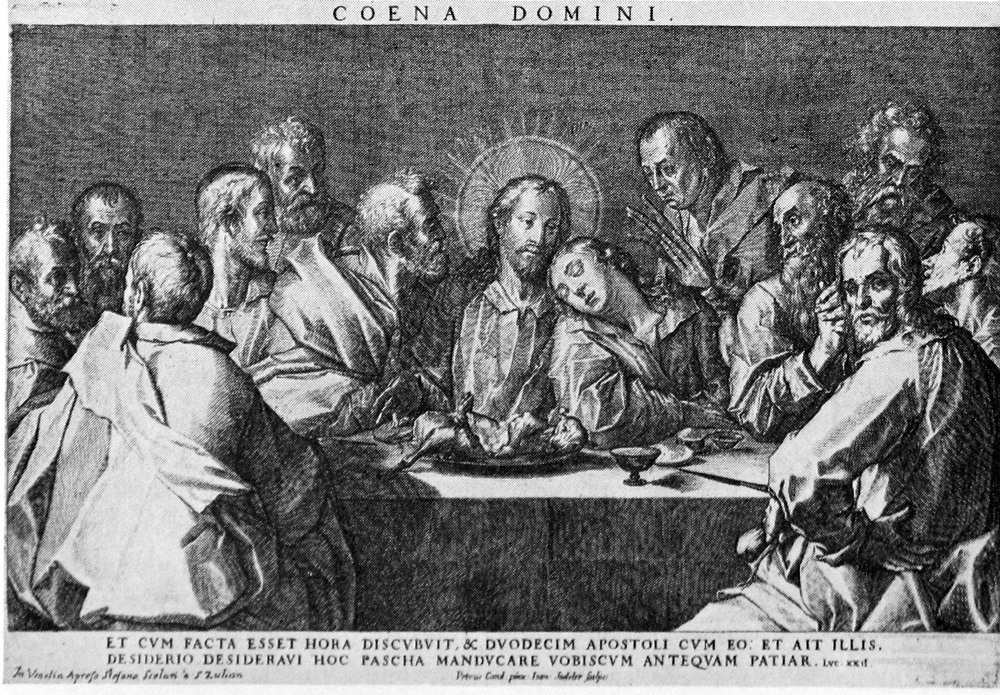
Заделер «Таємна вечеря»
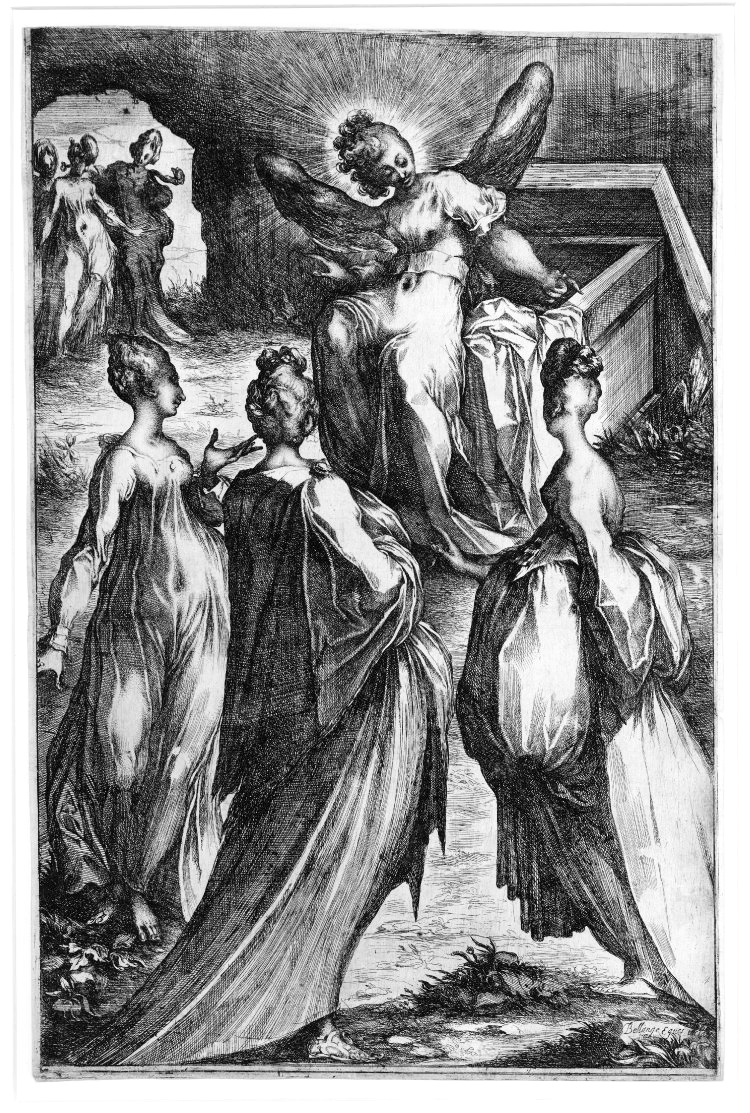
Худ. Жак Белланж. Святі жони біля гробу Господнього, 1610-ті рр.
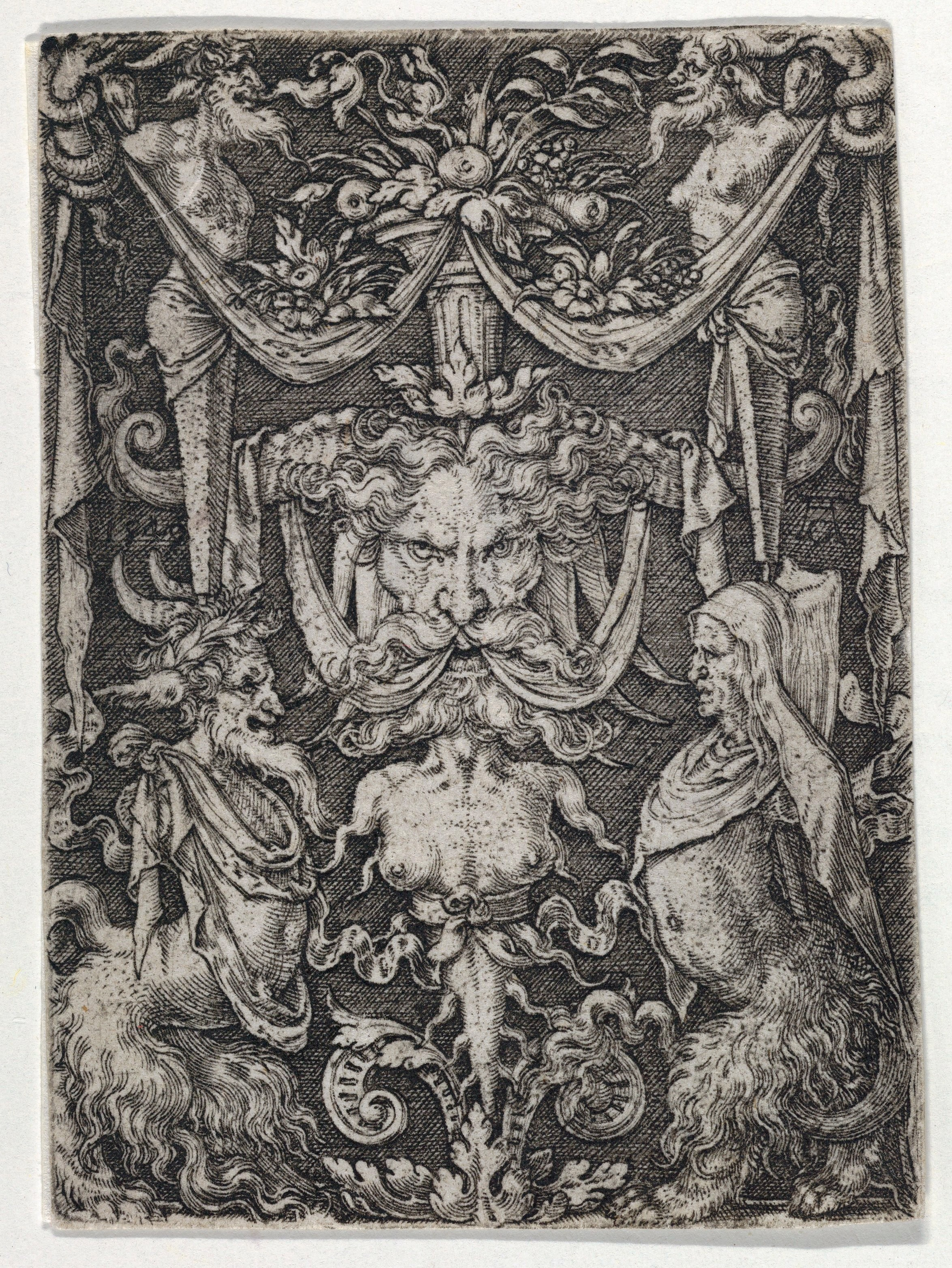
Генріх Альдегревер. Орнаментальна гравюра.
Якоб де Гейн молодший. «Елемент Повітря». 1588 р. Державний музей (Амстердам)
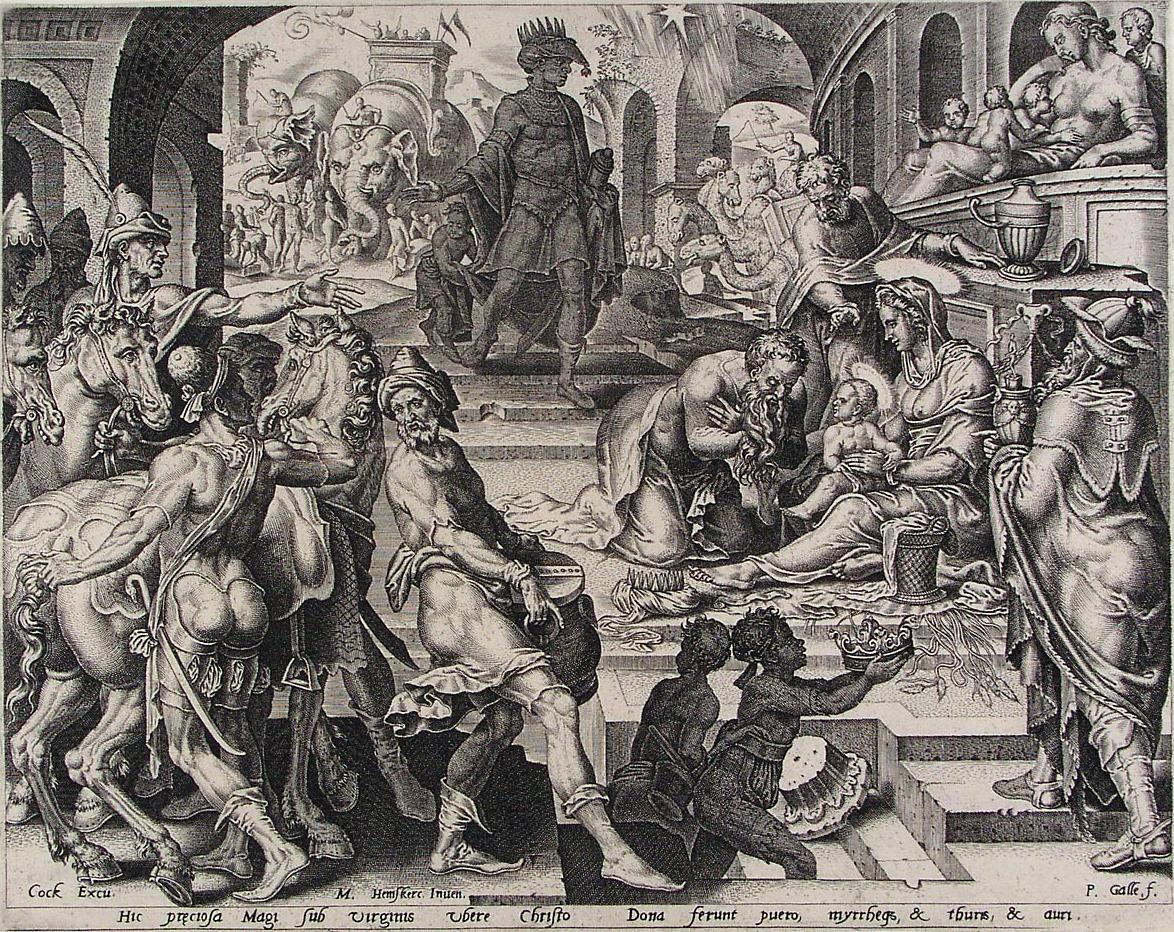
Дизайн Мартен ван Гемскерк, гравер Філіп Гелле. «Поклоння волхвів», бл. 1570 р., Музей Бойманс ван Бенінгена
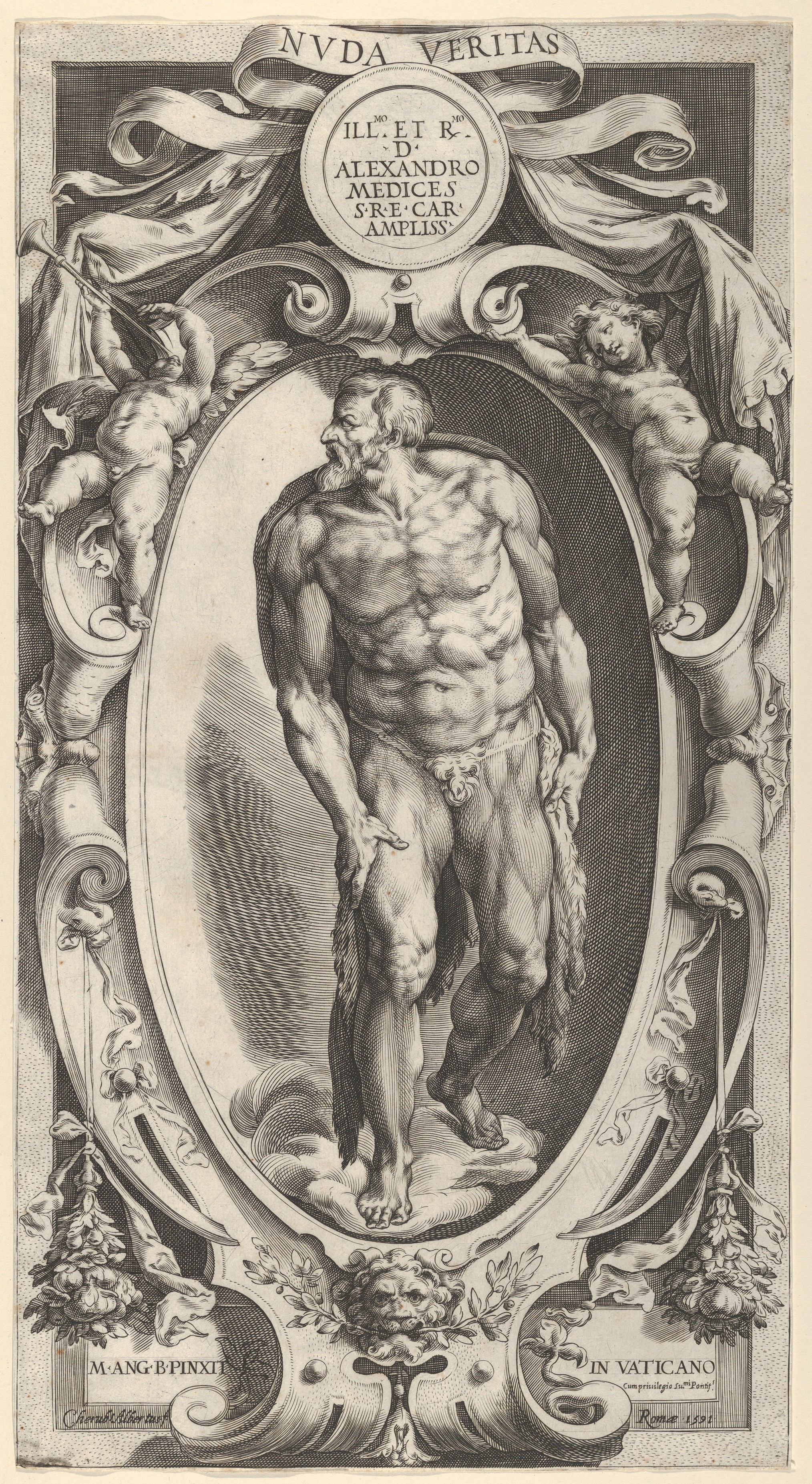
Августин Хіршфогель. «Алегорія Гола Правда», гравюра-інтерпретація за образом апостола Матвія Мікеланджело
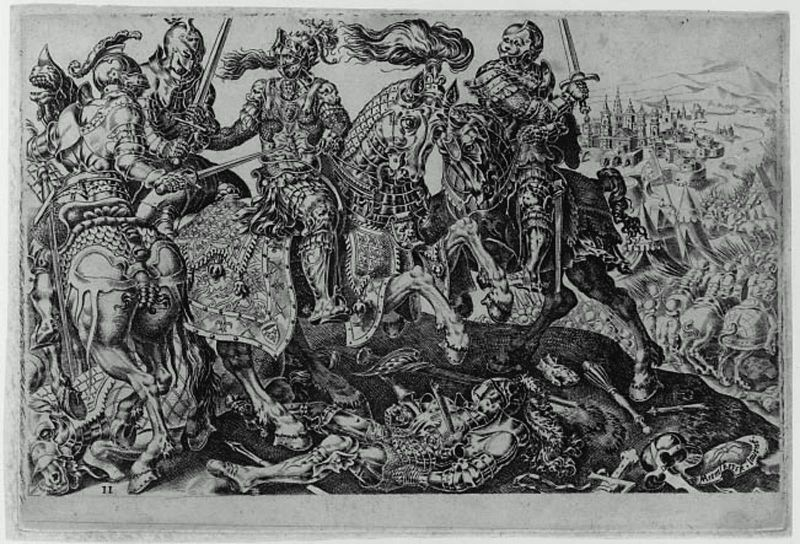
Мартен ван Хемскерк (ідея і малюнок), 1556 р., гравер Дірк Волькертсен Корнгерт. «Імператор Карл V при захопленні Тунісу». Бостонський музей образотворчих мистецтв

## Декоративні стінописи доби маньєризму

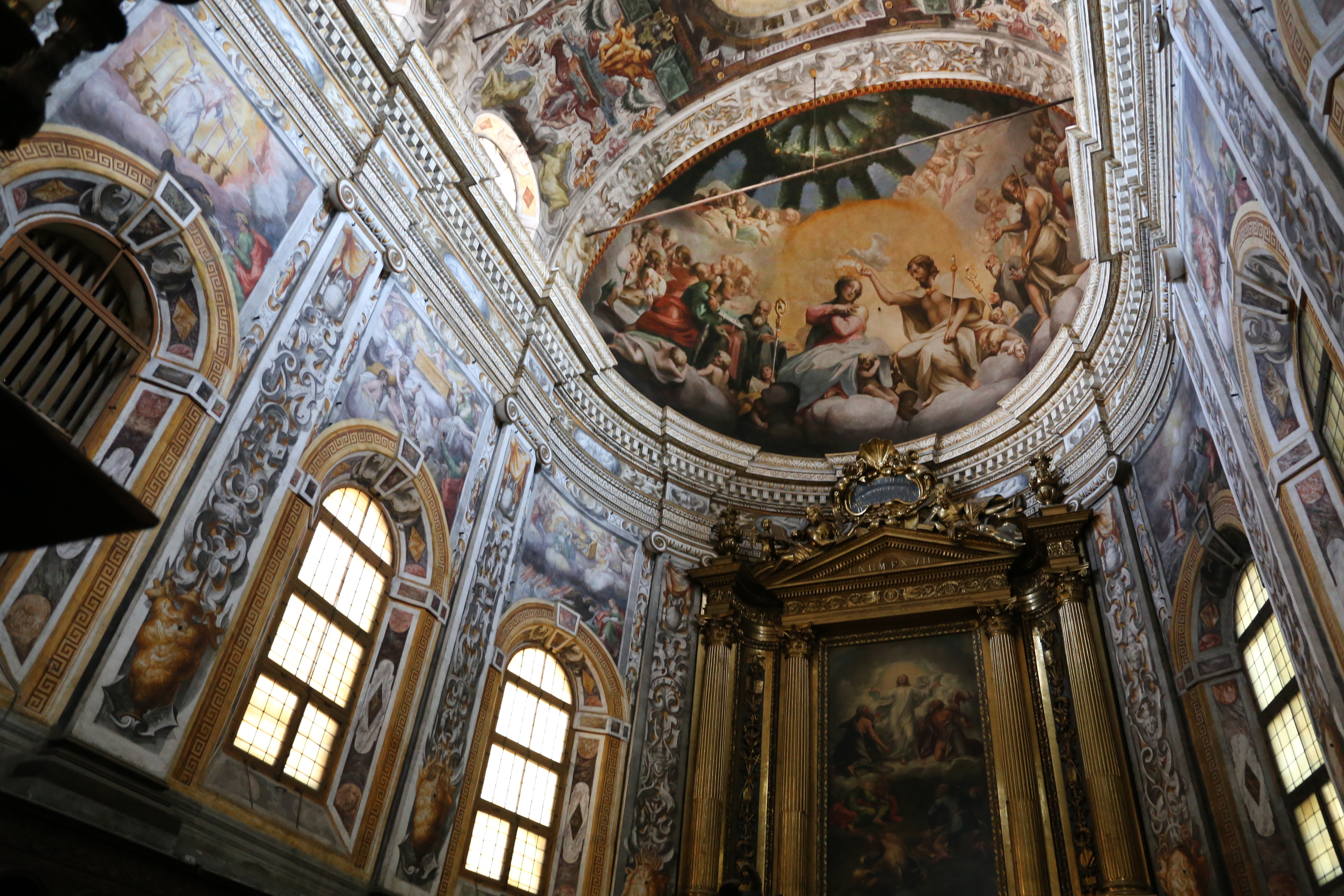
Худ. Чезаре Аретузі (1549–1612). Стінописи з орнаментами, церква Сан Джованні Еваджеліста, Парма, фото 2017 р.
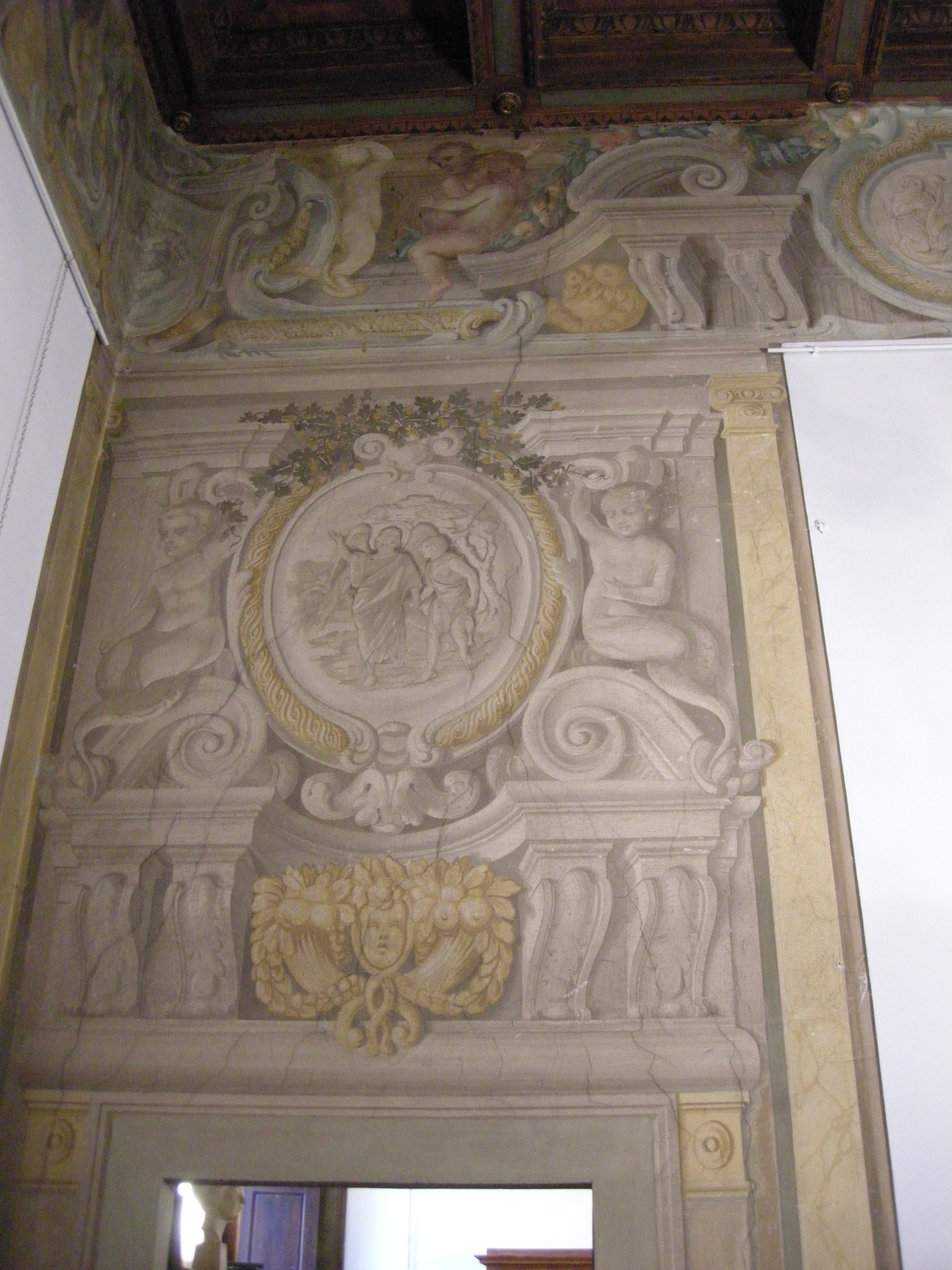
Палаццо Джиньї, зала № 2, Флоренція
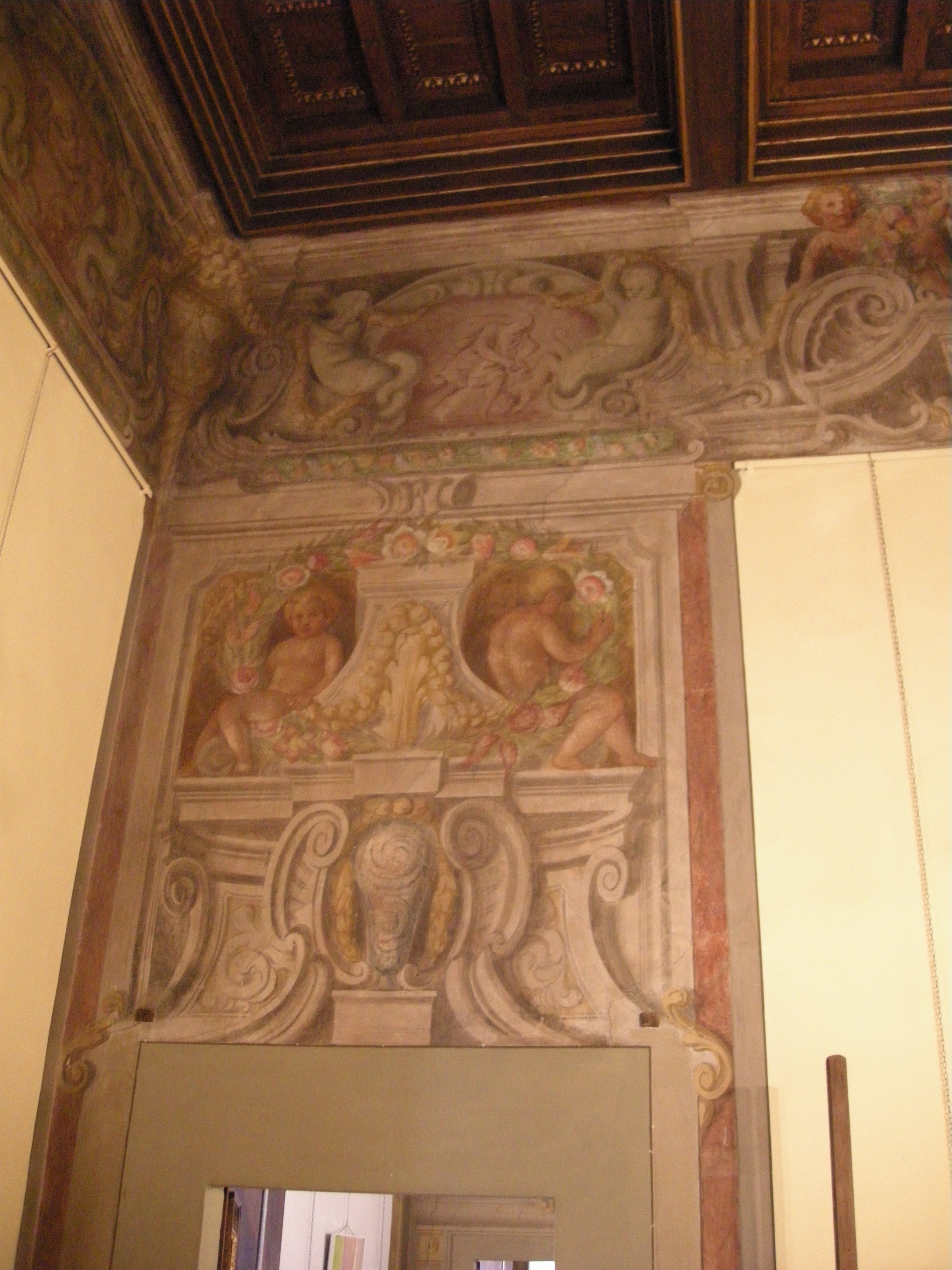
Палаццо Джиньї, зала № 1, Флоренція
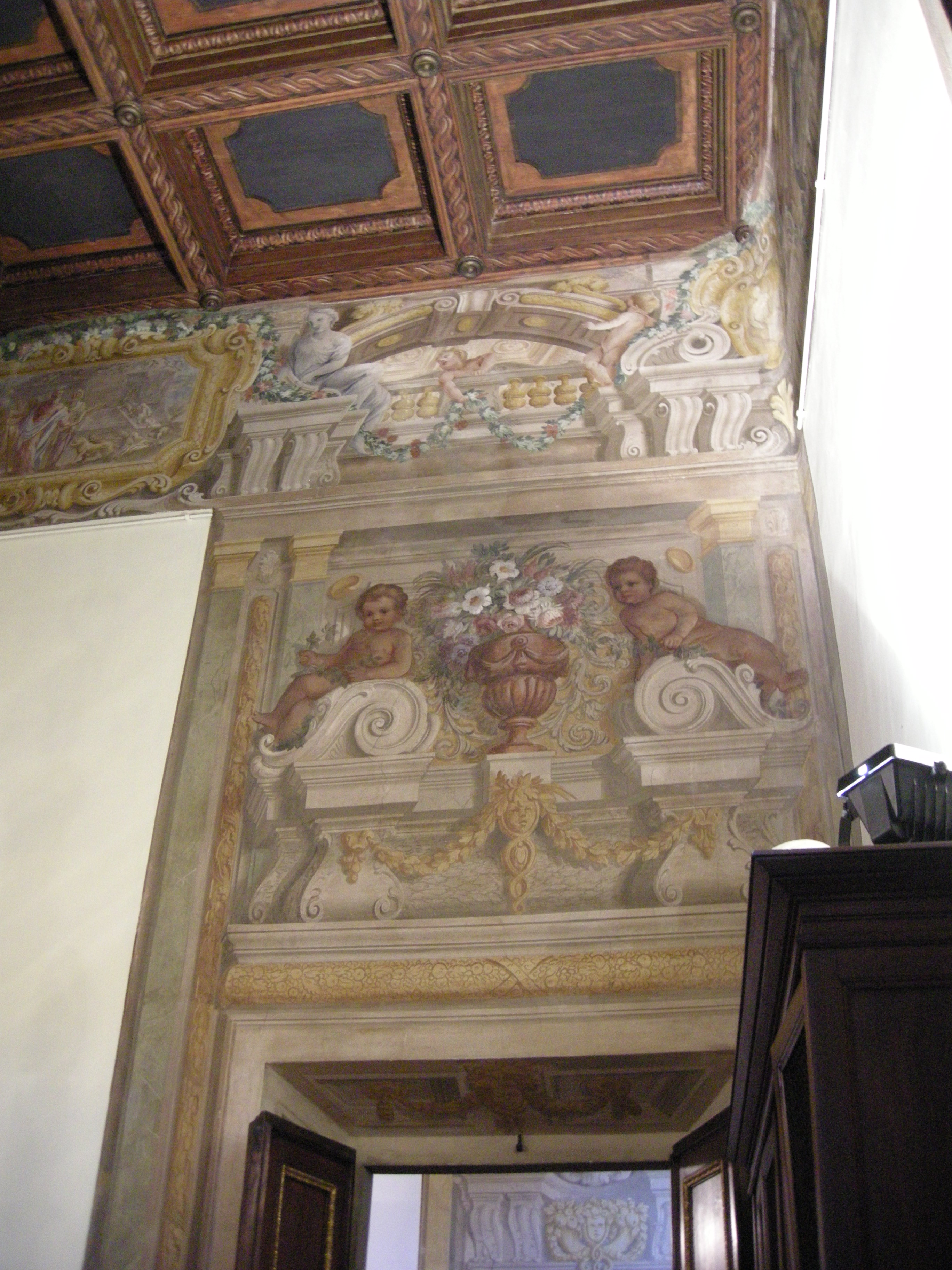
Палаццо Джиньї, зала № 3, Флоренція
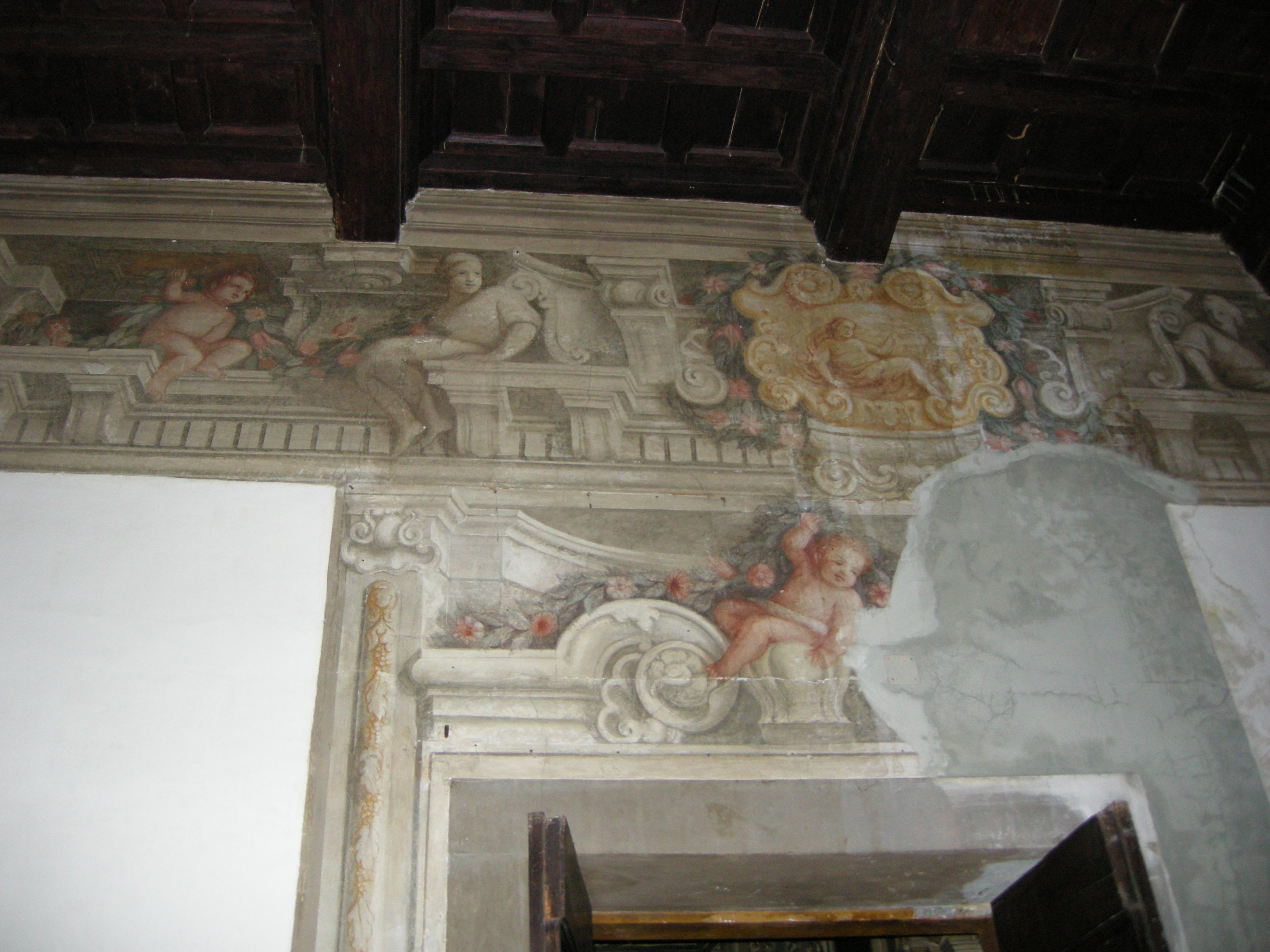
Палаццо Джиньї, зала № 4, Флоренція
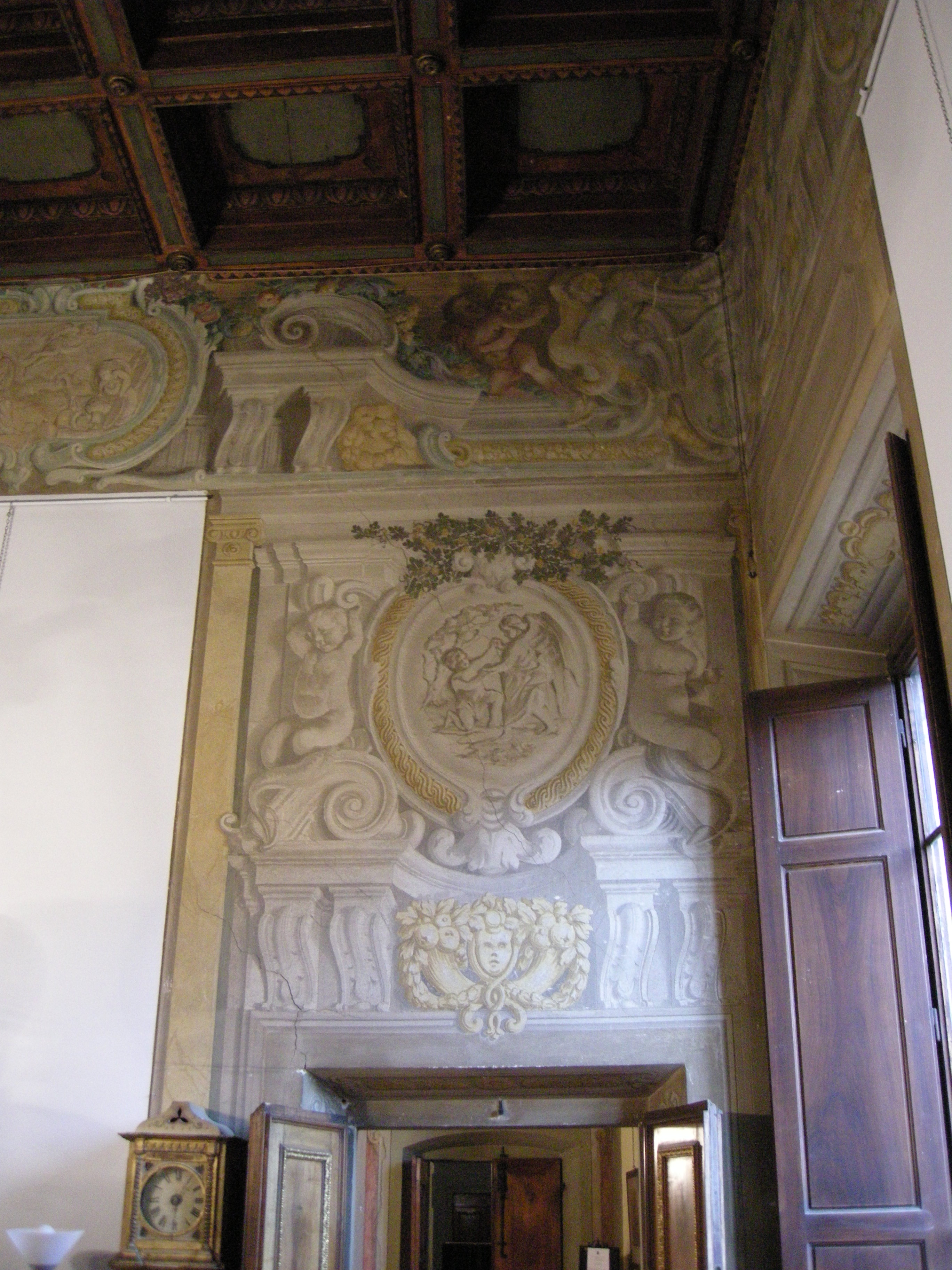
Палаццо Джиньї, зала № 2, Флоренція

### Маньєризм і декоративно-ужиткове мистецтво, парадна зброя, ювелірство і меблі
Надзвичайно плідним було втручання митців маньєризму в створення предметів декоративно-ужиткового мистецтва. Вони охоче робили проекти оздоб для меблів, різьблених панелей з дерева, золотого і срібного посуду, ювелірних виробів, медальєрного мистецтва, костюмів тріумфальної ходи, маскараду, вистави. Цим роками займались Арчімбольдо, Бенвенуто Челліні, Жак Дюсерсо, ціла низка другорядних і відомих майстрів і декораторів.

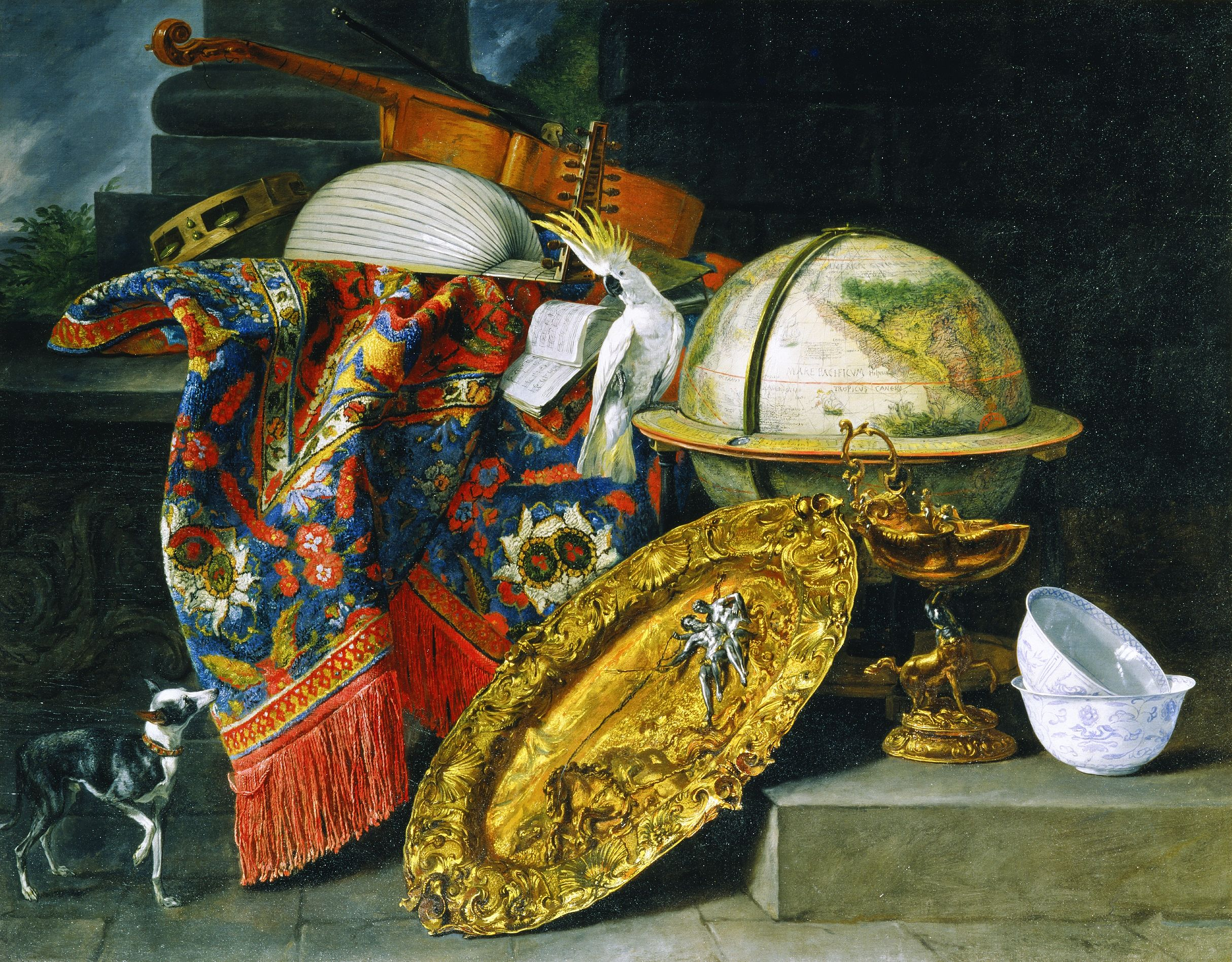
Худ. Пітер Бол. Натюрморт, золота таріль доби маньєризму, папуга какаду, килим, музичні інструменти
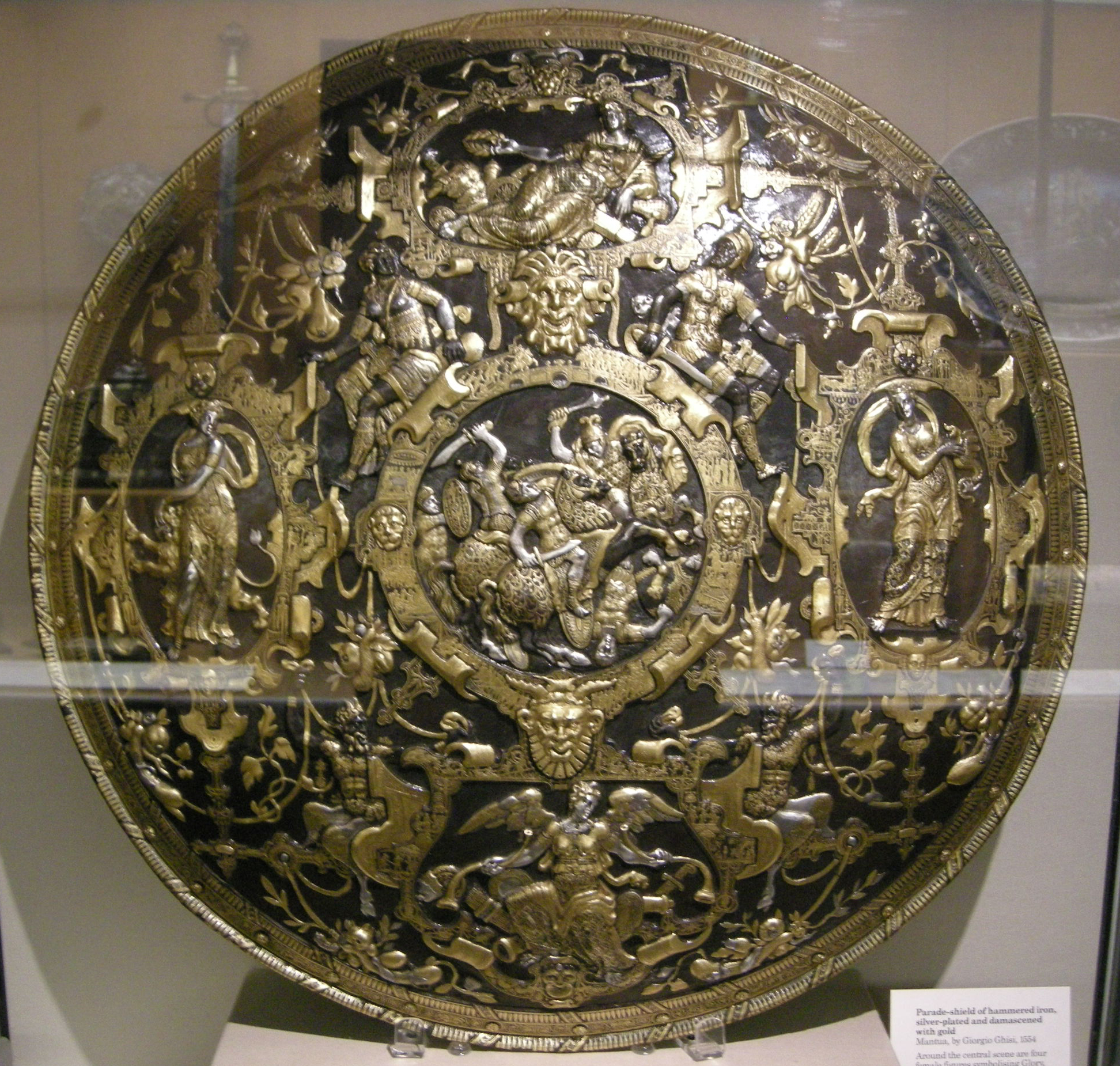
Джорджо Гізі, парадний щит, Мантуя. 1554 р.
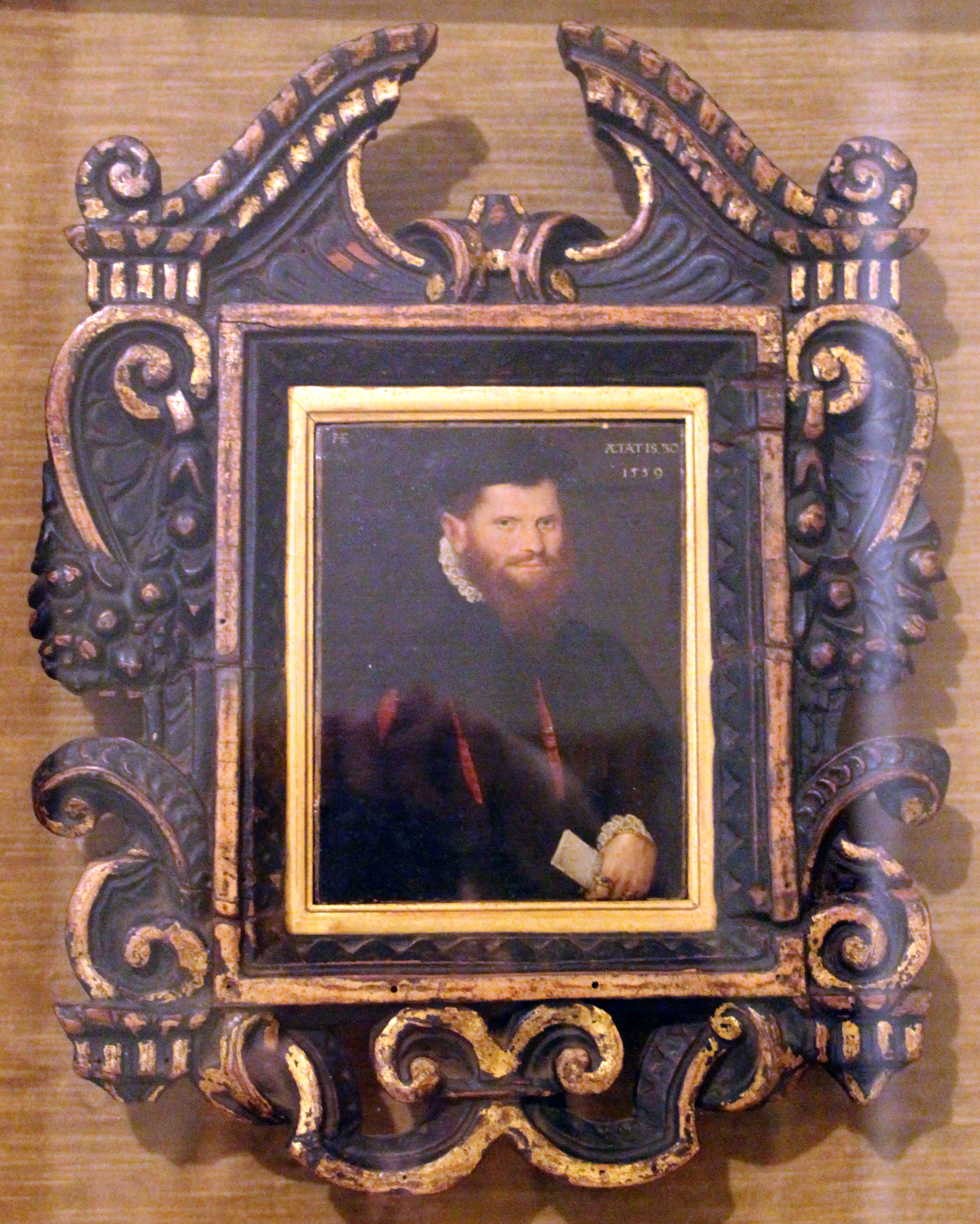
Ганс Еворт, «Портрет невідомого», різьблена рама доби маньєризму, XVI ст. Музей Польді-Пеццолі
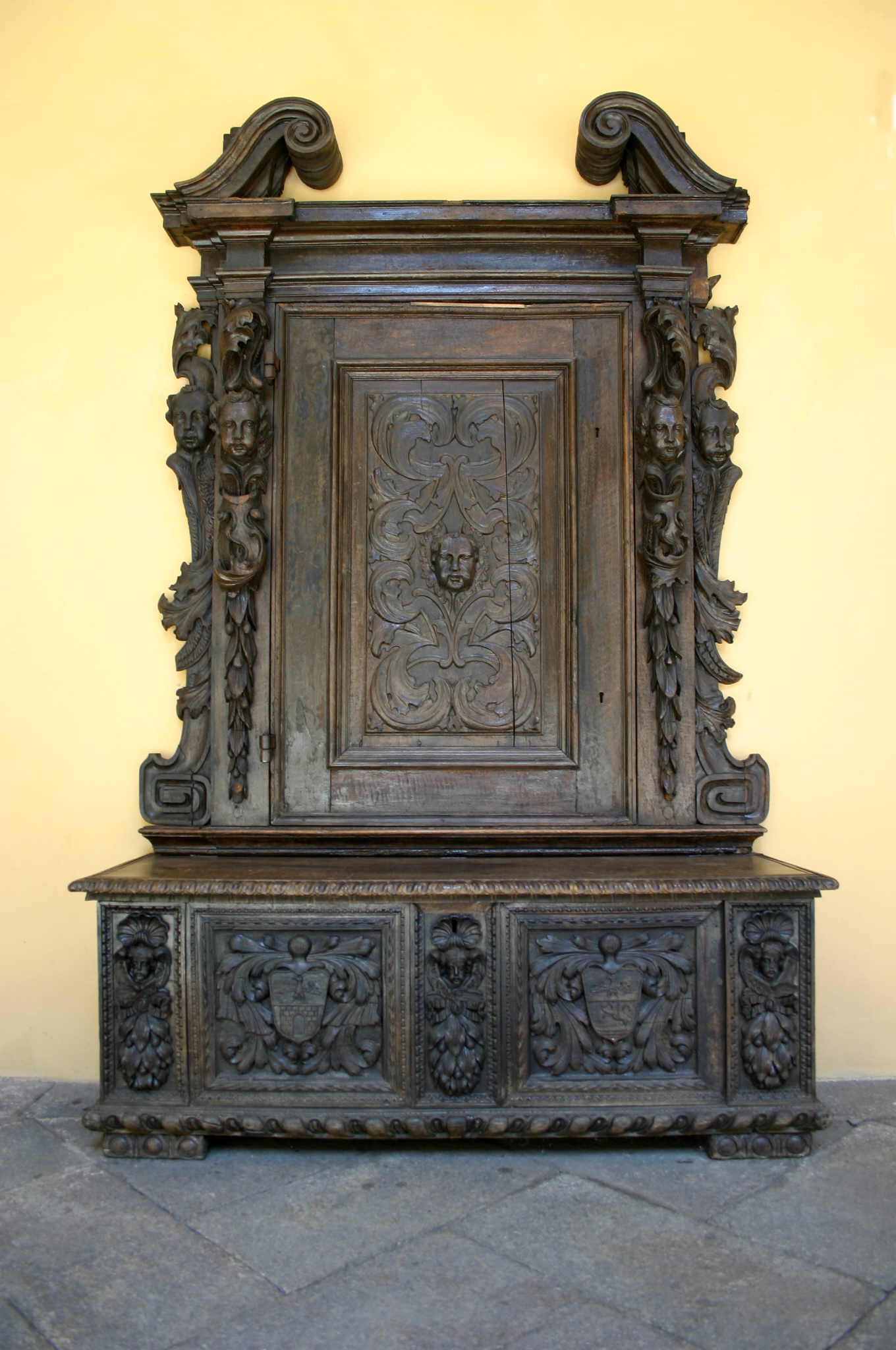
Дерев'яна лава з високою спинкою і декором в стилі маньєризм, палаццо Анноні, Мілан
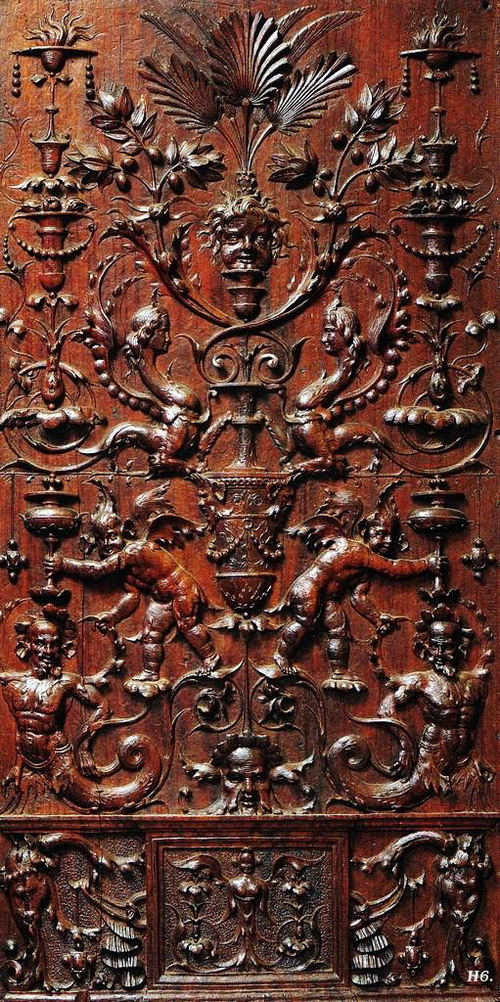
Бартоломео Бальоні д’Аньоло. Різьблена дерев'яна панель з гротесками.
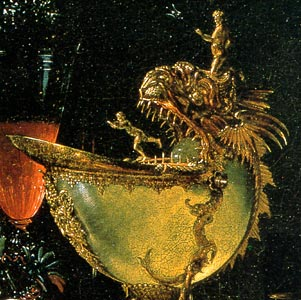
Худ. Віллєм Калф, фрагмент натюрморту з келихом в золотій оправі, Мадрид.
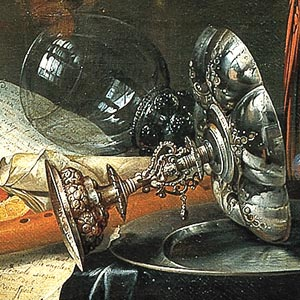
Худ. Ян Давідс де Хем, фрагмент натюрморту з коштовним келихом
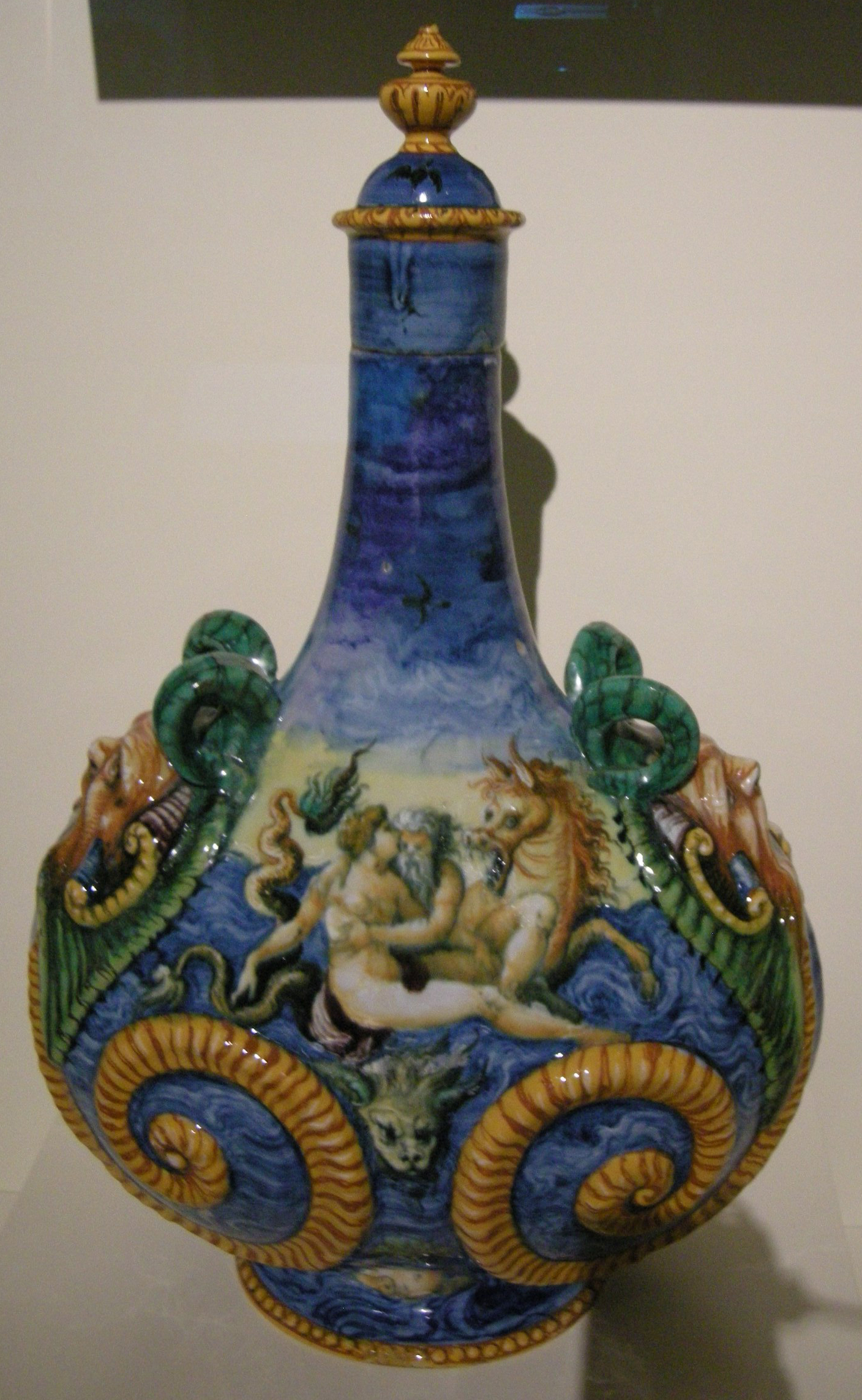
Можливо, Орацио Фонтана або його майстерня. Керамічна пляшка для пілігріма з морськими істотами, Урбіно, до 1570, Музей Ґетті, Каліфорнія
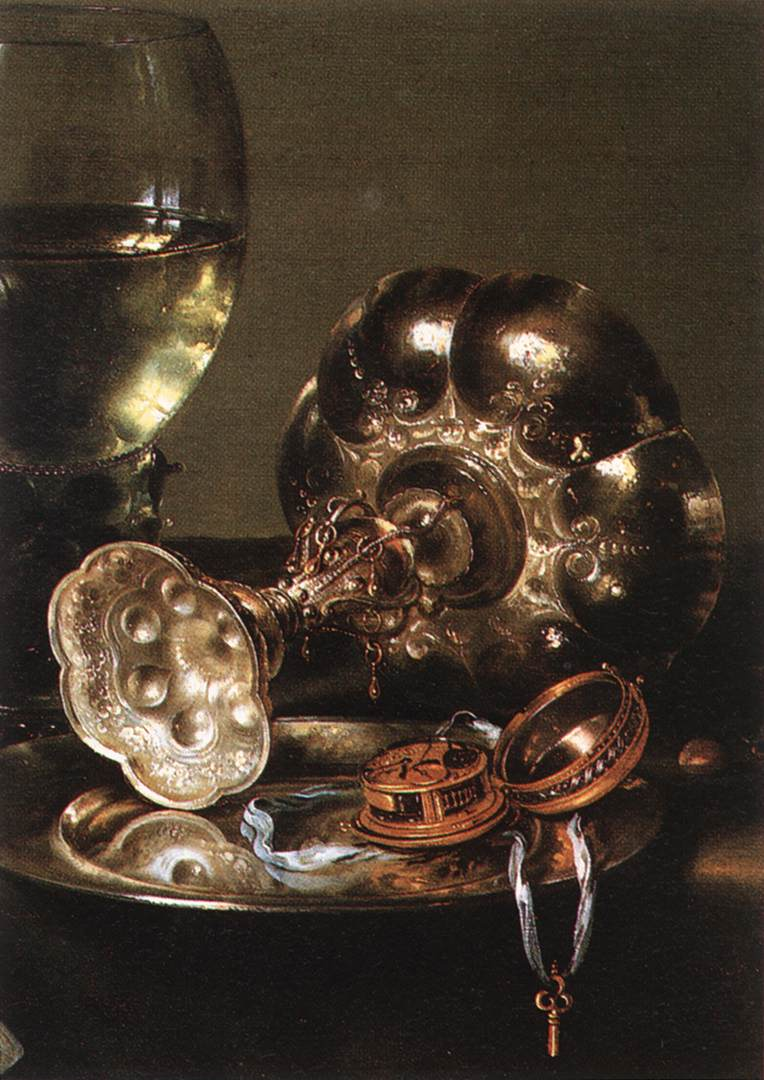
Худ. Віллєм Клас Хеда. Фрагмент натюрморту з коштовним посудом
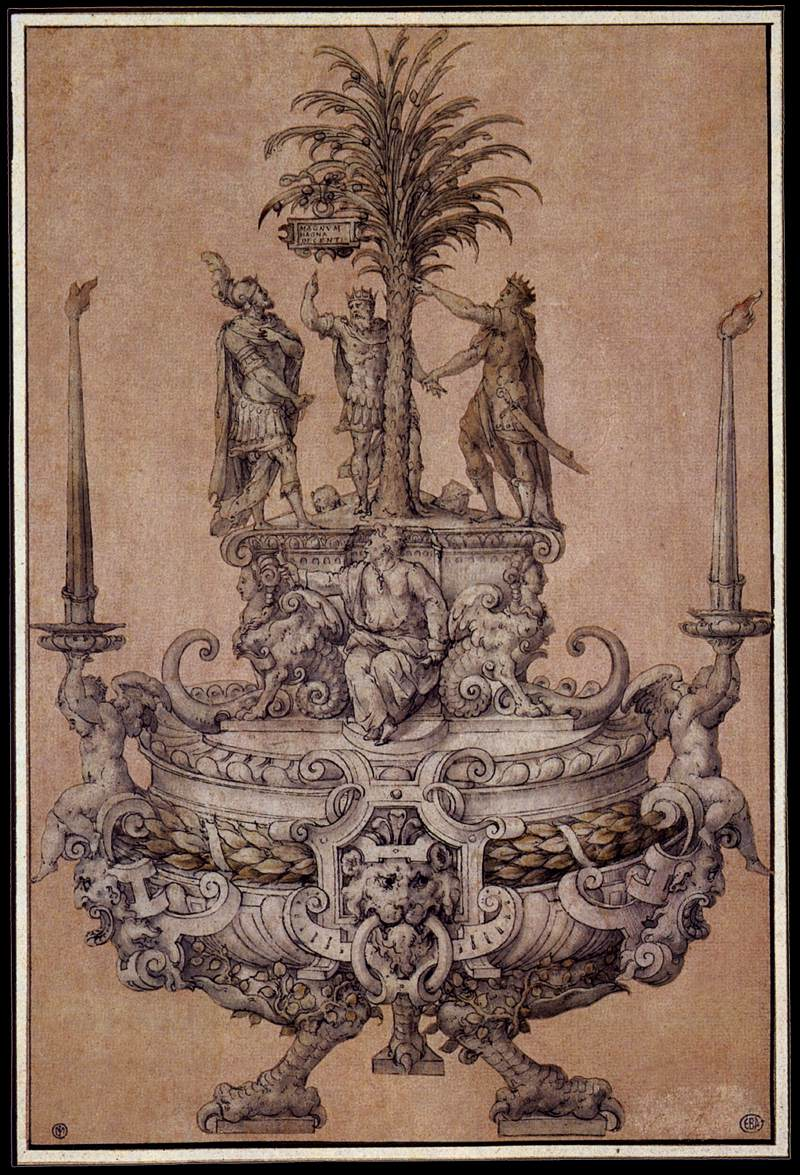
Жан Кузен старший. Ваза, 1549, дизайн. Національна вища школа красних мистецтв, Париж
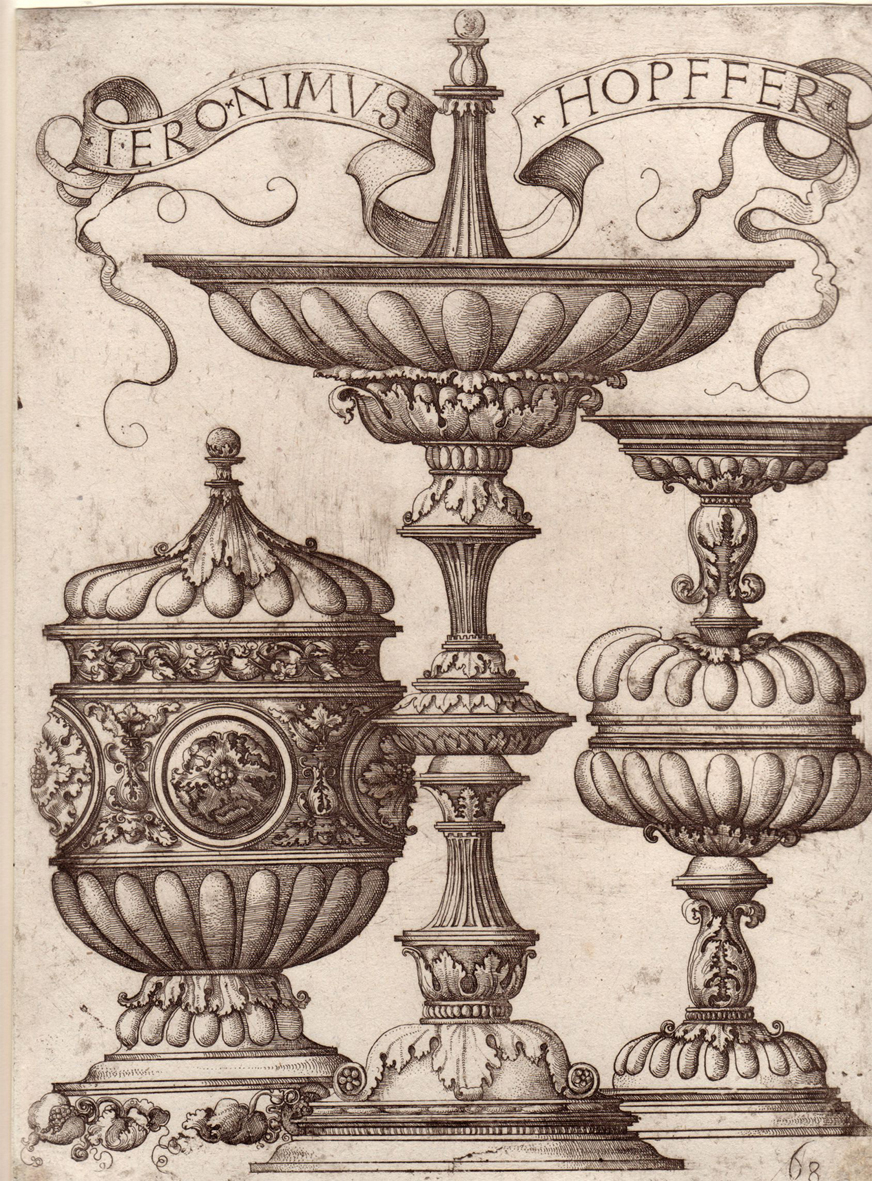
Ієронімус Гопфер, «Три коштовні келихи», до 1560, дизайн для ювелірів, приватна збірка
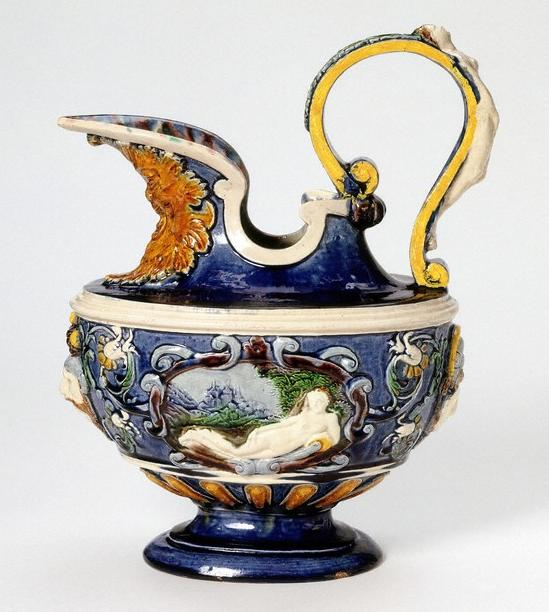
Бернар Паліссі. «Поліхромний горщик», фаянс доби маньєризму, Музей Вікторії й Альберта, Лондон.
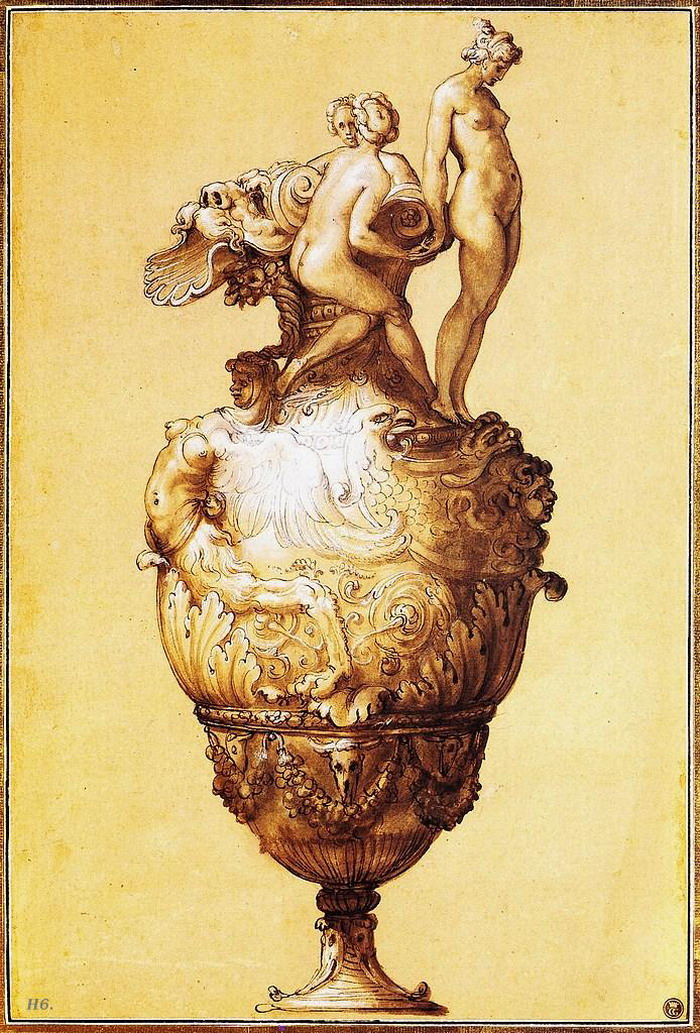
Франческо Сальвіаті, «Дизайн вази з фігурами трьох грацій», особиста збірка
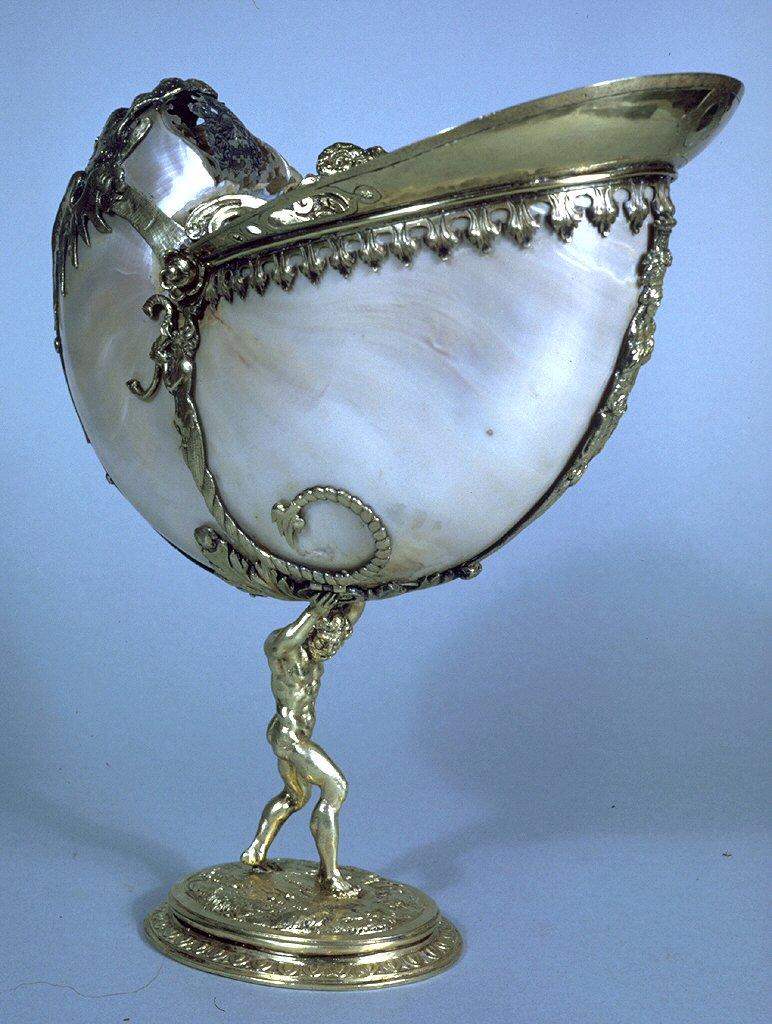
Келих з наутілусом. Невідомий з Нідерландів XVI ст., Художній музей Волтерс, Балтимор

## Зразки архітектури доби маньєризму

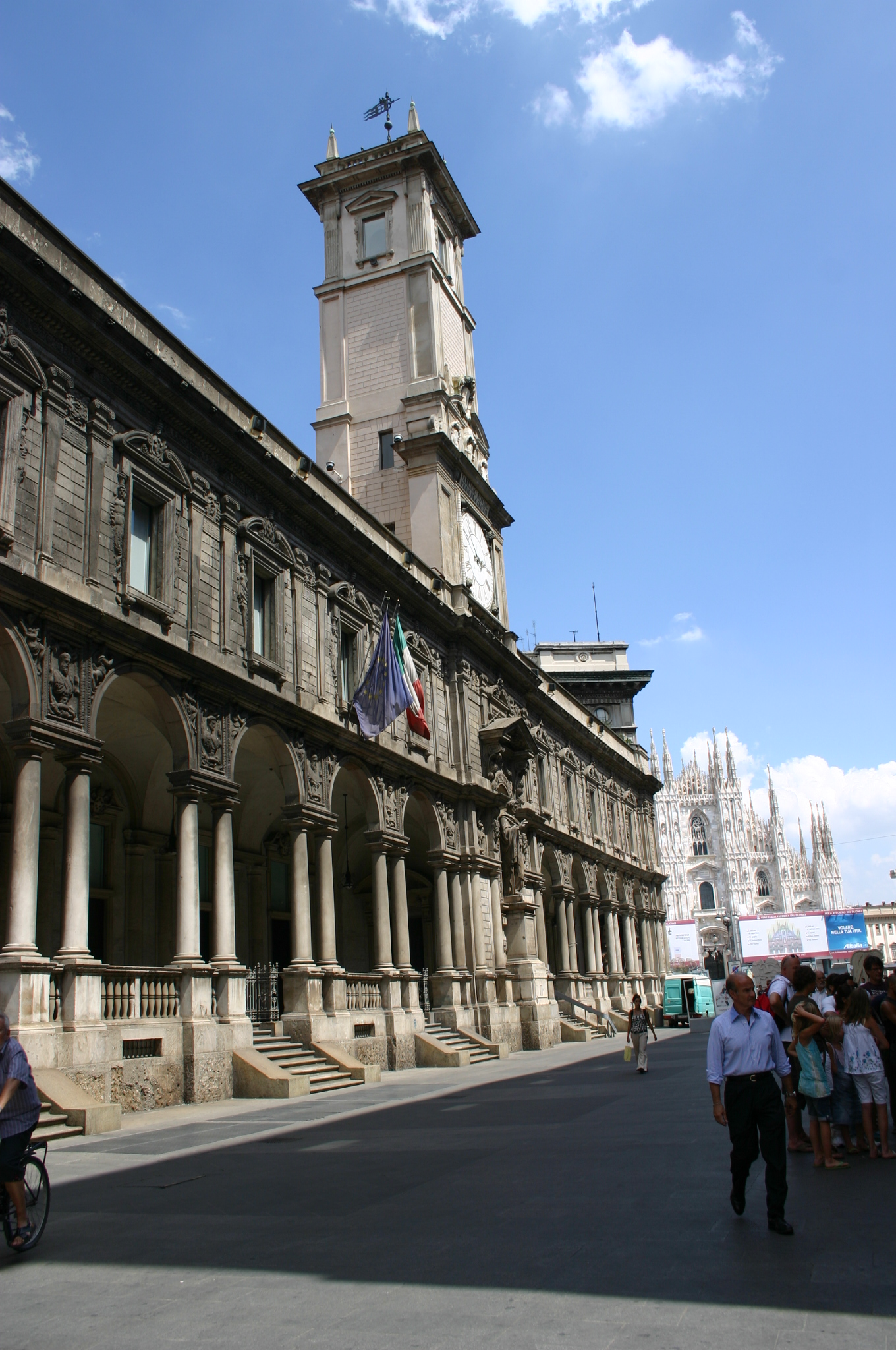
Арх. Вінченцо Сереньї. Так званий палац юристів, Мілан (колишній палац Аффарі, нині торгово-промислова палата з 1911)

### Вілла Джулія, Рим

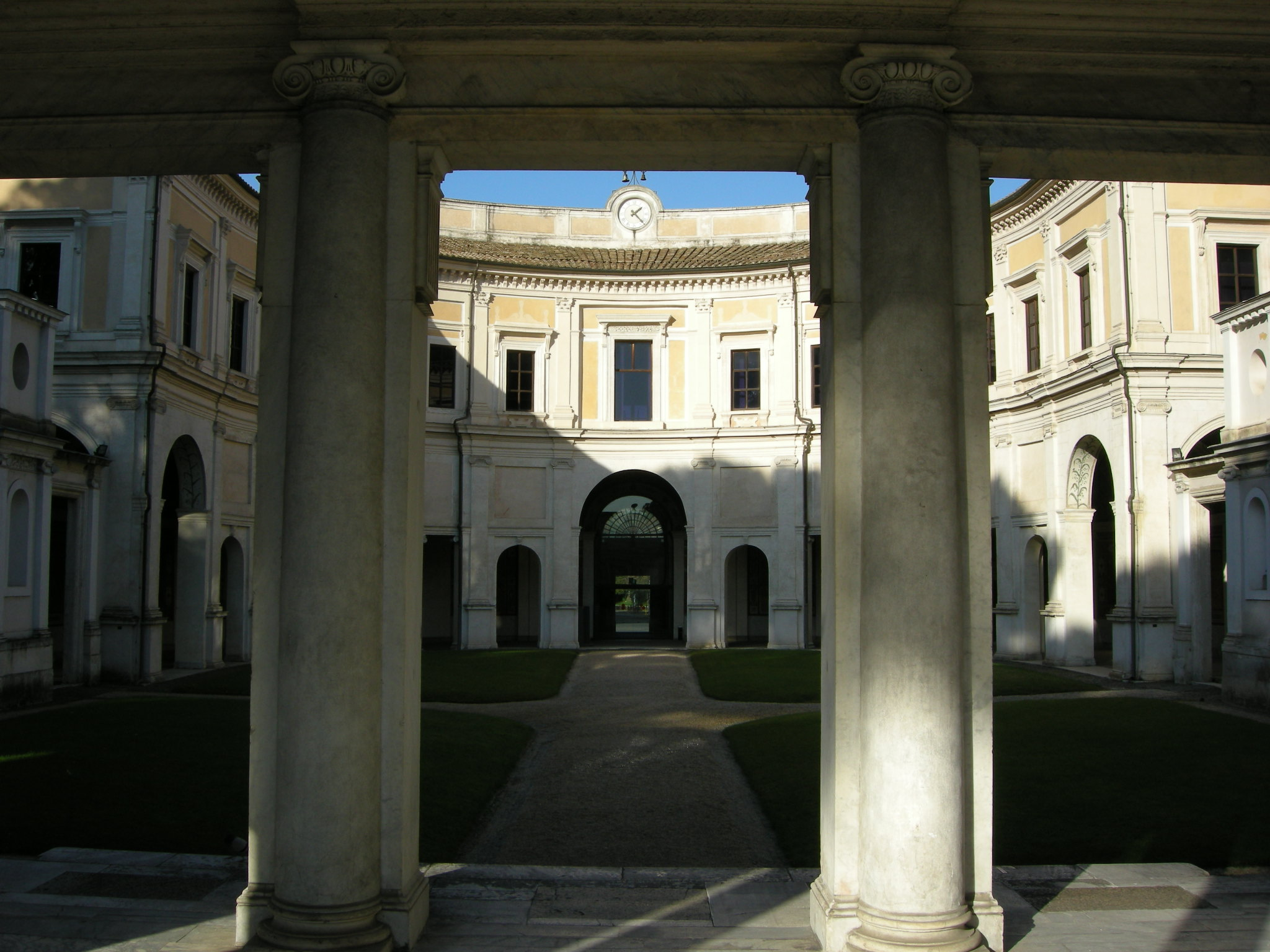
Віньола та Бартоломео Амманаті. Дворик на вході
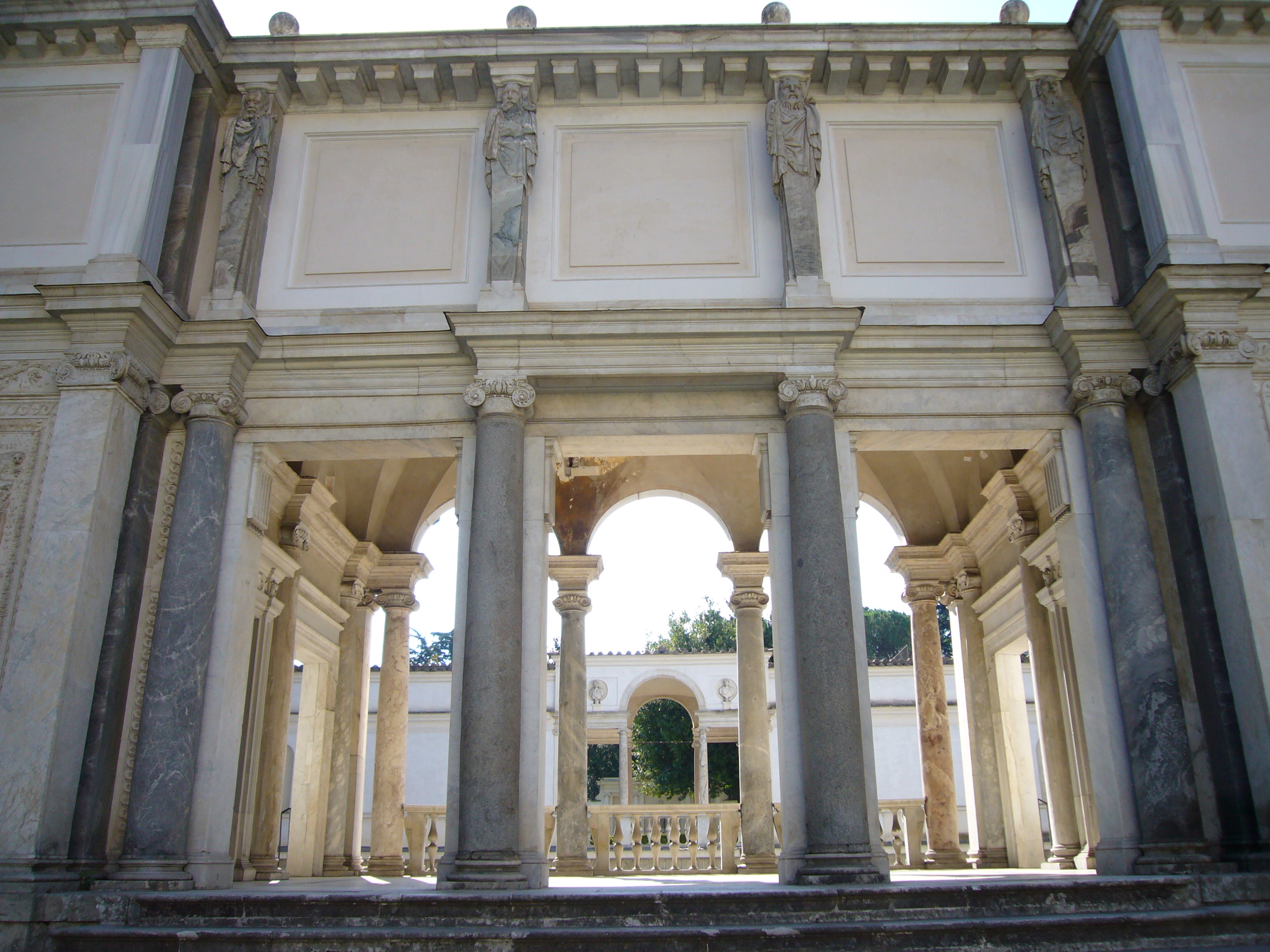
Віньола та Бартоломео Амманаті. Лоджия першого двору вілли
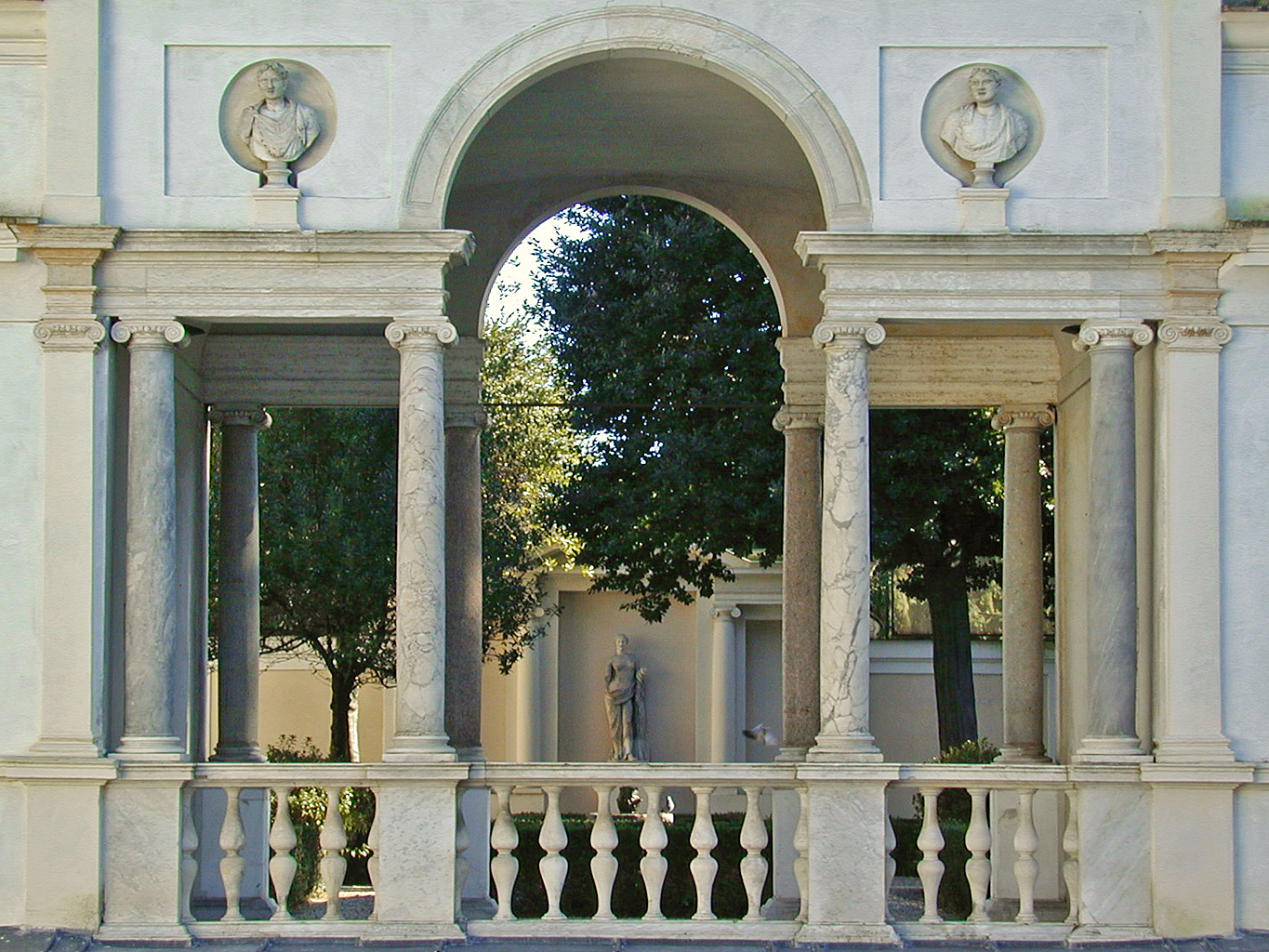
Віньола та Бартоломео Амманаті. Декор німфея
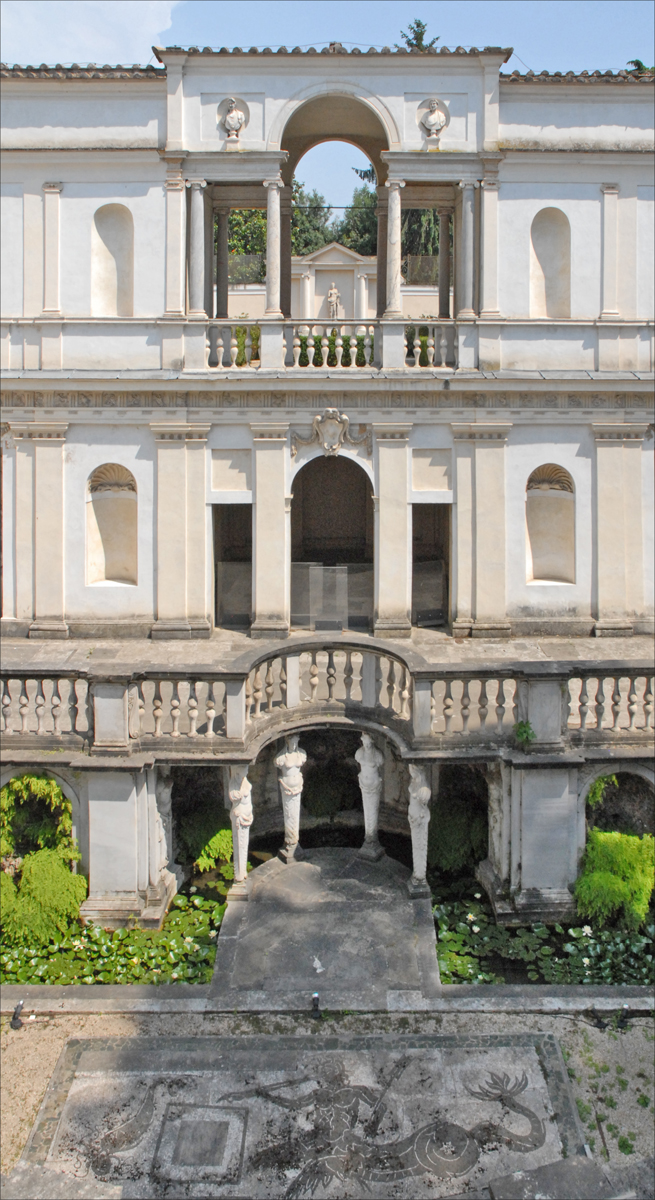
Віньола та Бартоломео Амманаті. Три лоджиї вілли Джулія

### Палаццо дель Те, Мантуя

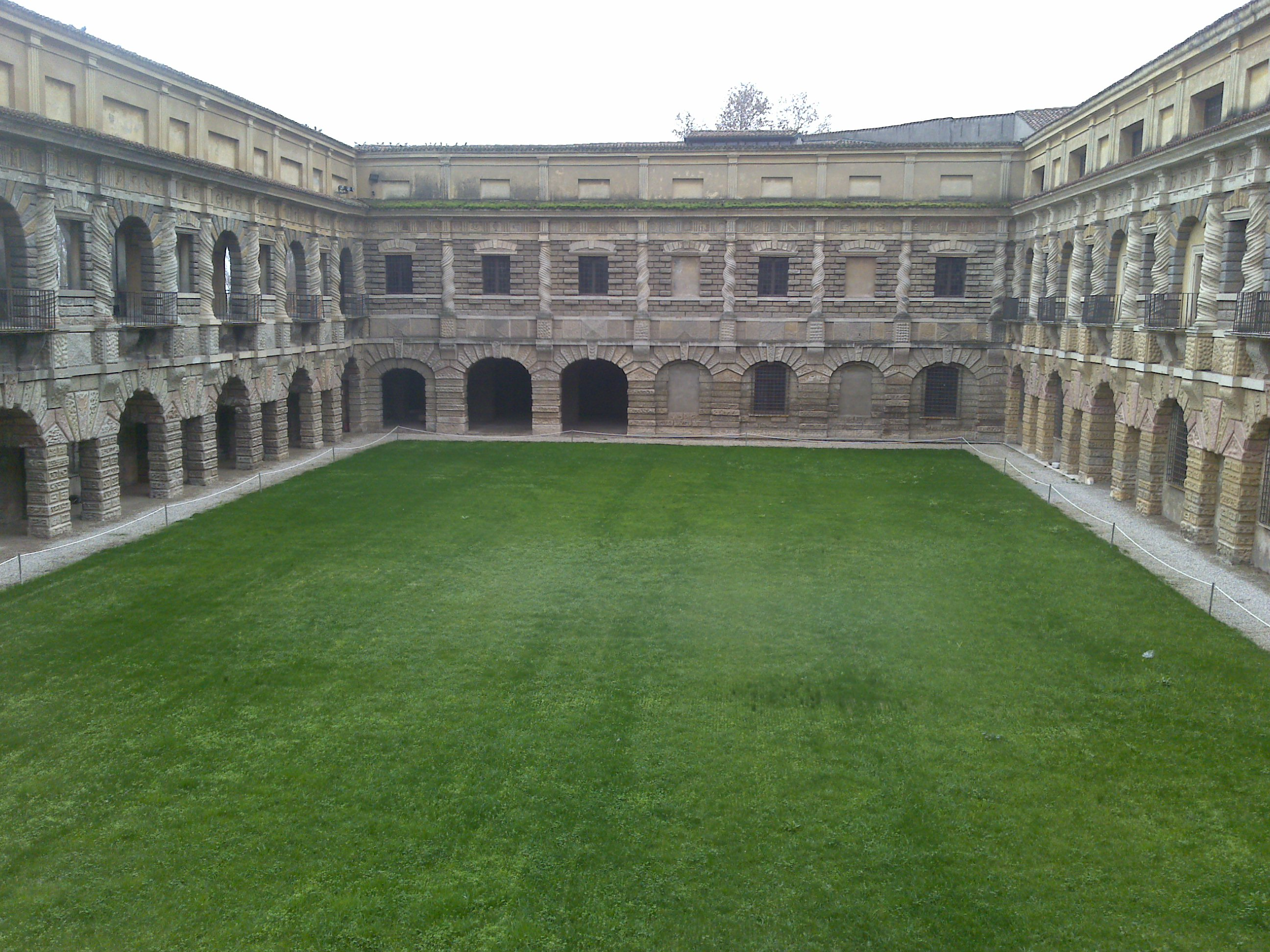
Арх. Джуліо Романо. Мантуя. Палаццо Дукале. Двір-манеж для коней
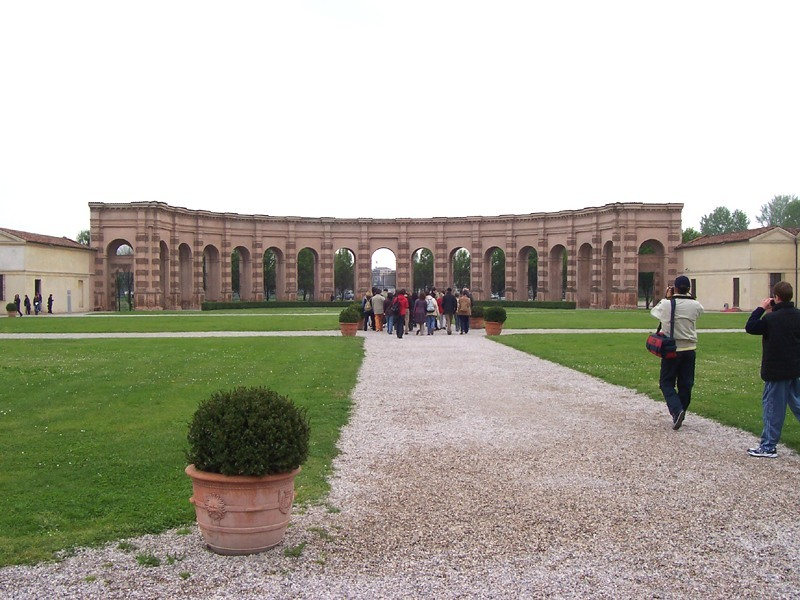
Арх. Джуліо Романо. Брама палацу дель Те
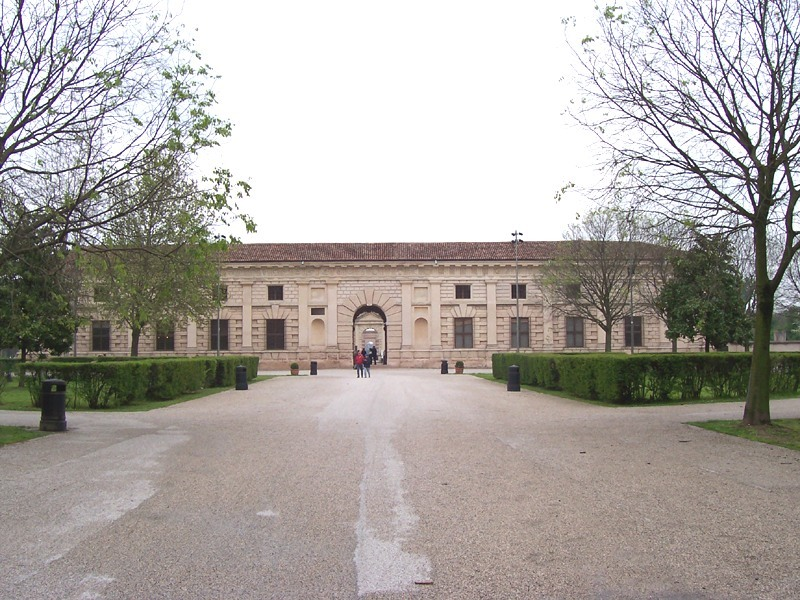
Арх. Джуліо Романо. Двір палацу дель Те
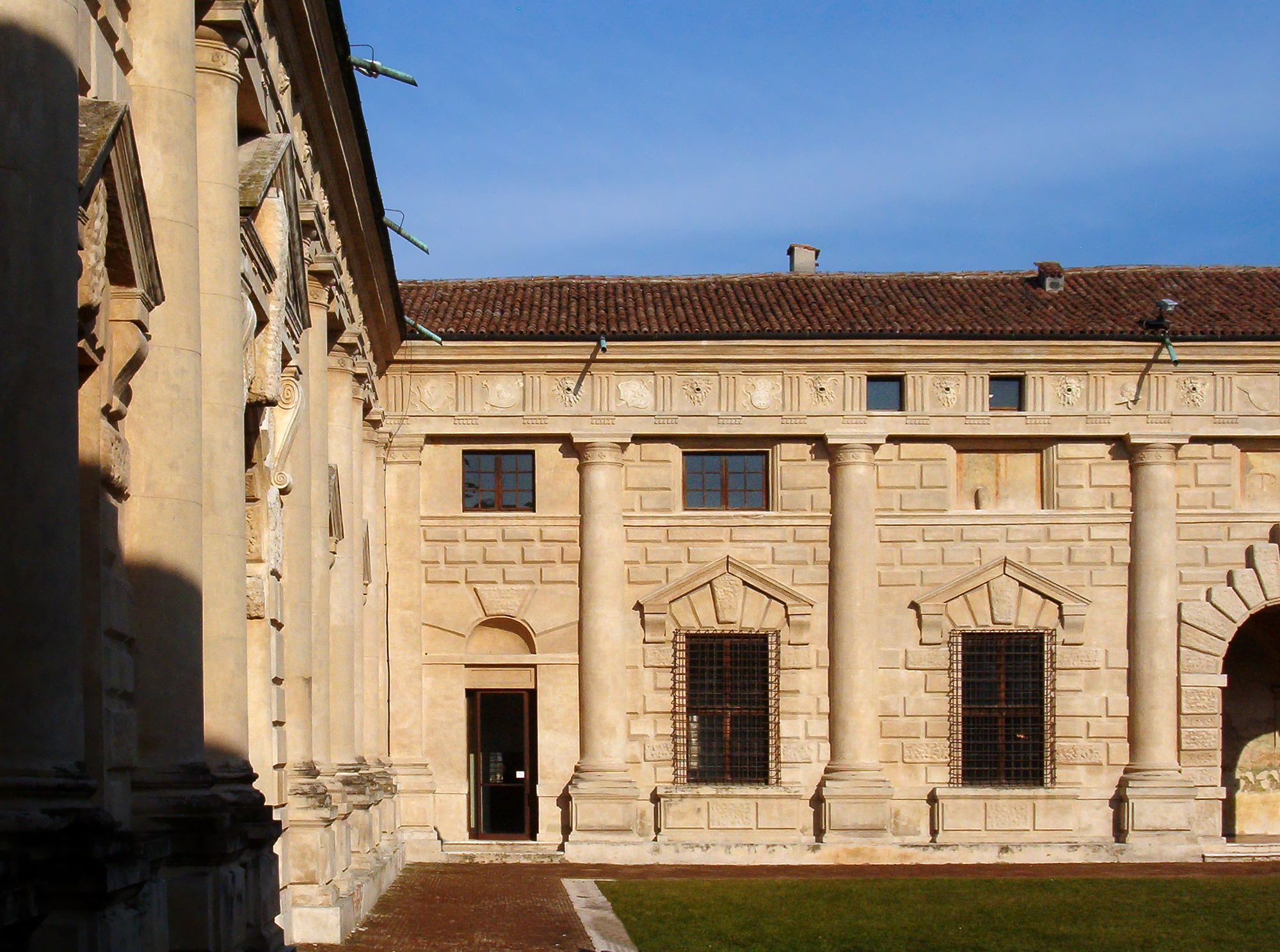
Арх. Джуліо Романо. Фасади палацу дель Те
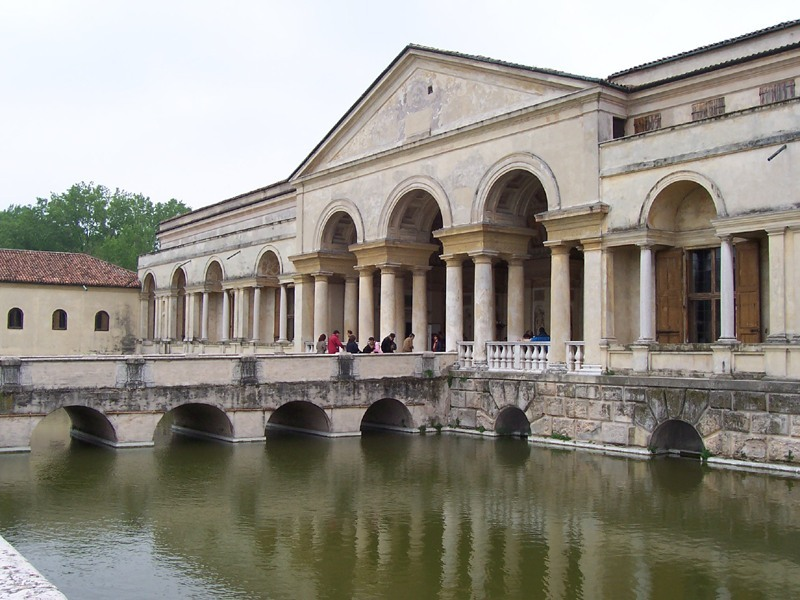
Арх. Джуліо Романо. Місток через рів з водою

### Споруди доби маньєризму, Саббйонетта

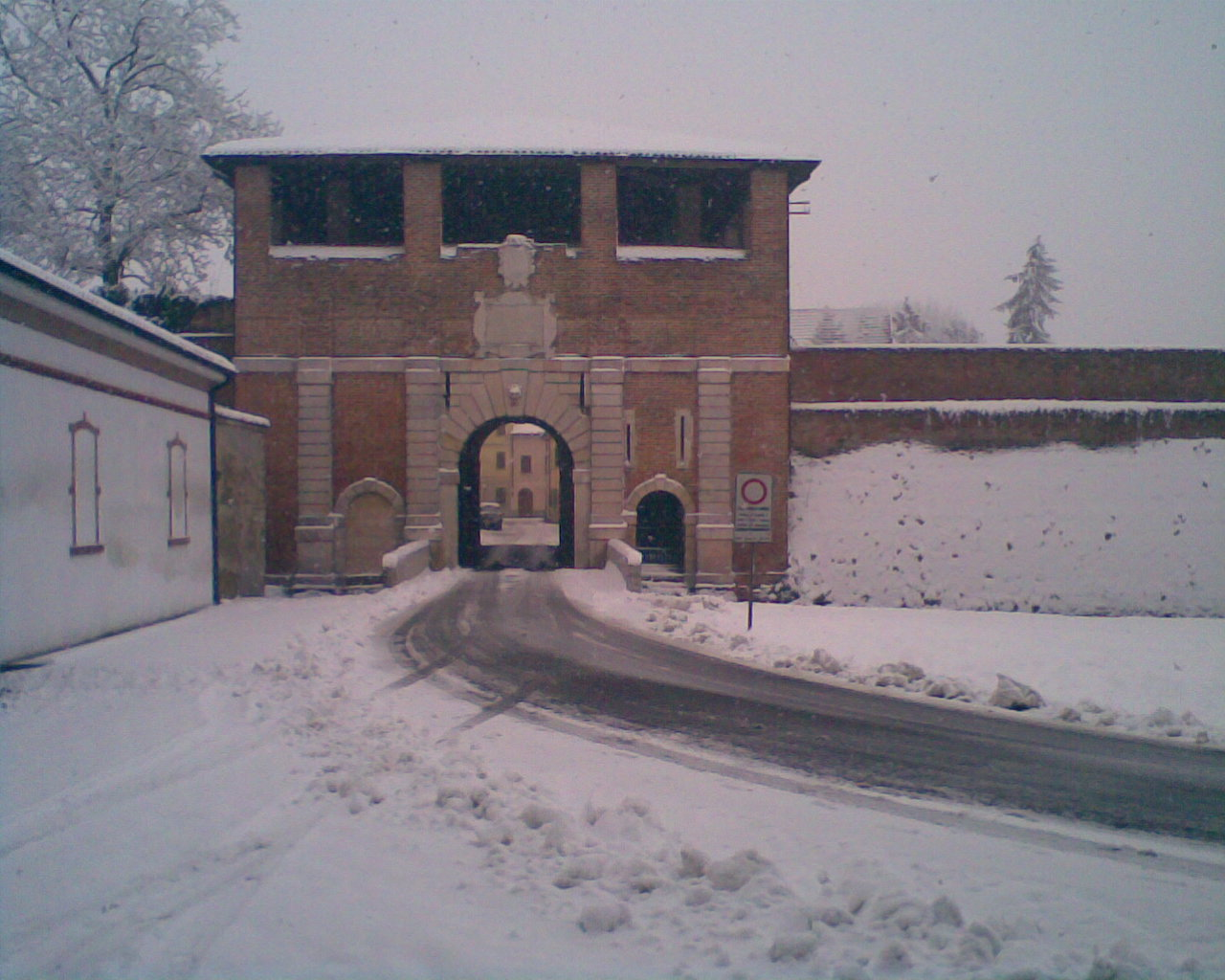
Імператорська брама, м. Саббьонетта
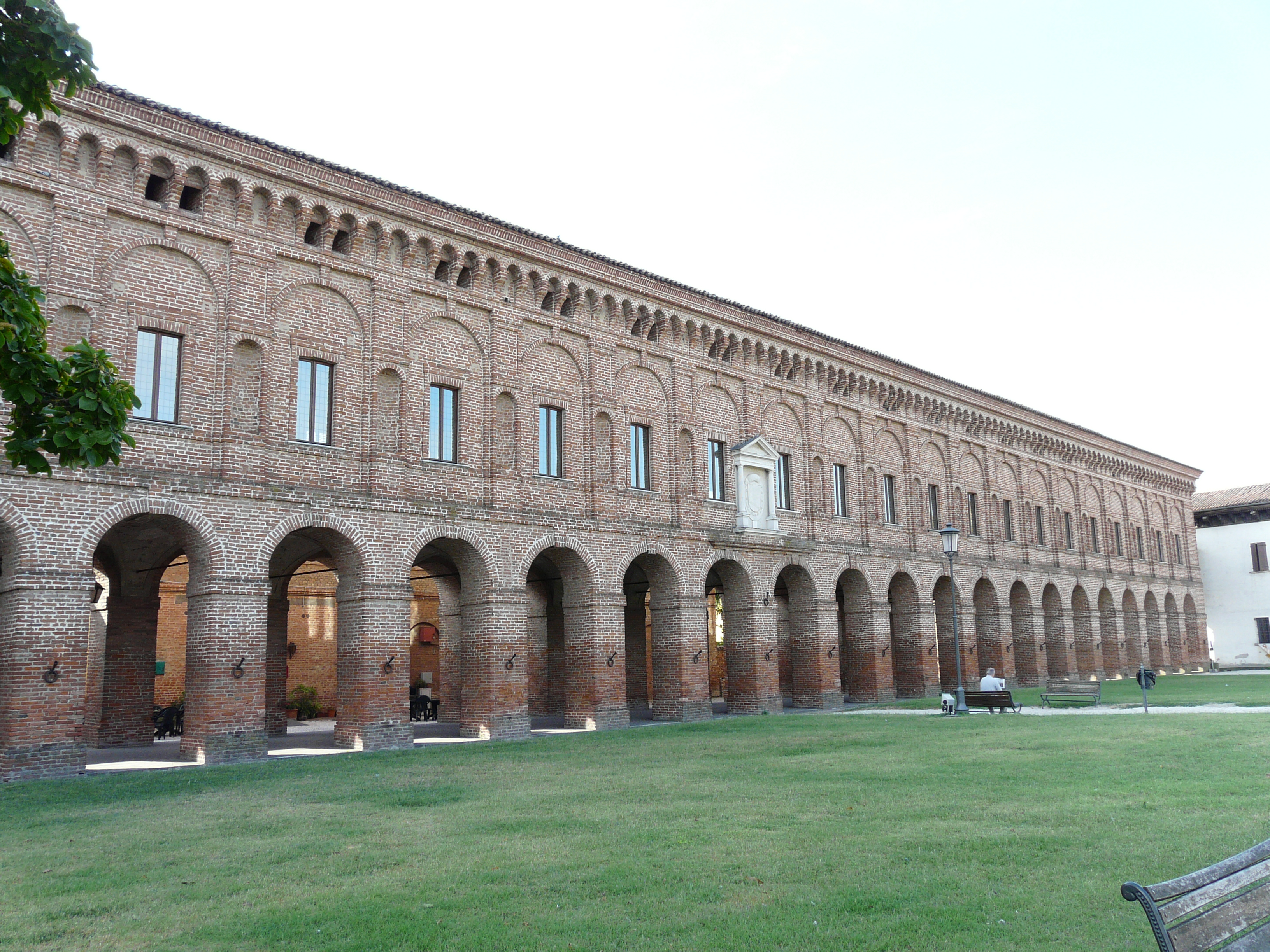
Старовинна галерея.
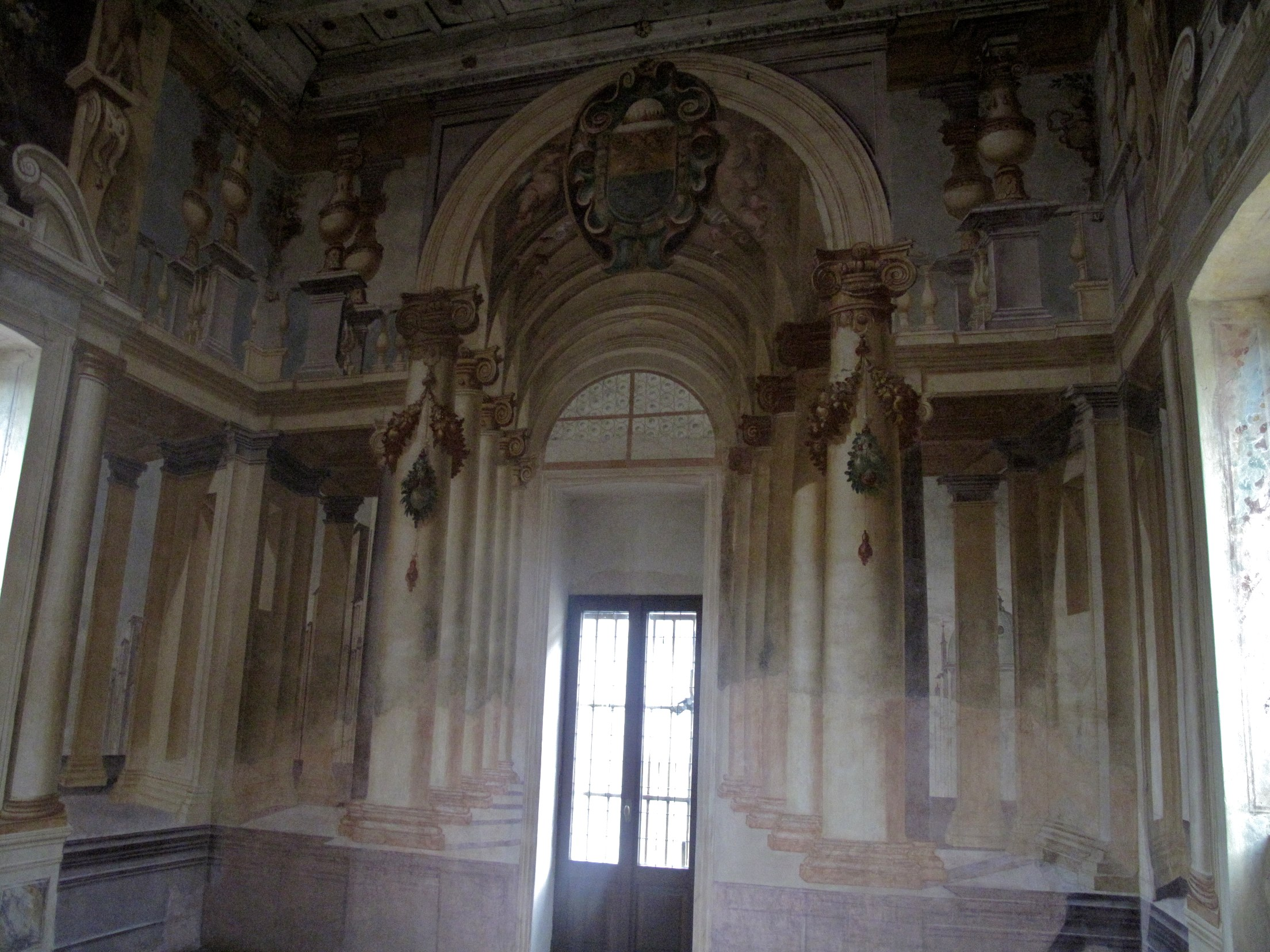
Фреска з архітектурною фантазією.
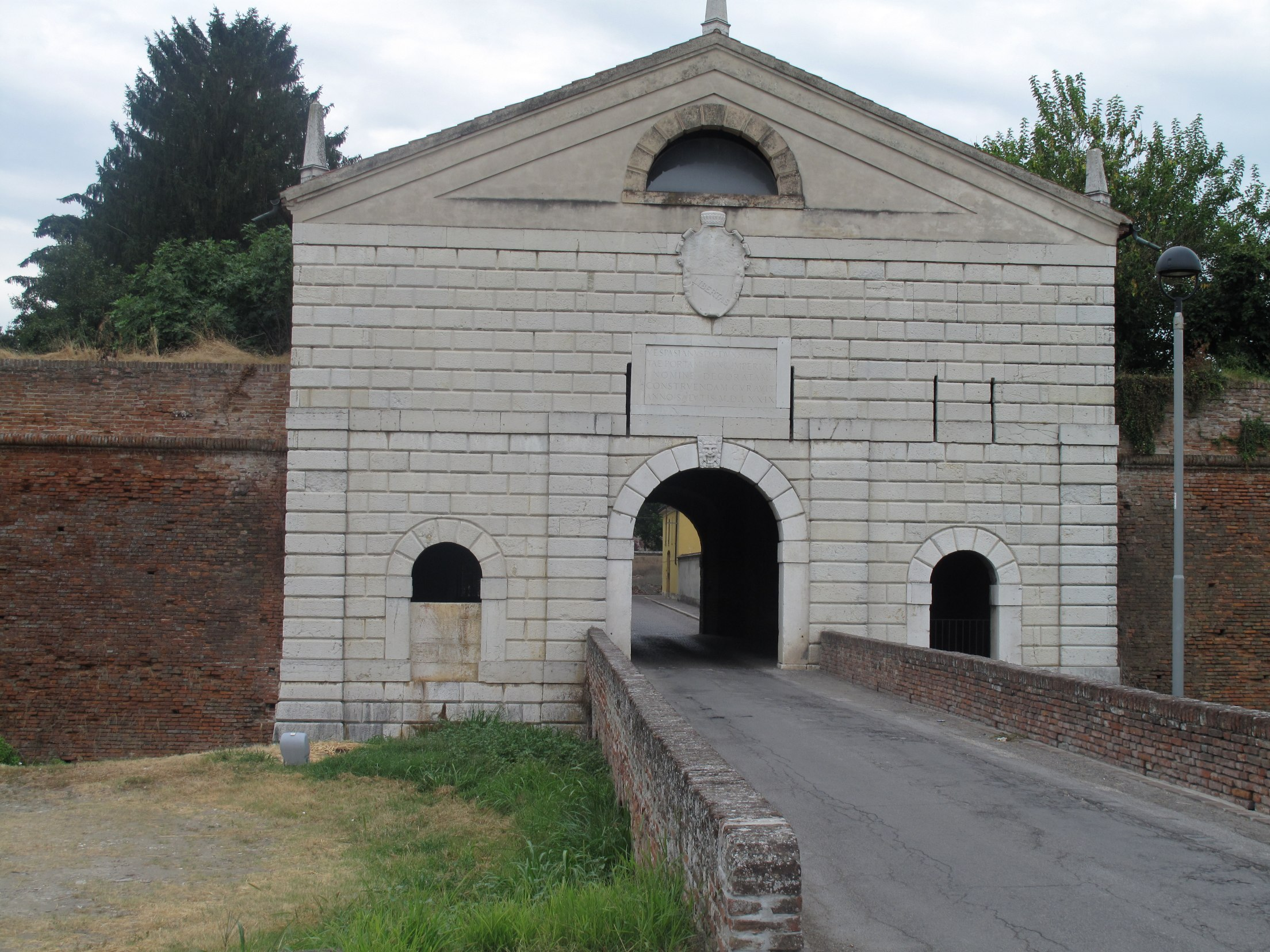
Фортечна брама

### Маньєристична архітектура Ескоріала, Іспанія

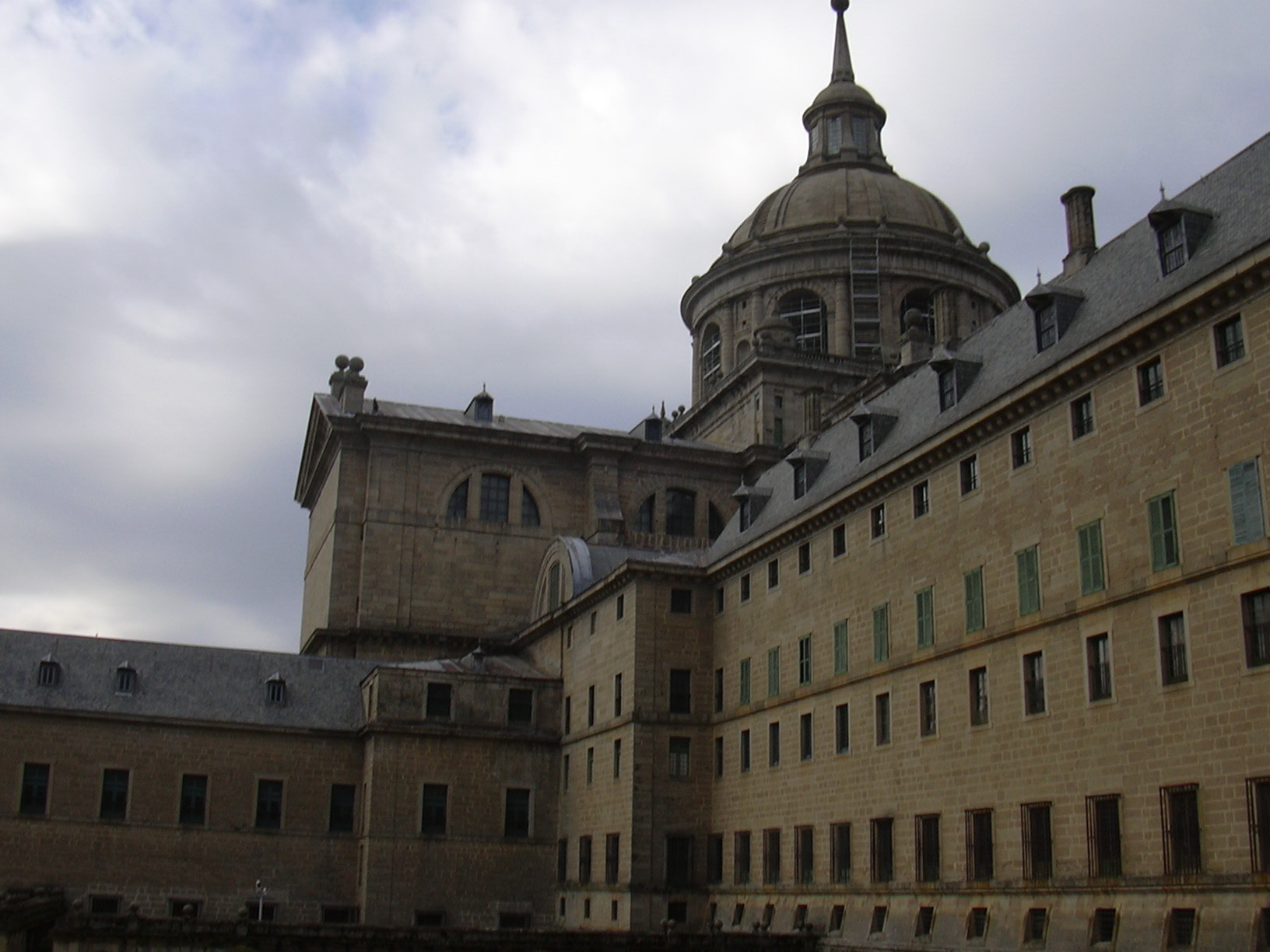
Фасади Ескоріала
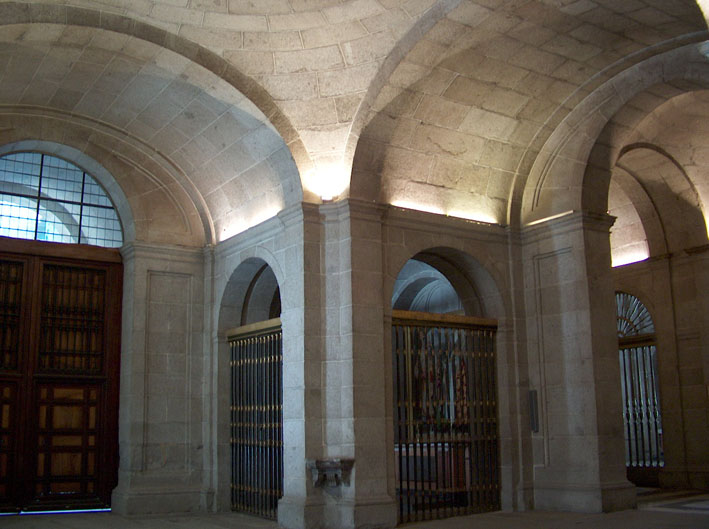
Склепіння в соборі
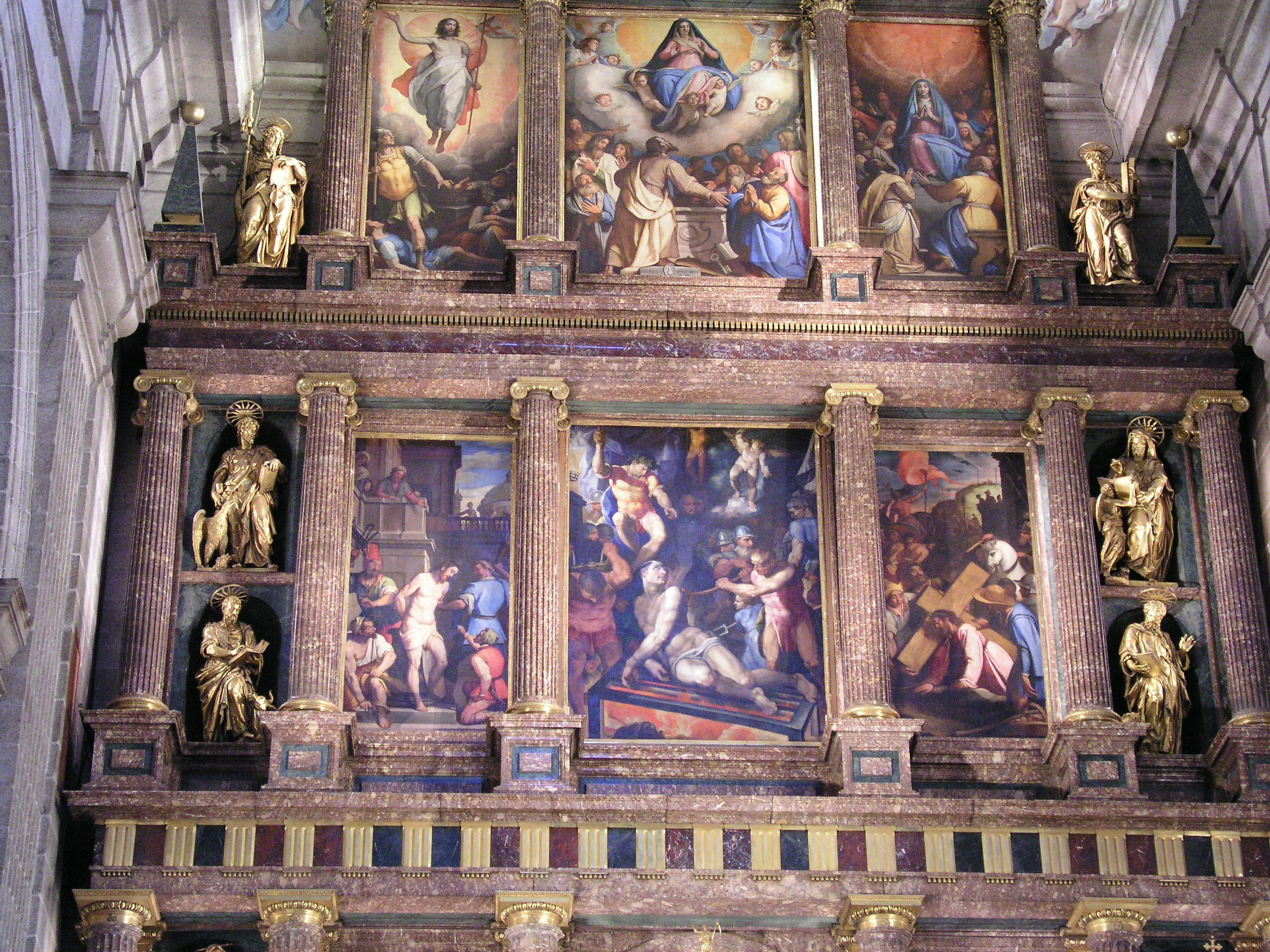
Головний вівтар в соборі Св. Лаврентія
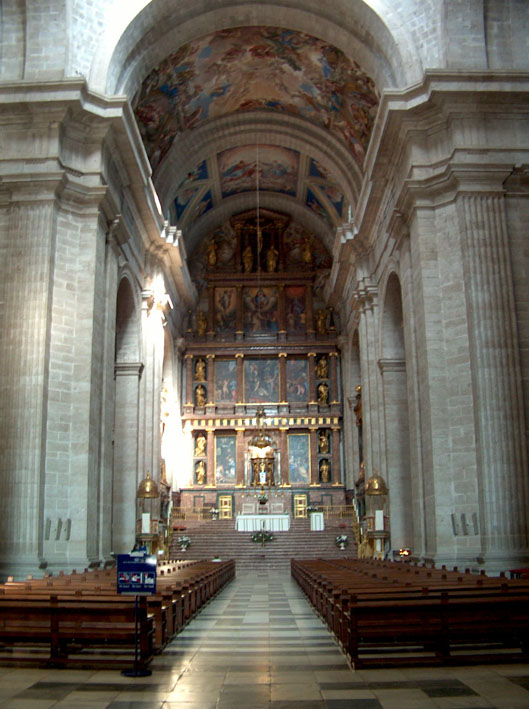
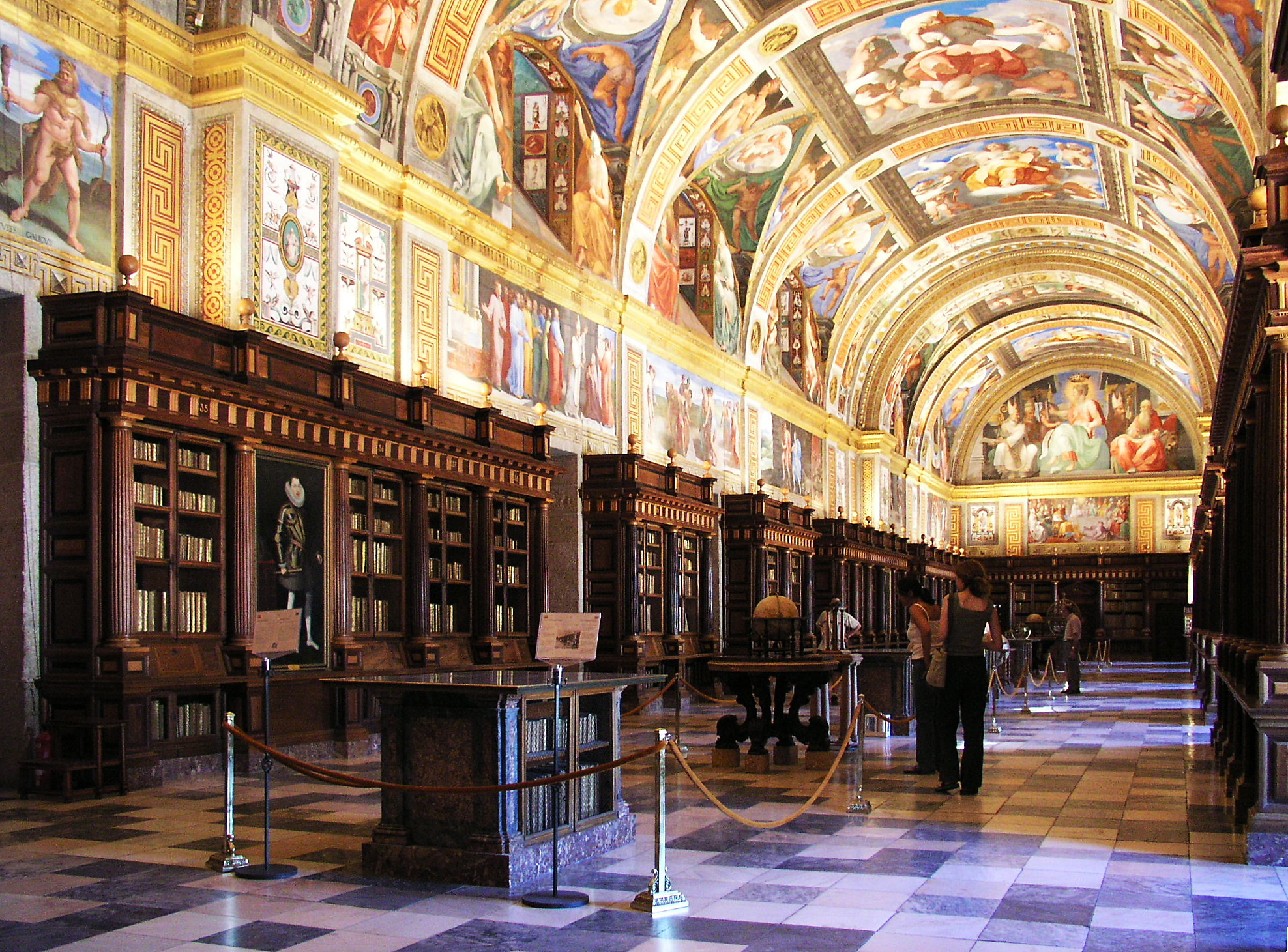
Ескоріал, бібліотека, фрески маньєристів Пеллегріно Тібальді та Бартоломе Кардуччі

## Художній надгробок доби маньєризму

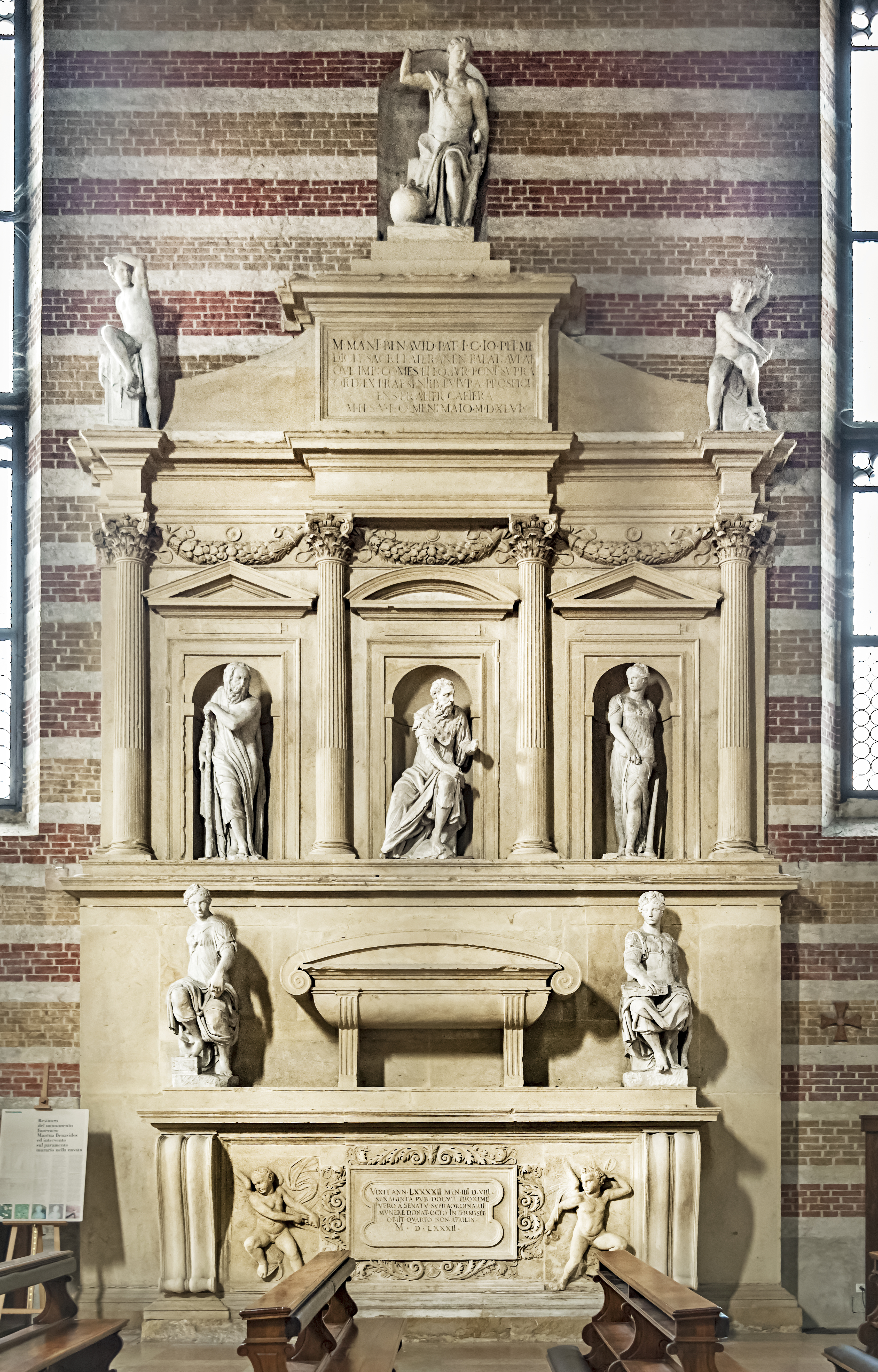
Бартоломео Амманаті, надгробок Марко Мантуа Бонавідеса, юриста і професора Падуанського університету, церква Еремітані, Падуя
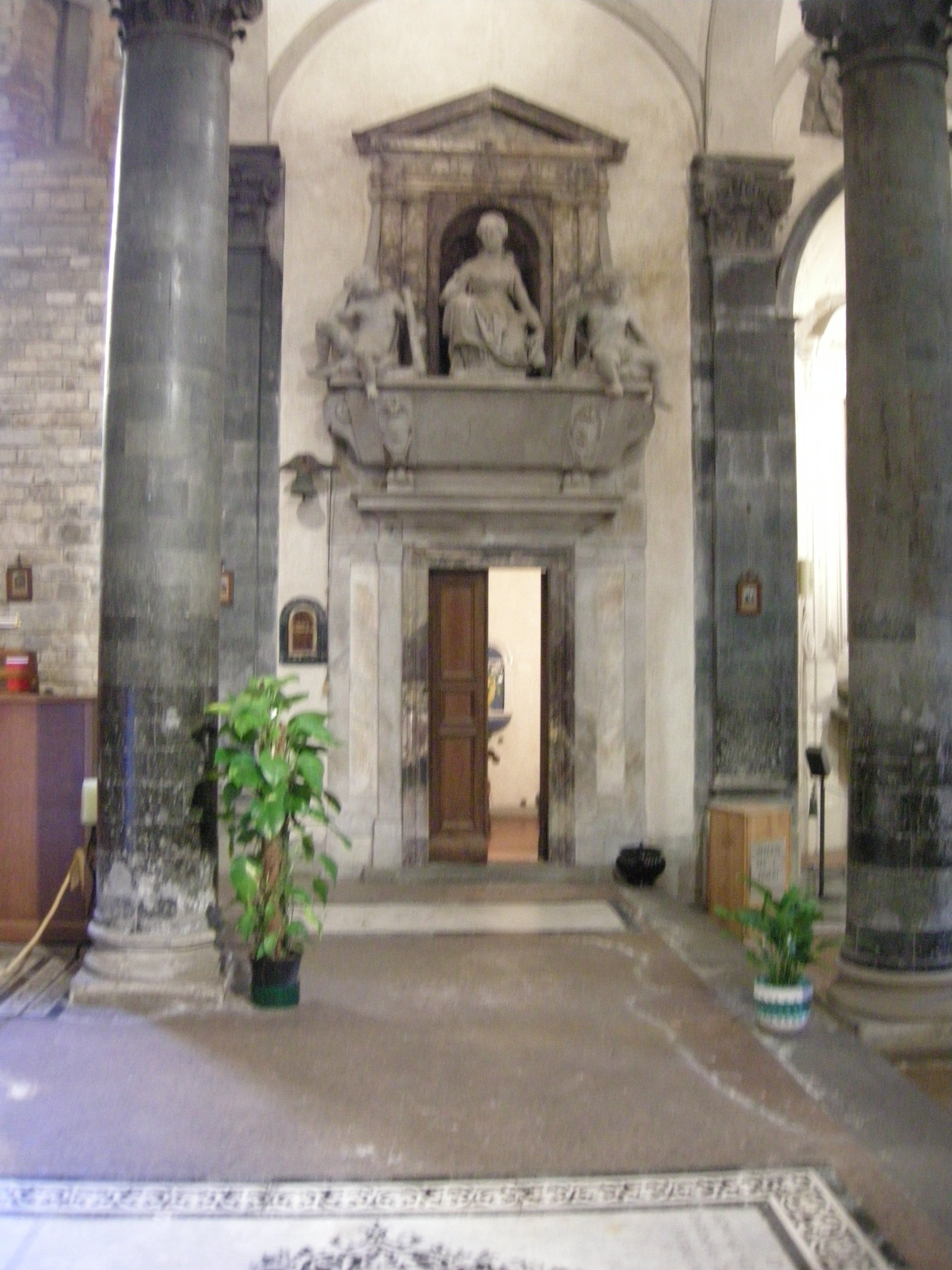
Бартоломео Амманаті, кенотаф Біндо Альтовіті, церква Св Апостолів, Флоренція
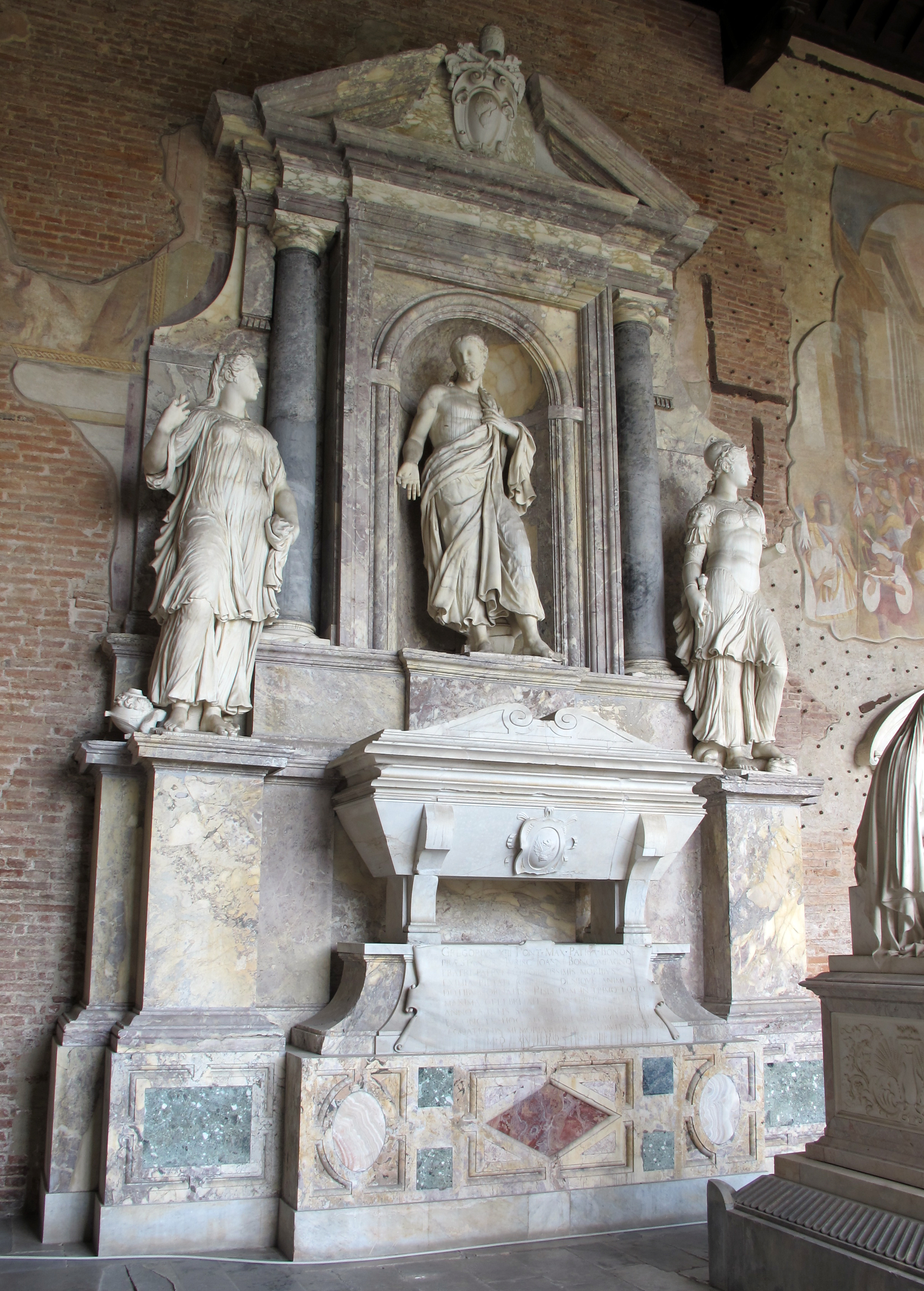
Бартоломео Амманаті, надгробок юриста Джованні Бонкомпаньї, 1544 р., Піза
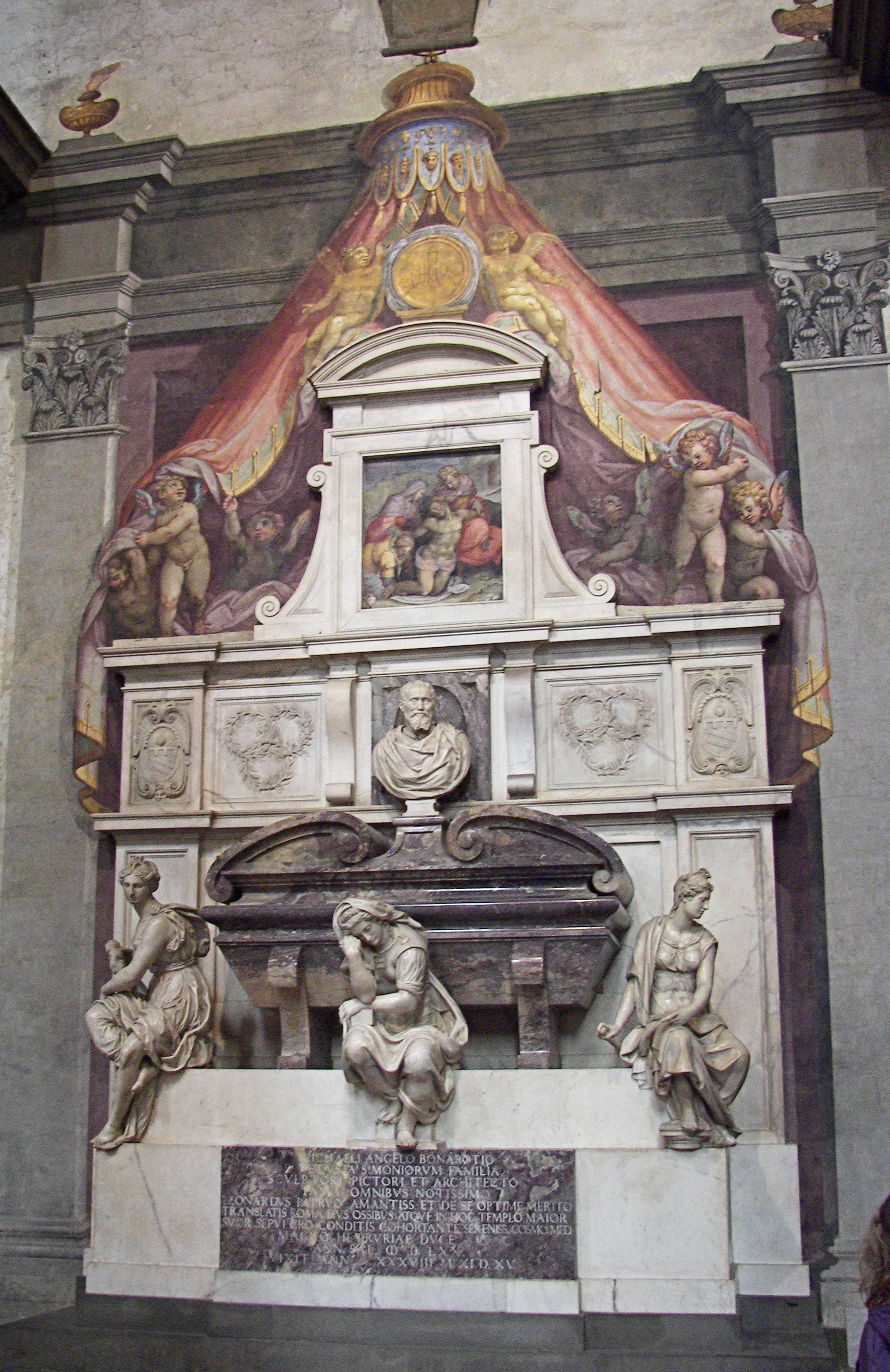
Надгробок Мікеланджело Буонарроті. Церква Санта Кроче, Флоренція

## Сюжетні килими доби маньєризму або створені за їх картонами

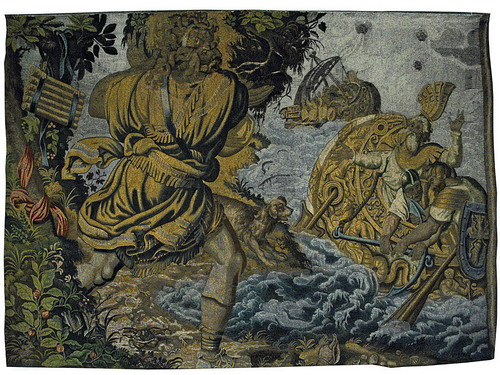
Картоньєр маньєрист. Гобелен «Поліфем кидає скелю в аргонавтів», XVII ст. Олеський замок
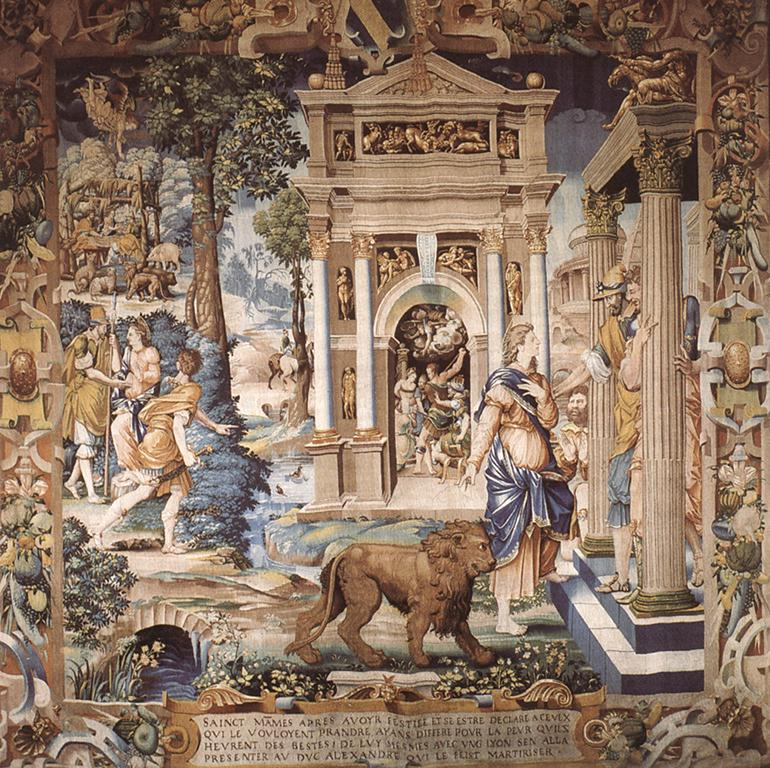
Картоньєр Жан Кузен старший. «Св. Мамант з левом і Олександр», Лувр, Париж.
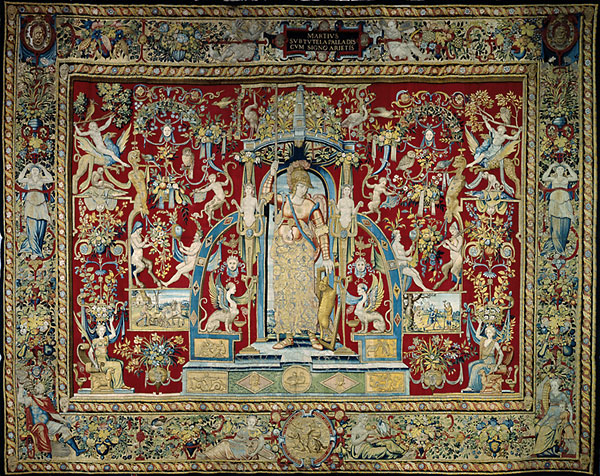
Гобелен із серії «Місяці», «Березень». Брюссель, Корнеліс де Ронд, середина XVI ст., Музей історії мистецтв, Відень

## Наслідки маньєризму

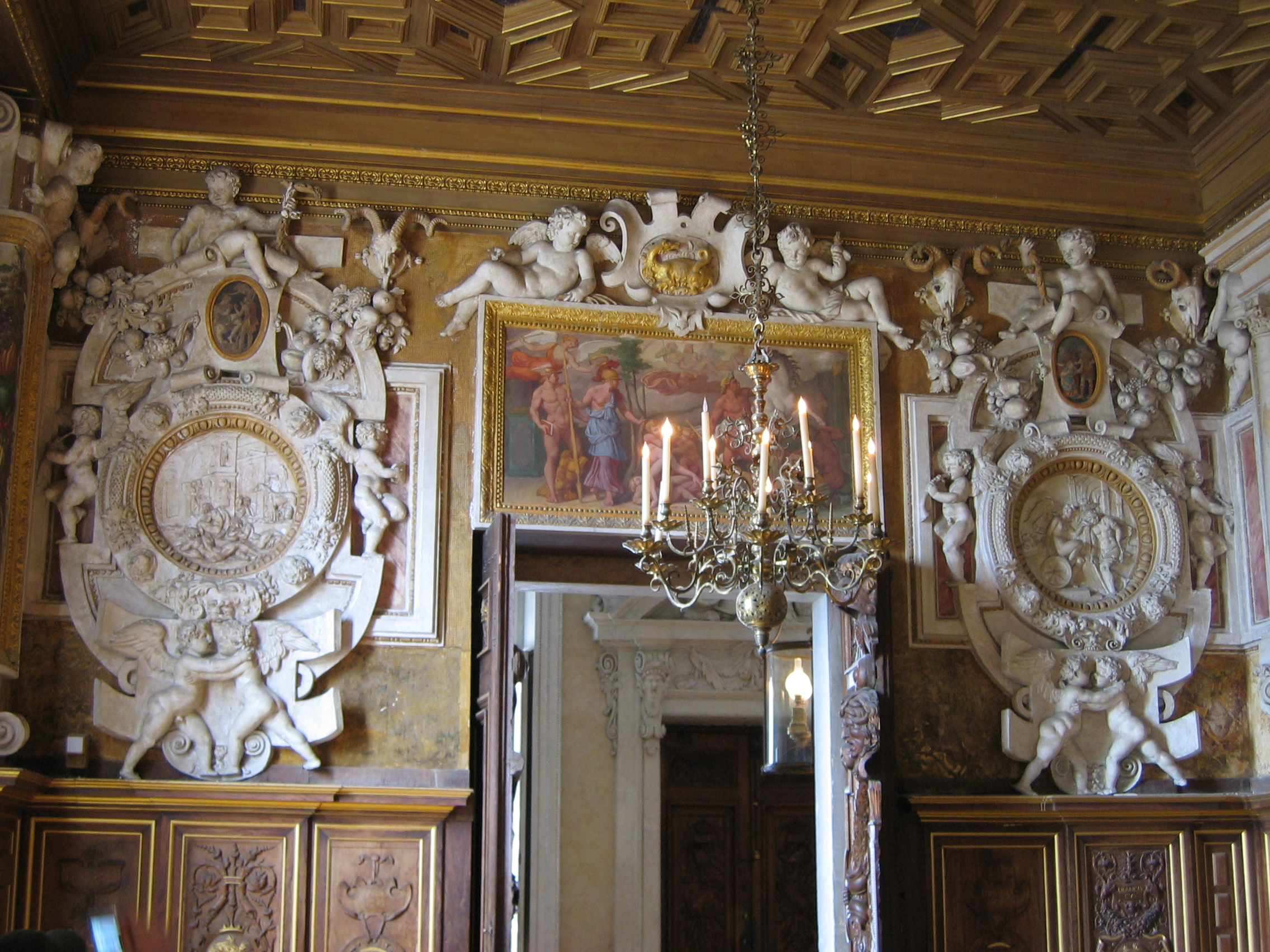
Палац Фонтенбло, Галерея короля Франциска І, ліплений декор, перша половина XVI ст.

По різному відбився маньєризм і на галузях мистецтва. Італія була класичною країною маньєризму, тому там виникли видатні його зразки в живопису, скульптурі, архітектурі, декоративно-ужитковому і медальєрному мистецтві.
Механічний, запозичений характер мав маньєризм Іспанії, де винятком стало лише художнє надбання Ель Греко, справедливо оцінене лише в XX столітті. Запозичений характер італійського маньєризму у Франції, навпаки, дав змогу розвинутись і досягти успіхів національній художній школі в XVI столітті.
Надзвичайне значення мав маньєризм і для виникнення і розвитку європейського мистецтва бароко, яке запозичило велику кількість форм, засобів і образів саме цього стилю.

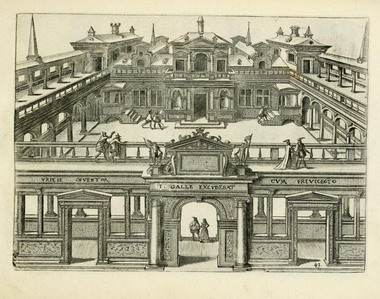
Ганс Вредеман де Вріс. «Палац з галереями в стилі маньєризму», видання 1601 року. Музей Ґетті, бібліотека, США
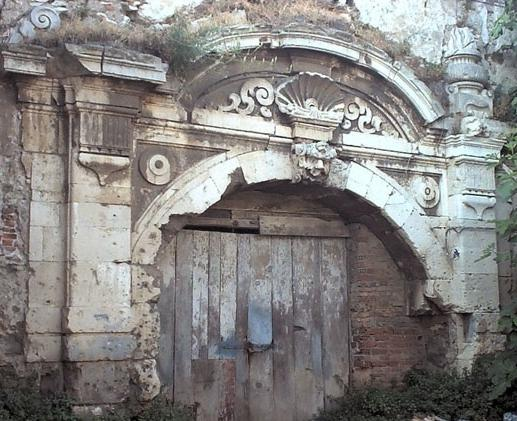
Архітектори Доменіко Б'юндо і Антоніо Амато. Брама фортеці в місті Мессіна, Італія
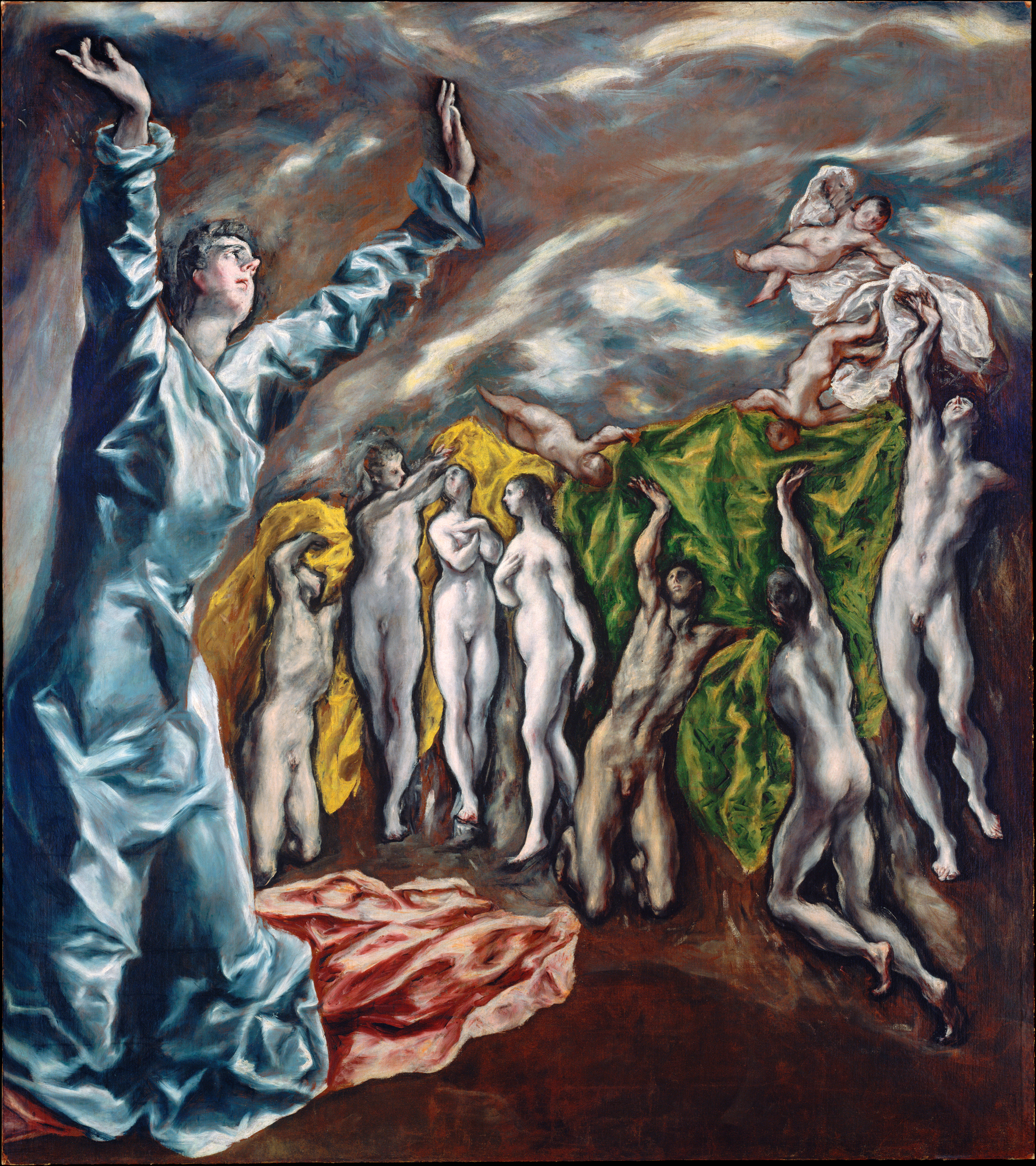
Відкриття п'ятої печатки — Ель Греко, (1608-1614)
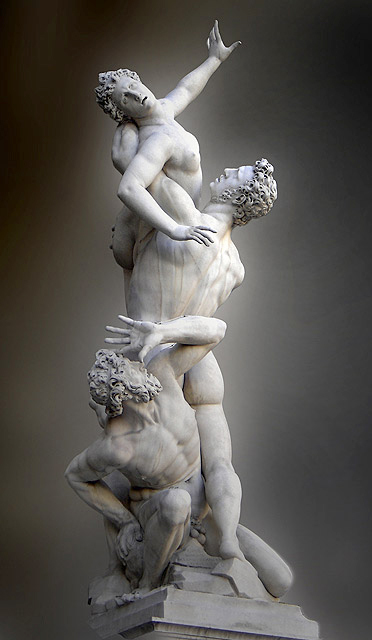
Викрадення сабінянок — Джованні да Болонья або Джамболонья. (1574—1582).
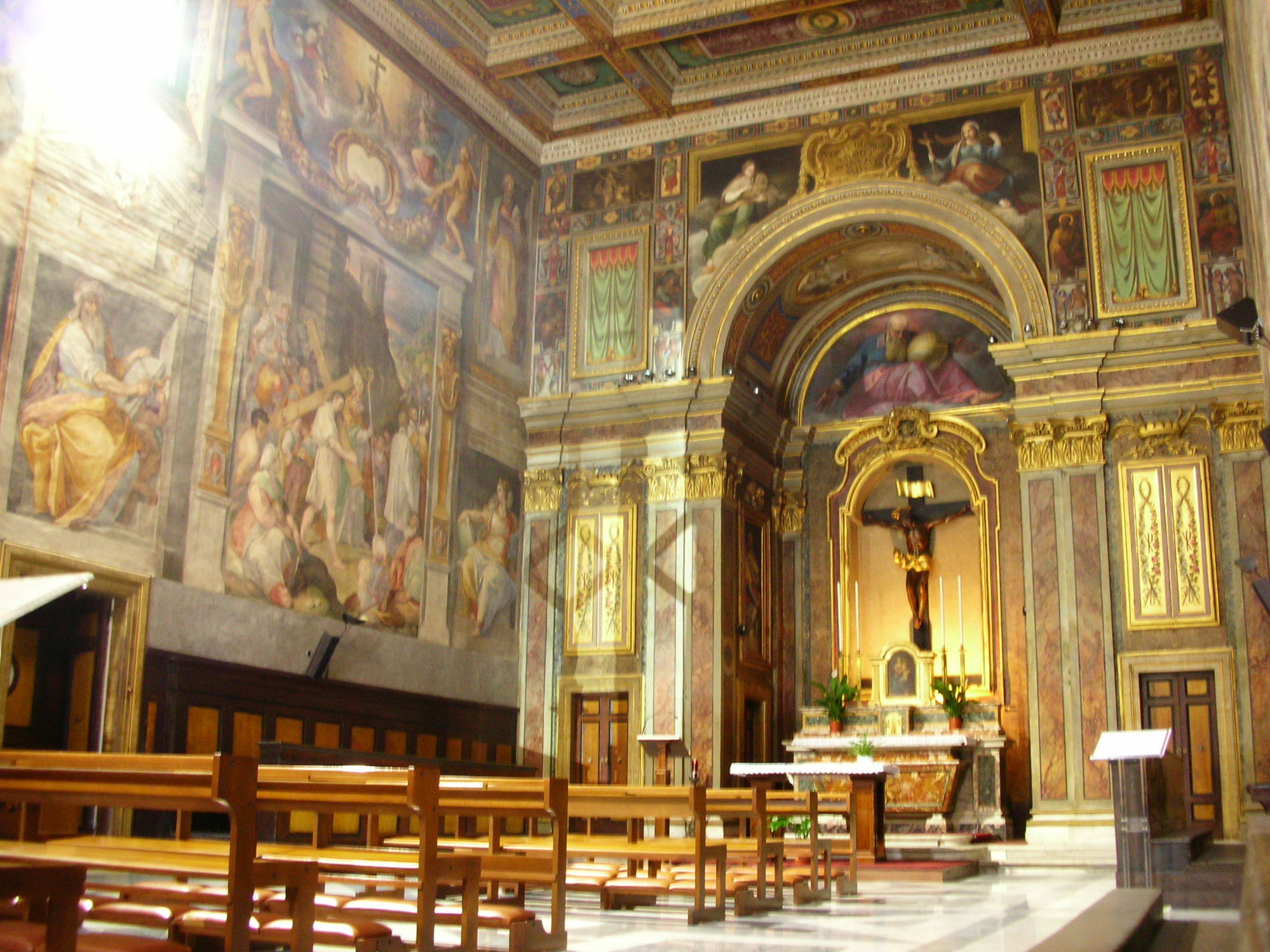
Стінописи в Ораторії Найсвятішого Розп'яття, Рим
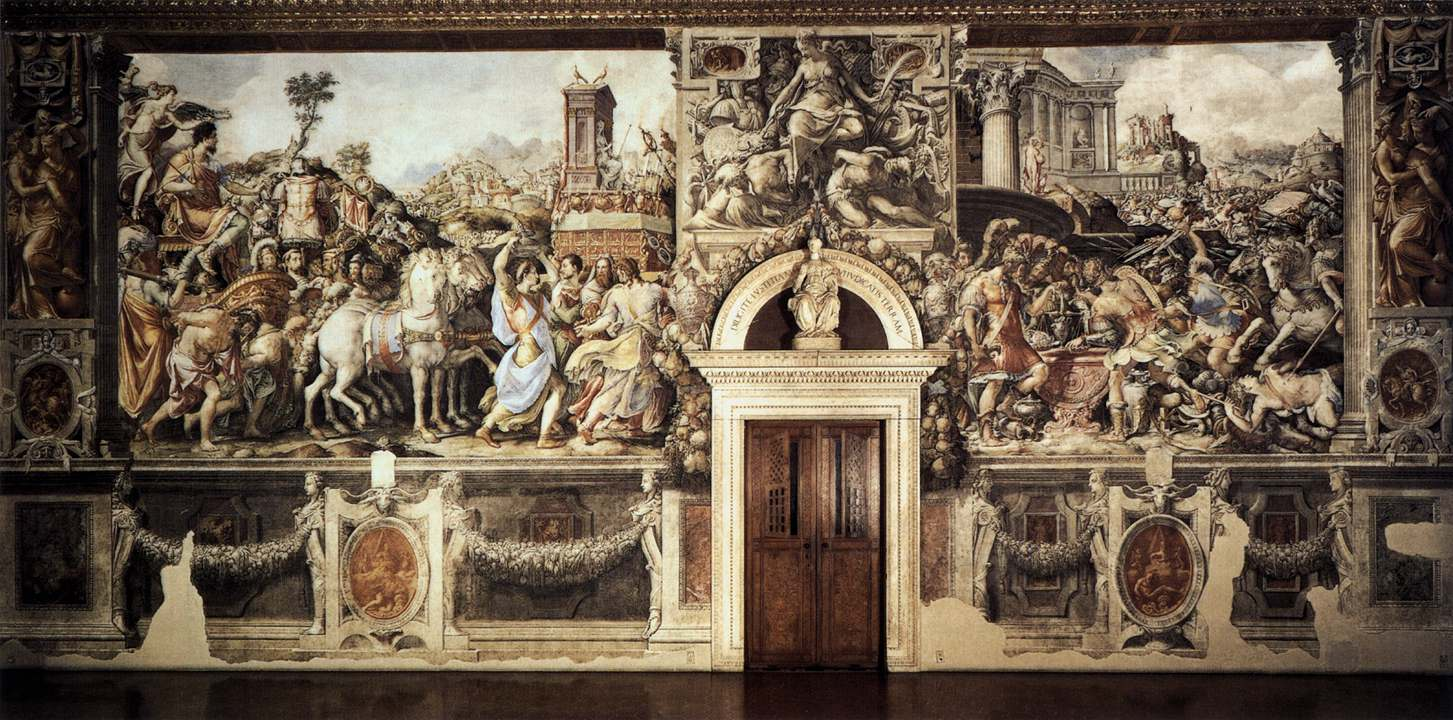
Франческо Сальвіаті. Фреска в палаццо Веккіо, Флоренція
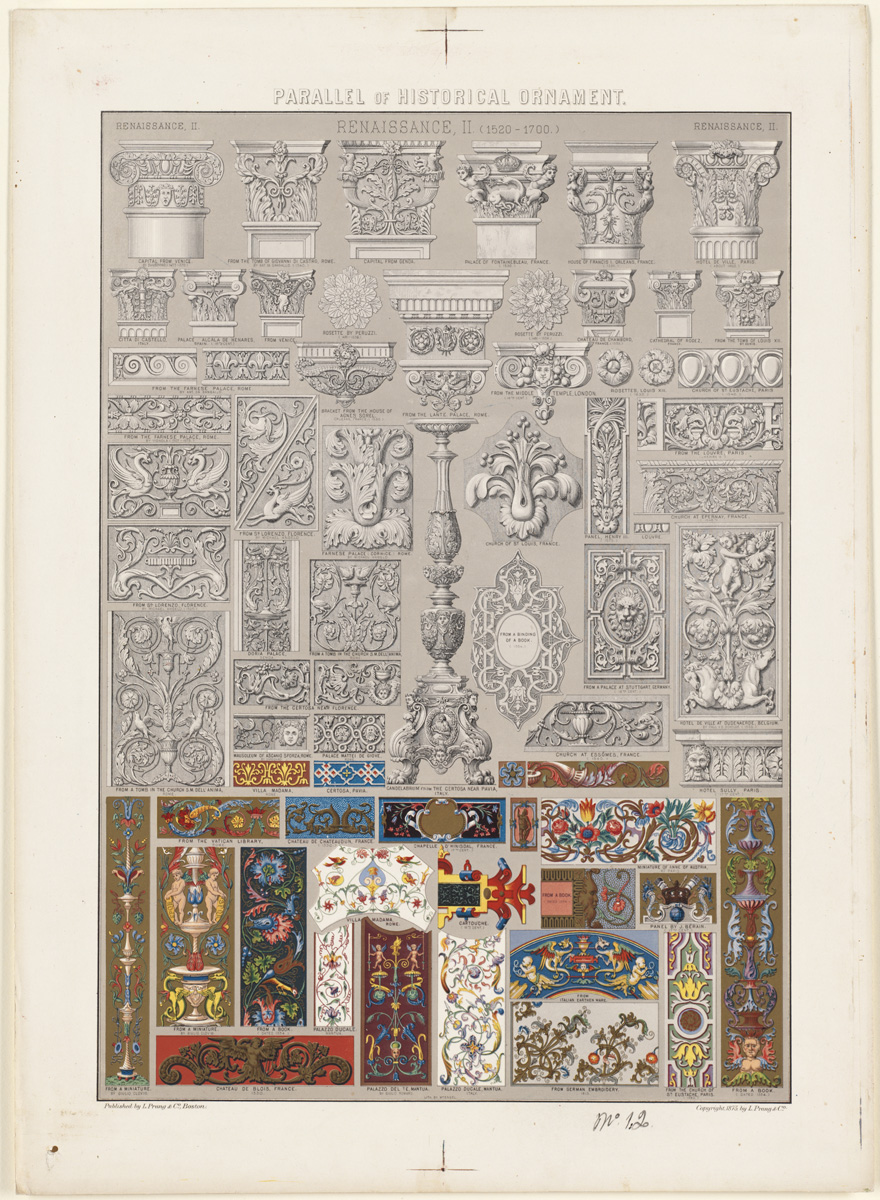
Орнаменти в стилі відродження і раннього маньєризму

## Маньєризм в українському мистецтві

### Маньєризм в українській скульптурі
«Художній напрямок — маньєризм, що охоплює в цей час країни Європи (а надто його північний варіант), мав великий вплив на львівську скульптуру. Риси маньєризму простежуються й у названому творі.
Маньєризм поширювався різними шляхами. Один з них — діяльність на Львівщині іноземних, насамперед північноєвропейських майстрів. Найвідомішим серед них був німець, син художника, Йоган Пфістер (1573 — бл. 1642). Він приїхав до Львова з Вроцлава уже зрілим майстром і осів тут назавжди. Чимало працював Пфістер і в Бережанах (нині Тернопільська область), де виконував замовлення родини Сенявських, та у Тарнові (нині Польща).
Експонована (прим. в Олеському замку на Львівщині) статуя св. Єлизавети (1630-ті роки) створена Пфістером в останній період його життя. Маньєризм відбився у надмірно витягнутих пропорціях тіла, витонченості, аристократичній постановці голови, рухові рук, примхливому ракурсі фігури. Не виключено, що в скульптурі передано портретні риси однієї з Сенявських — Єлизавети».

### Маньєризм в українській архітектурі
Зразки маньєризму в українській архітектурі зустрічаються насамперед на території Західної України, а найбільше у Львові: каплиця Боїмів, каплиця Кампіанів, бернардинський костел (тепер церква св. Андрія), Королівський арсенал і частково монастир бенедиктинок. Також елементи маньєристичного декору зустрічаються на багатьох будинках на Площі Ринок.
Також маньєристичні елементи присутні в костелі св. Лаврентія в Жовкві, замковому храмі в Бережанах, в декорі Підгорецького, Олеського, Золочівського замків, та замку в Старому Селі.

### Маньєризм і орнамент

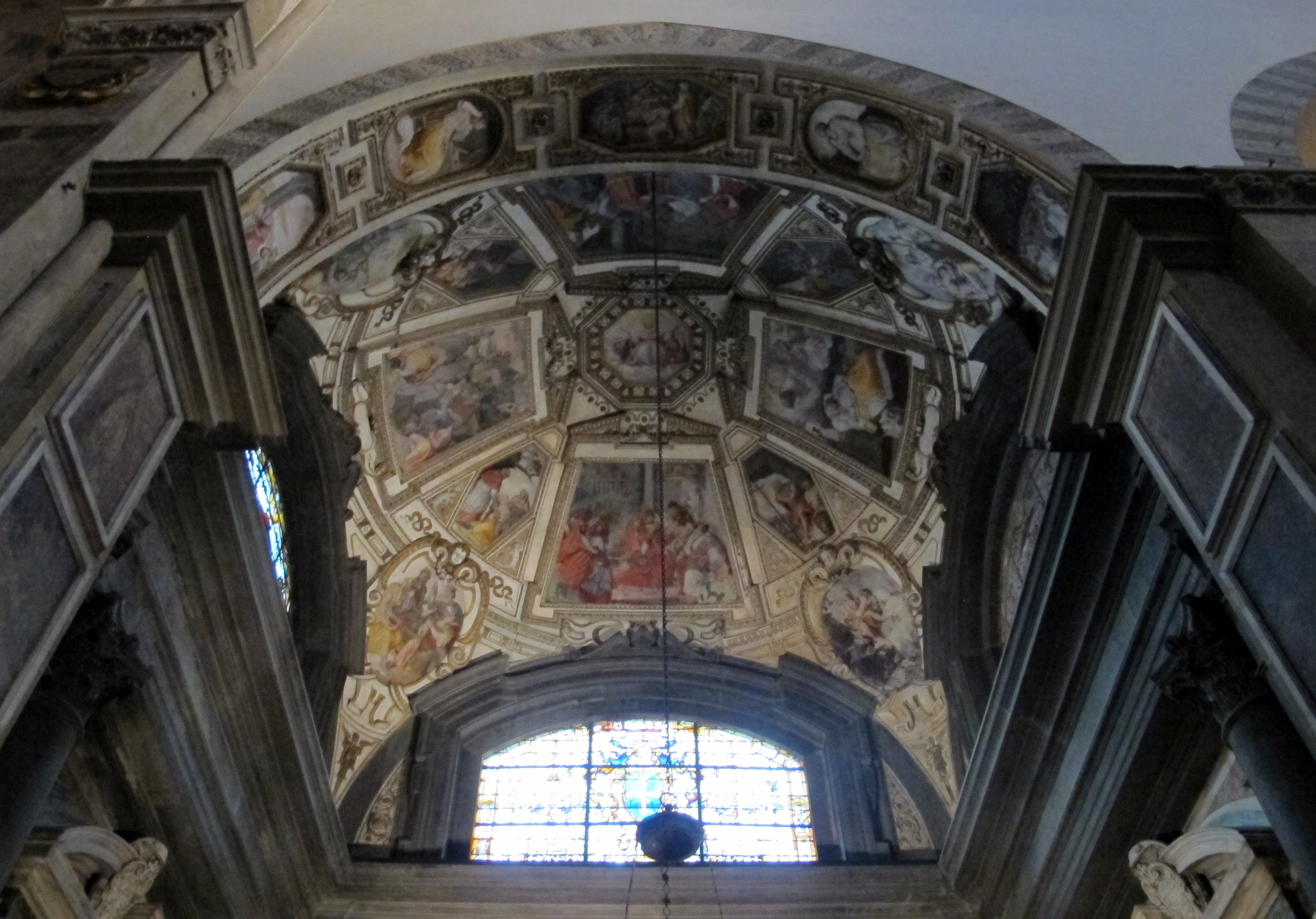
Алессандро Аллорі. Плафон купола каплиці Гадді.

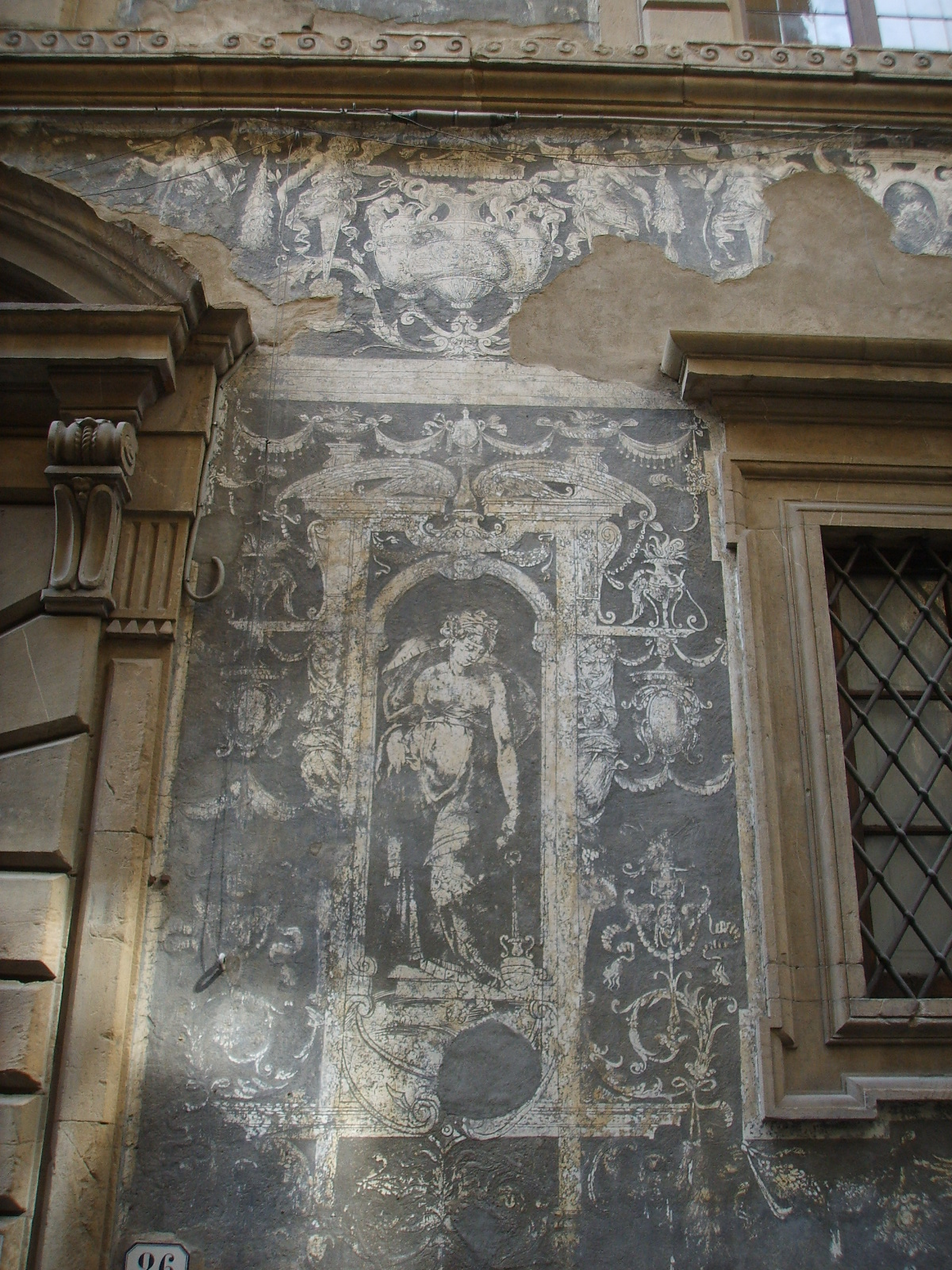
Палаццо Рамірес в Монтальто, грізайль роботи Дж. Вазарі на фасаді

Нова хвиля захопленням орнаментами прийшла в Італію наприкінці XV століття. Значним поштовхом для цього стало відкриття в Римі залишків так званого «Золотого дому», колишнього палацу імператора Нерона. В Римі хижацьки вели розкопки. Руїни вивчали, замальовували, знахідки розбирали і продавали, кам'яні брили слугували будівельним матеріалом. «Золотому дому» пощастило більше. Сучасників вразили стінописи з орнаментами. Вони і породили нову хвилю захопленням орнаметами, моду на їх вивчення і створення своїх варіантів на цій основі.
Якщо Відродження віддало перевагу симетричним, гармонійним орнаментам античності, маньєризм зробив свої акценти. Майстри орнаменту доби маньєризму дали перевагу орнаментам таратологічним. Цей орнамент, вирішений у вигляді примхливо переплетених зооморфних і рослинних мотивів із зображенням казкових драконів, химер, фантастично поєднаних мотивів фауни і флори, введений в художню практику саме маньєристами. Химерні маски вразили вже Мікеланджело. І той використав обличчя потвор у паркетах Бібліотеки Лауренциана, в орнаментальних оздобах каплиці Медичі у Флоренції. Страшну, химерну маску Мікеланджело розмістив і поряд з уславленою скульптурою «Ніч» в каплиці Медичі.
Віртуозні зразки орнаменту доби маньєризму дав Джорджо Вазарі у грізайлях. Майстри маньєризму охоче розробляли орнаменти в своїх фресках (Парміджаніно, хори церкви Санта Марія делла Стекката), в малюнках і гравюрах, що розійшлися Європою від Франції до Польщі. Орнаменти маньєризму використовували для оздоб фонтанів, колон, архітектурних споруд. Відомим зразком орнаменту маньєризму в архітектурі став фронтон Бернардинського костелу у Львові, Україна.

### Зразки маньєризму в архітектурі України

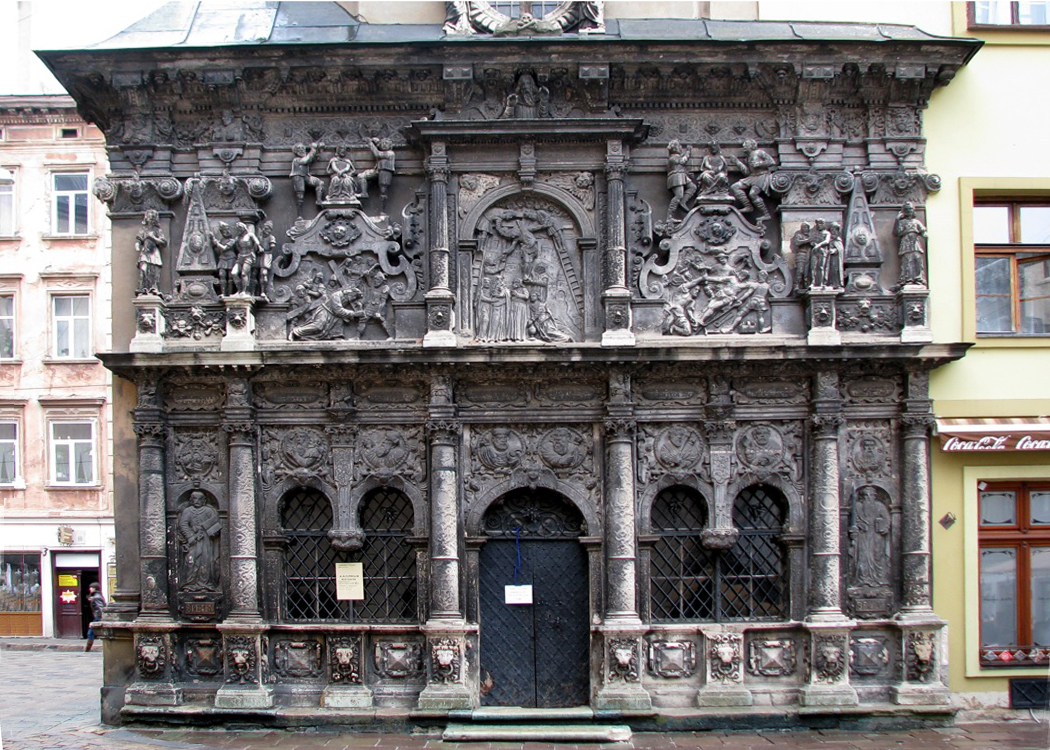
Каплиця Боїмів, Львів
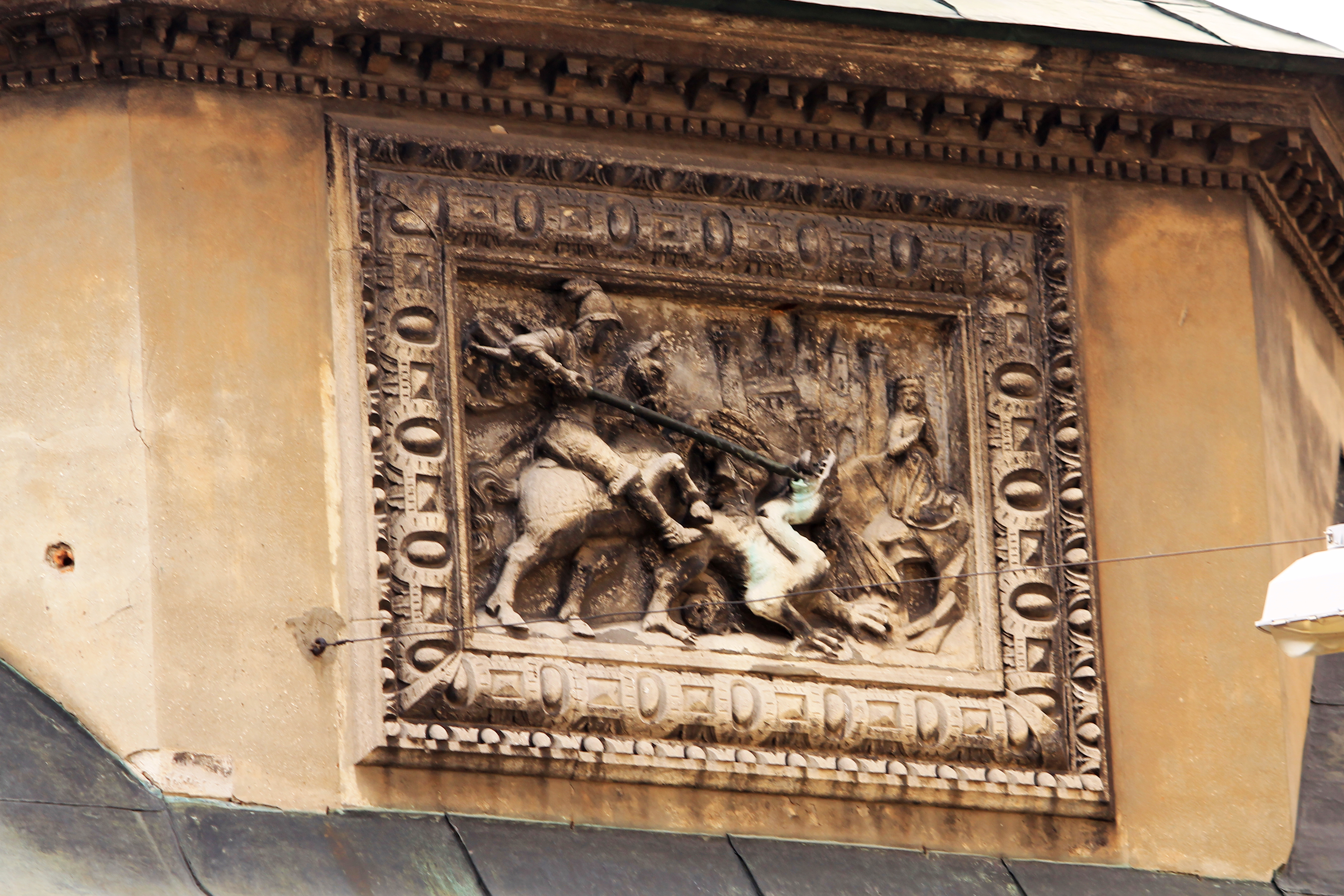
Фасад каплиці Боїмів. «Георгій змієборець», рельєф в маньєристичній рамі.
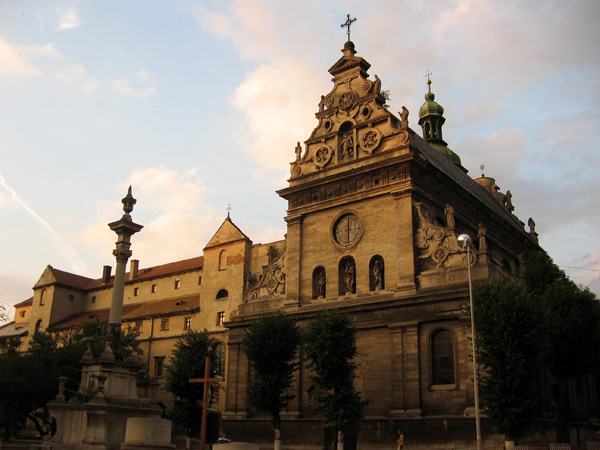
Фронтон зі скульптурами Бернардинського костелу, Львів.
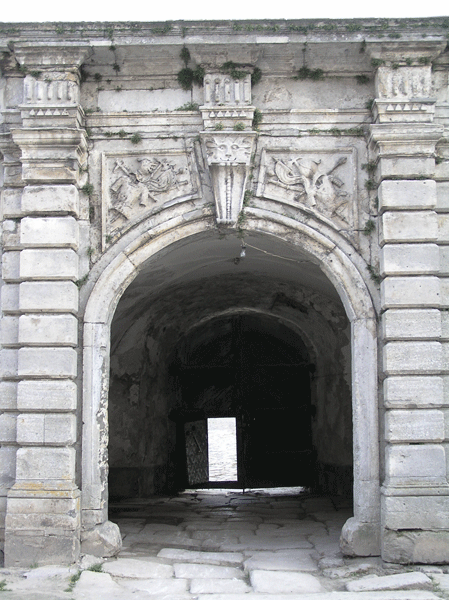
Брама Підгорецького замку
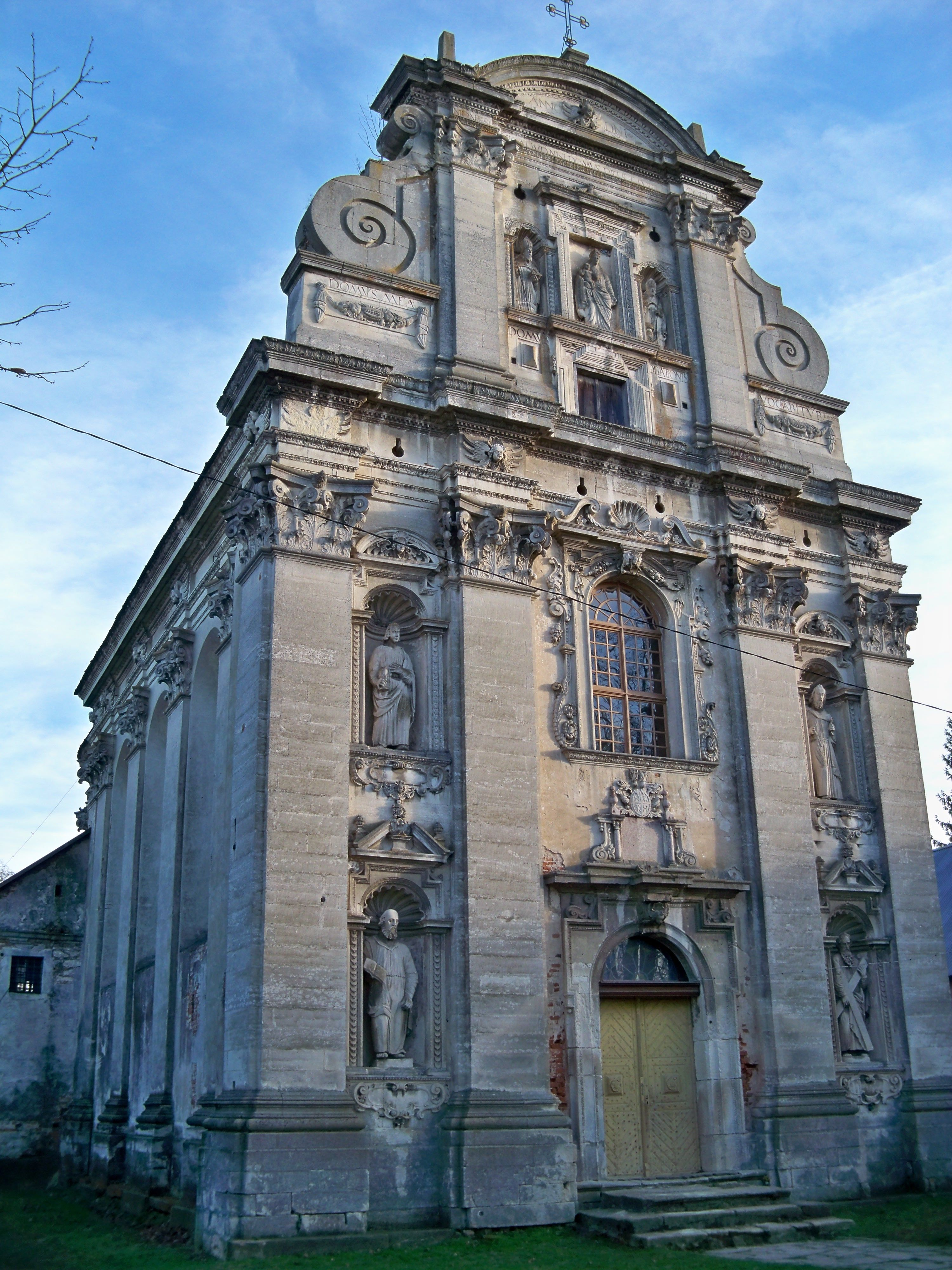
Фасад костелу в Комарному